# Zwinger (Dresden)

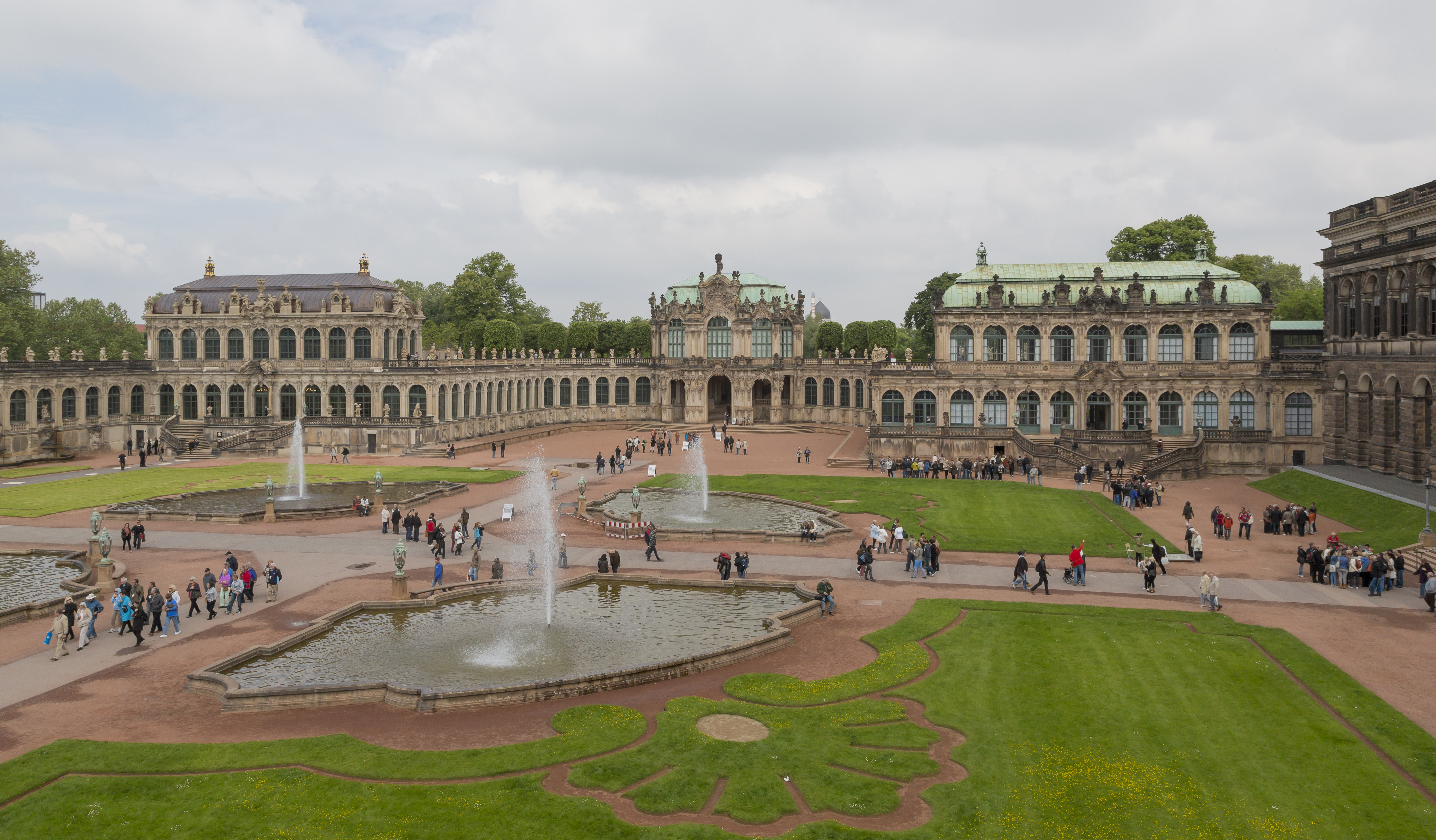
Dresdner Zwinger

Der Zwinger ist ein höfischer Orangerie-, Fest- und Sammlungsbau in Dresden, der nach einem früheren Festungsteil benannt ist. Er wurde 1711 bis 1728 durch August den Starken von Matthäus Daniel Pöppelmann und Balthasar Permoser geschaffen. Mit dem Bau der Sempergalerie 1855 wandelte sich die offene Dreiflügelanlage zur geschlossenen Vierflügelanlage. Nach der Zerstörung 1945 wurde der Zwinger bis 1963 wiederaufgebaut und ist seitdem Sitz des Mathematisch-Physikalischen Salons und der Porzellansammlung der Staatlichen Kunstsammlungen Dresden. Er gehört zu den bekanntesten Sehenswürdigkeiten der Stadt und zu den bedeutendsten Bauwerken des Barock.

## Lage

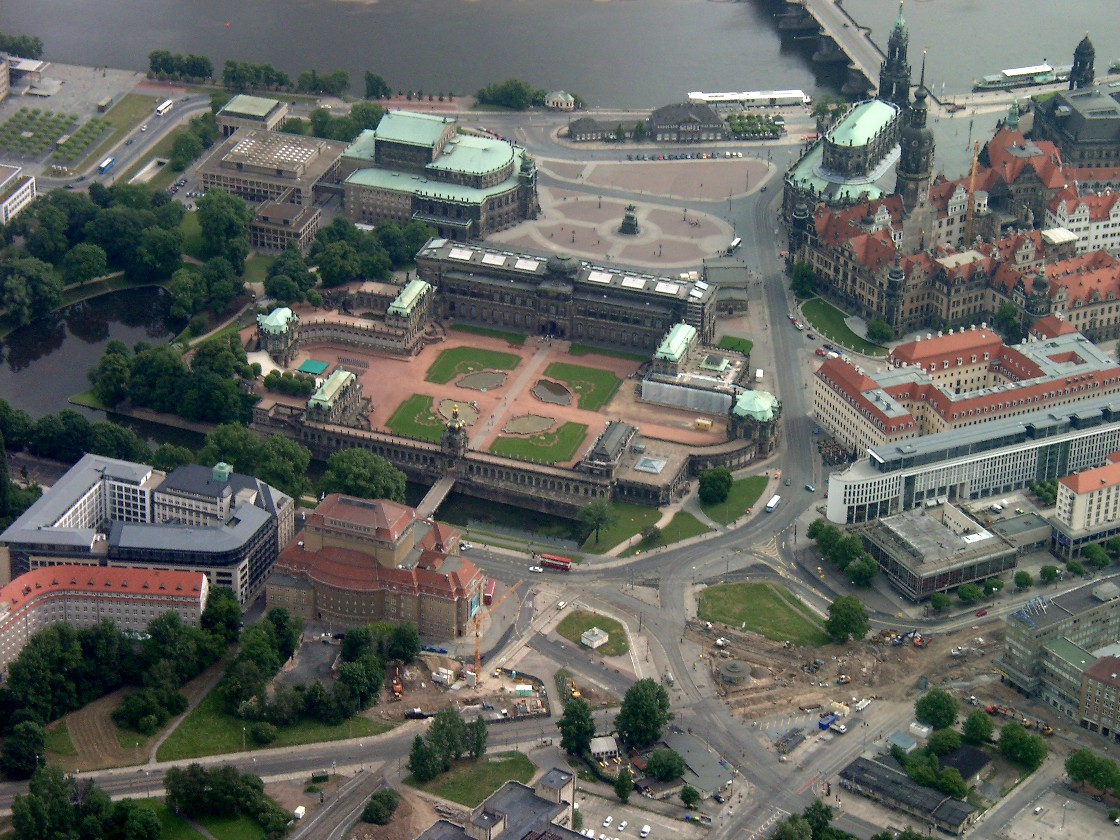
Dresdner Zwinger und seine Umgebung

Der Zwinger liegt unweit der Elbe und nimmt ein Areal am nordwestlichen Rand der Inneren Altstadt ein, das zum historischen Stadtkern Dresdens gehört. Er befindet sich in unmittelbarer Nachbarschaft weiterer bekannter Sehenswürdigkeiten, darunter das Residenzschloss und die Semperoper. Der Theaterplatz im Nordosten, die Sophienstraße im Südosten, der Postplatz im Süden, die Ostra-Allee im Südwesten sowie die Straße Am Zwingerteich im Nordwesten umgeben das Areal des Zwingers. Benachbarte Gebäude sind das Haus der Dresdner Kaufmannschaft im Westen, das Schauspielhaus im Südwesten, das Haus am Zwinger im Süden, das Taschenbergpalais im Südosten, der Westflügel des Schlosses mit dem Grünen Gewölbe im Osten, die Altstädtische Hauptwache im Nordosten, die Semperoper im Norden und der ehemalige Marstall im Nordwesten.

## Geschichte

### Vorgeschichte

#### Begriff „Zwinger“
Der Name Zwinger geht auf die im Mittelalter übliche Bezeichnung für einen Festungsteil zwischen der äußeren und inneren Festungsmauer zurück. Der Bau der ersten Stadtmauer lässt sich archäologisch für das letzte Viertel des 12. Jahrhunderts nachweisen. Eine urkundliche Erwähnung als civitas im Jahre 1216 weist auf eine geschlossene Dresdner Befestigungsanlage zu dieser Zeit hin.
Anlässlich der Hussitenkriege wurde ab 1427 die Stadtbefestigung verstärkt und fast vollständig um eine zweite, äußere Mauer ergänzt. Diese Umbauten begannen in der Nähe des Wilsdruffer Tors. Stellenweise musste der alte Graben verfüllt und verlegt werden. Die dabei entstandenen Mauerzwischenräume werden allgemein „Zwinger“ genannt und wurden in Schlossnähe durch den Dresdner Hof zu eigenen Zwecken gärtnerisch genutzt. Die Lage dieses als Zwingergarten bezeichneten Areals ist für diese Zeit nur ungenau zwischen den Befestigungsanlagen an der Westseite der Stadt zu definieren. Seine Ausdehnung veränderte sich teilweise durch den späteren Festungsausbau und wird auf verschiedenen Kartenwerken unterschiedlich dargestellt; eine räumliche Nähe zum heutigen Zwingerareal ist jedoch vorhanden.
Der Zwingergarten erfüllte noch eine seiner Bezeichnung entsprechende Funktion als enger Festungsbereich zwischen der äußeren und inneren Befestigungsmauer. Auf den Zwinger traf dies schon bei Baubeginn im frühen 18. Jahrhundert nicht mehr zu, dennoch ging der Name auf ihn über. Zwar stehen die südwestlichen Gebäudebereiche des barocken Dresdner Zwingers mit dem Kronentor auf den heute noch sichtbaren Teilen der äußeren Festungsmauer; eine innere Festungsmauer gab es zu diesem Zeitpunkt jedoch nicht mehr.

#### Frühe stadträumliche Entwicklung im späteren Zwingerbereich

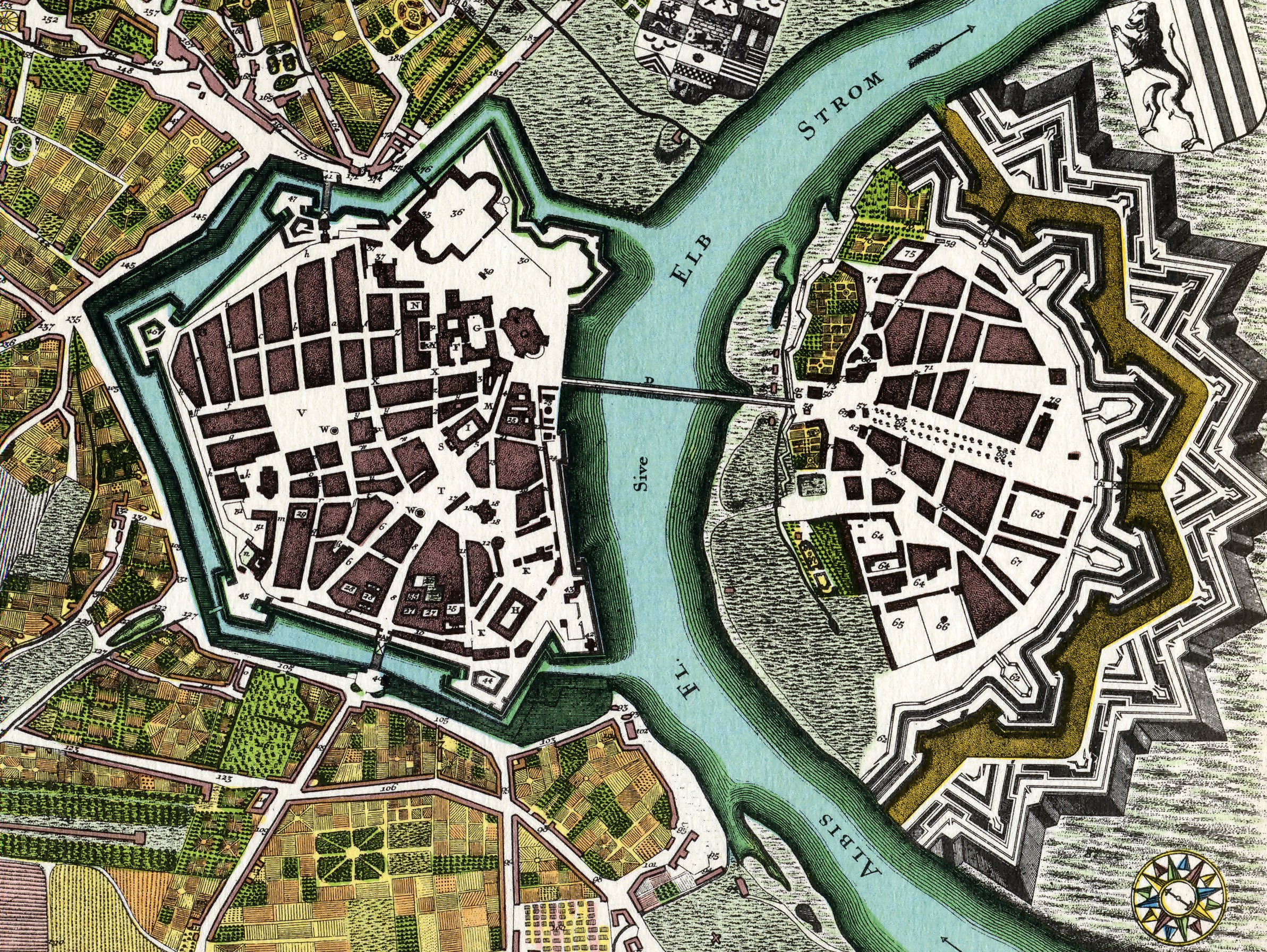
Plan der Stadt Dresden von 1750 mit den nach Lynar geschaffenen Festungsanlagen am Zwinger (linke Bildhälfte oben, Norden liegt rechts)

Bis weit in das 16. Jahrhundert hinein befand sich das Areal des heutigen Zwingerkomplexes noch außerhalb der Stadtbefestigung. Ab 1569 ließ der aus der Region um Florenz stammende Baumeister Rochus Quirin Graf von Lynar erhebliche Umgestaltungsarbeiten und Neubauten an den Festungsanlagen westlich des alten Schlosses für den Kurfürsten August durchführen. Bis 1572 setzte der Baumeister einen Teil der Arbeiten um. Dabei stellte sich heraus, dass eine Verlegung des Weißeritzarmes vorteilhaft ist, der das Gelände tangierend in die Elbe mündete. Daraufhin erneuerte Lynar bis 1573 seine Pläne und schlug Flussbettarbeiten sowie den Bau einer zusätzlichen Bastion vor. Westlich des Schlosses entstand die Bastion Luna. Auf dem Areal fand der spätere Zwingerbau im Barockstil Platz. Die Leitung für die erforderlichen Geländearbeiten übertrug Lynar auf den Zeugmeister Paul Buchner und den Zeugwart Andreas Hesse. Das von ihm 1574 erstellte Holzmodell gelangte später in die Sammlungen des Grünen Gewölbes.

#### Anlage des Zwingergartens
Die ersten Schritte zu einem Zwingergarten unternahm Kurfürst Moritz, als er 1549 eine solche Anlage nach dem Vorbild des Prager Schlossgartens durch seinen Hofgärtner Nicolaus Fuchs veranlasste. Der Kurfürst gilt zusammen mit Anna, der Gemahlin seines Bruders und Nachfolgers August, als Begründer des sächsischen Gartenbaus. Seine Gartenbaukenntnisse sind unter anderem dokumentiert in seinem Erlass „…zur Verbesserung des Bodens im Zwingergarten und Baumgarten den Schlamm und die gute Erde aus dem See beim Jacobshospital in die Gärten des vesten Baues (gemeint sind die Dresdner Befestigungsanlagen) zu schaffen.“
Moritz’ Nachfolger, die Kurfürsten Christian I. und Christian II., förderten die Entwicklung der Gartenanlagen auf den Wällen und ließen im Zwingergarten neue Wege sowie Beete mit Steinumfriedungen anlegen. Die große Anteilnahme des Hofes am Gartenbau unter der Regentschaft von Kurfürst Johann Georg II. förderte die Kultivierung vielfältiger Obstsorten. Ein Chronist dieser Zeit vermerkte: „…auch in dem sogenannten Zwinger-Garten, so hinter dem Churfürstlichen Residentz-Schlosse innerhalb der Fortification gelegen, vielerley Sorten Feygenbäume zu finden, worunter einige an dem Stamme eine völlige Mannesdicke halten, welche herrliche und überflüssige Früchte geben“.

### Errichtung des Zwingers unter August dem Starken

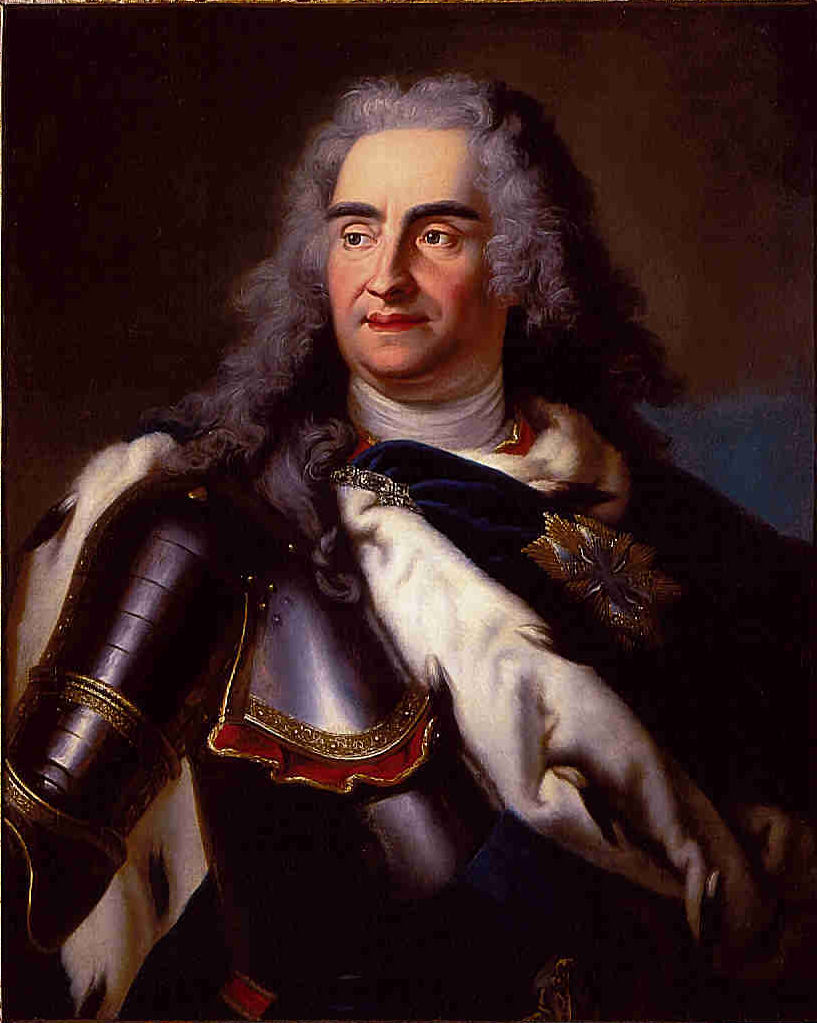
Friedrich August I. (August der Starke, 1670–1733), der Bauherr des barocken Zwingers (Gemälde: Louis de Silvestre)

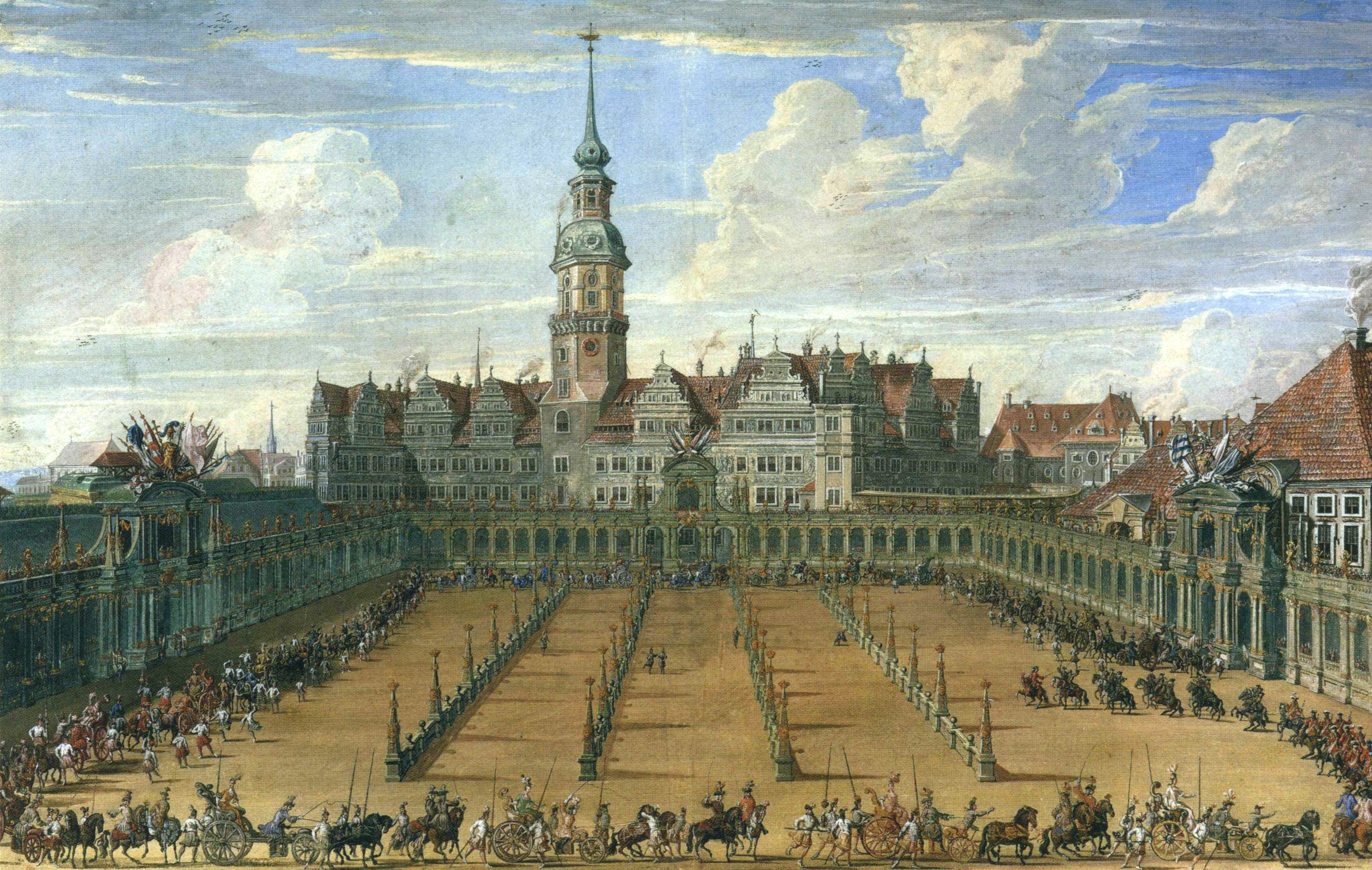
Der hölzerne Vorgängerbau des heutigen Zwingers, 1709

Die Regierungszeit von Kurfürst Friedrich August I. (August der Starke) ist mit einer intensiven baulichen Entwicklung der Stadt Dresden verbunden. Zum Beginn seiner Regentenzeit im Jahr 1694 waren die Dresdner Bauten durch eine Holzarchitektur geprägt. Schon die zuvor von ihm unternommene Cavalierstour durch Europa von 1687 bis 1689 hinterließ vielseitige Eindrücke und bestärkte ihn, seine Stadt durch ein neues architektonisches Bild so zu prägen, dass es den großen Vorbildern in Frankreich und Italien entsprach. So setzte er in besonderer Weise auf den künstlerischen und planerischen Einfluss französischer und italienischer Fachleute. Zu seinen wesentlichen Leistungen zählt die Veränderung des Stadtbildes durch repräsentative steinerne Bauten und großzügig geplante Gartenanlagen. Der Schlossbrand von 1701 bestärkte seine Bestrebungen auf Ausbau der Residenz und der Stadt, die damals 30.000 Einwohner zählte. Dem Zwingerprojekt schenkte Friedrich August I. durch die auf seinen Reisen gesammelten Erfahrungen große Aufmerksamkeit.
Konkrete erste Überlegungen führten bereits 1701 zu einem als „erstes Project“ bezeichneten Plan, der ein neues Schloss mit Gärten und Höfen vorsah. Der alte Orangerie- oder Zwingergarten erschien unzeitgemäß und nicht mehr den Bedürfnissen entsprechend. Einen gewissen Einfluss auf die Neigungen des Kurfürsten könnten Eindrücke ausgeübt haben, die er als Kind bei den höfischen „Comödienspielen“ sammelte, bei denen er als Diener eines Gärtners auftrat. Der älteste erhaltene Plan stammt vom Hofarchitekten Marcus Conrad Dietze und trägt den Titel „Grund- und Aufzugsriss vom Schlosse zu Dresden, ist von Sr. Kgl. Majestät und Churfürstl. Durchlaucht zu Sachsen selbsten inventiret und ordonniret und von dero Architekte Dietzen allerunterthänigst verfertiget worden im Jahre 1703“. Darin ist ein architektonisch gestalteter Lustgarten an einer alten Bastei („zur scharfen Ecke“) der ehemaligen Befestigungsanlage verzeichnet. Der Kunsthistoriker Gurlitt beschreibt die Absichten des Kurfürsten im Bereich dieser alten Bastei als „Anlage eines Ehrenhofes“ mit der Nutzungsmöglichkeit für Festlichkeiten.
Die Baugeschichte des barocken Zwingers begann im Jahre 1709, als im Auftrag Augusts des Starken ein von Holzgebäuden flankierter halbrunder Festplatz westlich des Schlosses, im Bereich des heutigen Theaterplatzes, entstand. Dieser eindrucksvolle, aber wetterunbeständige Holzbau blieb bis 1714 bestehen und nahm die Funktion des späteren Zwingers vorweg.
Die Arbeiten an den Bogengalerien, dem Nymphenbad und dem Gebäudetrakt des späteren Mathematisch-Physikalischen Salons begannen 1711. Mit diesem anspruchsvollen Vorhaben waren der Landesbaumeister Matthäus Daniel Pöppelmann und der Bildhauer Balthasar Permoser beauftragt. Unter Permoser arbeiteten weitere erfahrene Fachleute der Bildhauerei, wie Johann Benjamin Thomae, Paul Heermann, Johann Christian Kirchner, Johann Matthäus Oberschall und Johann Joachim Kretzschmar aus Zittau.
Pöppelmann besuchte zur Vorbereitung und während der Ausführung des Zwingerbaus verschiedene europäische Städte, um mit eigenen Architekturstudien projektbezogene Anreize und vergleichende Eindrücke aufzunehmen. Er reiste 1710 auf Kosten seines Auftraggebers über Prag, Wien und Florenz nach Rom und Neapel. Der Kurfürst verfügte am 4. Januar 1710, „…daß der Landbaumeister Pöppelmann nachher nach Wien und Rom gehen soll umb deren Orthen sich der itzigen Arth des Bauens sowohl an Palaesten, alß Gärthen zu ersehen, …“. In Prag studierte er die kühnen Barockbauten von Christoph Dientzenhofer (St. Nikolaus auf der Kleinseite und die Klosterkirche in Breunau).
Im Jahre 1715 ging Pöppelmann zum Zwecke aktueller Architekturstudien nach Frankreich. Er suchte neben dem Schloss und Park von Versailles zahlreiche andere Ziele auf, darunter den Park von Schloss Saint-Cloud mit den Wasserspielen von André Le Nôtre. Dieser hatte auch den Park von Versailles geschaffen und war als oberster Gartenarchitekt von Ludwig XIV. eine fachliche Autorität in der zeitgenössischen Gartenbaukunst. Für die Erweiterungspläne des Dresdner Zwingers waren die Eindrücke Pöppelmanns im Lustpark von Marly-le-Roi von nicht unwesentlichem Einfluss, weil der Architekt Jules Hardouin-Mansart dort einen umfangreichen Komplex von Wasserspielen errichtet hatte. Die Rückreise Pöppelmanns erfolgte über die Niederlande (Rotterdam, Delft, Leiden, Haarlem und Amsterdam). Bei Apeldoorn besuchte er das Schloss Het Loo, das lange Flügel und pavillonähnliche Eckgebäude besitzt. Der Zwinger zeigt ähnliche Strukturen.

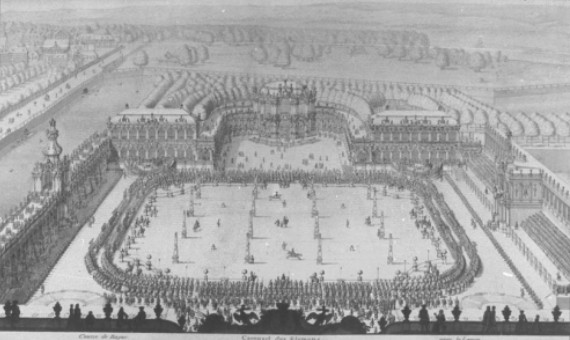
Zwinger anlässlich der Vermählung von Friedrich August II. im Jahre 1719

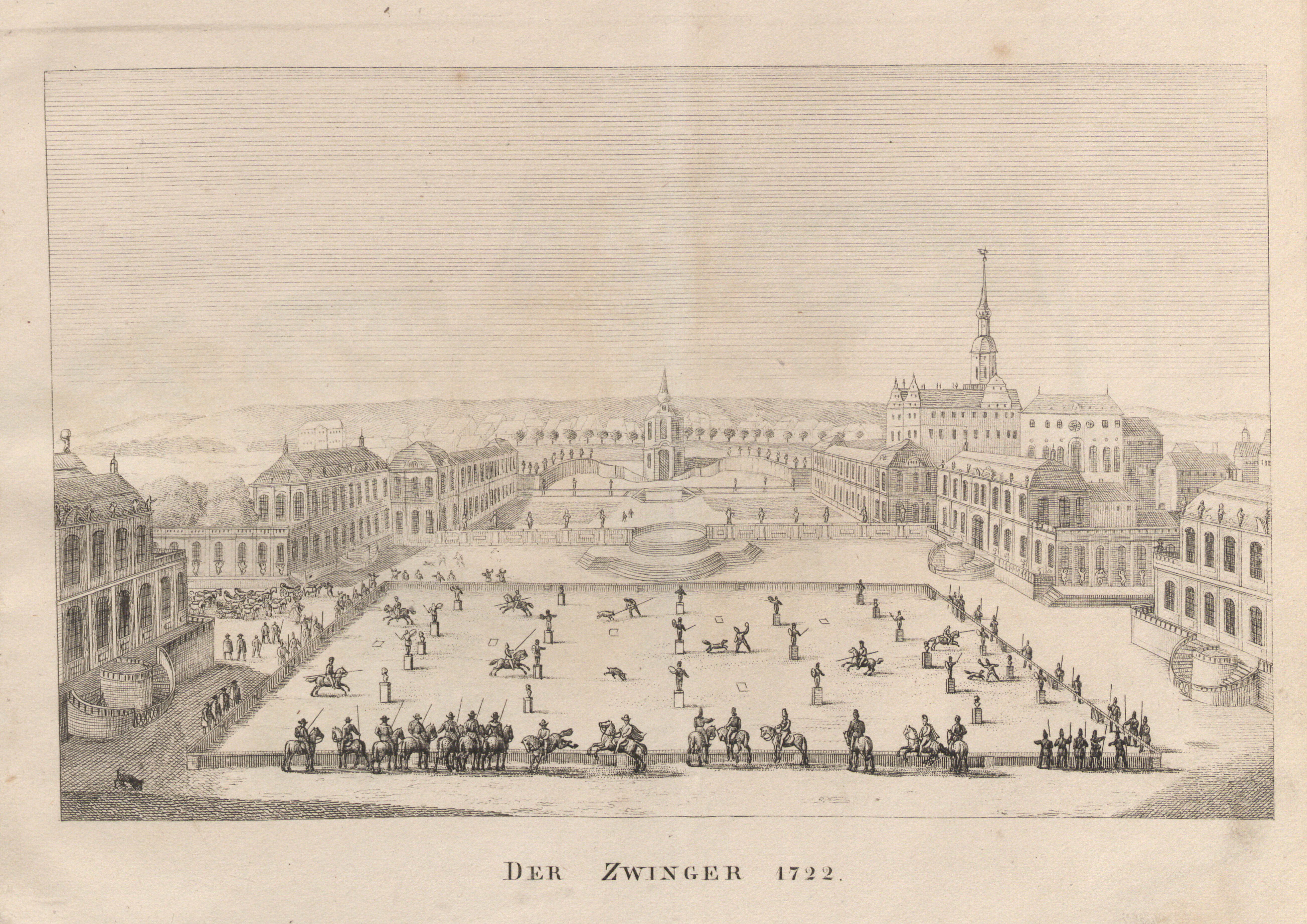
Zwinger, 1722

Die Projektierung des Wallpavillons soll 1715 abgeschlossen worden sein; der Bau begann ein Jahr später. Im Jahre 1717 wünschte der Kurfürst eine Beschleunigung der Arbeiten, weil die Hochzeit seines Sohnes nahte. Große Anstrengungen wurden unternommen, um diesen wohl anspruchsvollsten Bereich des Zwingerbaus zu vollenden. Im Jahre 1719 erreichten die Bauarbeiten am Zwinger einen vorläufigen Abschluss. Die für dieses Jahr angesetzten Festlichkeiten anlässlich der Hochzeit des Kurfürstensohnes Friedrich August II. mit Maria Josepha von Österreich erforderten ein Festareal. Das neue Bauwerk wurde dafür hergerichtet und die unvollendeten Bereiche mit temporären Verkleidungen und Dekorationen kaschiert. Am 15. September 1719 feierte der kurfürstliche Hof das Fest der vier Elemente im Zwinger. Der weitere Ausbau dauerte noch bis 1728 an.
Die zuerst entstandenen Pavillons und Galerien auf der Wallseite dienten als Orangerie. Danach wurden die Flügel der Südseite errichtet sowie im Jahre 1722 die Bauten der Ostseite. Die Nordseite blieb unbebaut, weil der Kurfürst die Erweiterung mit einem zweiten Hof und den Anschluss zu einem neuen Schloss plante. Um diese unvollendete Seite zu schließen, entstand im Sommer 1722 eine arkadenartige Kulissenwand als Interimslösung. Die Planungen für den Schlossneubau genügten dem König nie, die Entwürfe Pöppelmanns wurden immer uferloser, zuletzt sollte es eine Folge von nicht weniger als sieben geräumigen Schlosshöfen werden, von denen der Zwinger selbst nur der Vorhof einer der Seitenachsen gewesen wäre; entsprechend ausgeführt, hätte hier die prächtigste Residenz Mitteleuropas entstehen müssen. Der Geldmangel, welcher den König stets den Baubeginn aufschieben ließ, hatte seine Ursache nicht nur in den Verwicklungen in den Großen Nordischen Krieg und im Verfassungsgefüge mit den Mitwirkungsrechten der Landstände, sondern auch in dem Schwerpunkt, den August der Starke den kostspieligen höfischen Festen beimaß, die für ihn nicht in erster Linie Zerstreuung waren, sondern allegorische Aufführungen für Adel und Volk, die seinen Herrschaftsanspruch unterstrichen, die integrierten und disziplinierten (siehe auch: Blüte von Kunst, Kultur und höfischen Vergnügungen). Der Zwinger kündet noch immer vom Glanz dieser Tage.
Zur Ausgestaltung des von den Gebäuden umschlossenen Areals und für die Unterhaltung des Hofes ließ Kurfürst Friedrich August I. auf der 204 mal 116 Meter großen Fläche Grünanlagen mit exotischen Pflanzen und Orangenbäumen anlegen. Bildhauer, darunter Balthasar Permoser, schufen Skulpturen zur Verschönerung der Gebäude. Im Jahre 1728 fand der Komplex aus Elbsandstein mit seinem Glockenspielpavillon samt Bogengalerie einen vorläufigen baulichen Abschluss.
Pöppelmanns Beschreibung über den Zweck des Bauwerks lässt zugleich einen Einblick in die zeitgenössischen Bestrebungen des Hofes zu:

„Vorstellung und Beschreibung des von Sr. Königl. Majestät in Pohlen und Churfürstl. Durchlaucht zu Sachsen erbauten sogenannten Zwinger-Gartens-Gebäudes oder der Königl. Orangerie zu Dresden … gleichwie die alten Römer unter ihren andern erstaunenswerthen Bauanstalten auch dermaassen grosse Staats-, Pracht- und Lustgebäude aufzurichten pflegten, dass dieselben einen weiten Umkreis machten etc., ebenso ist auch dieses Gebäude des kgl. Zwingergartens dermaassen kunstreich angelegt, dass es alles Dasjenige in sich begreift, was in jenen römischen Erfindungen Prächtiges oder Nützliches vorgekommen, denn ausser den verschiedenen grossen Speise-, Spiel- und Tanzsälen, kleineren Zimmern, Bädern, Grotten, Bogenstellungen, Lust- oder Spaziergängen, Baum- und Säulenreihen, Gras- und Blumenbeeten, Wasserfällen, Lustplätzen und dem anstossenden prächtigen Opern- und Komödienhause, beschliesst das ganze Gebäude zusammen einen so ansehnlich länglich runden Platz, dass in demselben nicht nur die fast unzählbaren, des Winters in den Galerien verwahrten Bäume zur Sommerzeit bequemlich in schönster Ordnung ausgesetzt, sondern auch alle Arten öffentlicher Ritterspiele, Gepränge und andere Lustbarkeiten des Hofes angestellet werden.“

Weil der barocke Zwinger für die gartenbaulichen Unterhaltungsarbeiten keinen ausreichenden Platz bot und dieser Wirtschaftsbereich sich mit dem repräsentativen Zweck nur wenig vertrug, ließ der Kurfürst im Churfürstlichen Orangengarten 1728 eine große Orangerie bauen, der später ein zweites Bauwerk folgte. Dort konnten die gärtnerischen Pflege- und Zuchtarbeiten erledigt werden. Die Gebäude dienten ferner als Überwinterungsplatz für die große Anzahl empfindlicher Pflanzen.
Da Rechnungen aus der Bauzeit nur vereinzelt erhalten geblieben sind, lassen sich die Baukosten des Zwingers nur schätzen. Hermann Heckmann hält einen Betrag von 900.000 Talern bis 1726 für realistisch.

### Bedeutungsverlust und Verfall

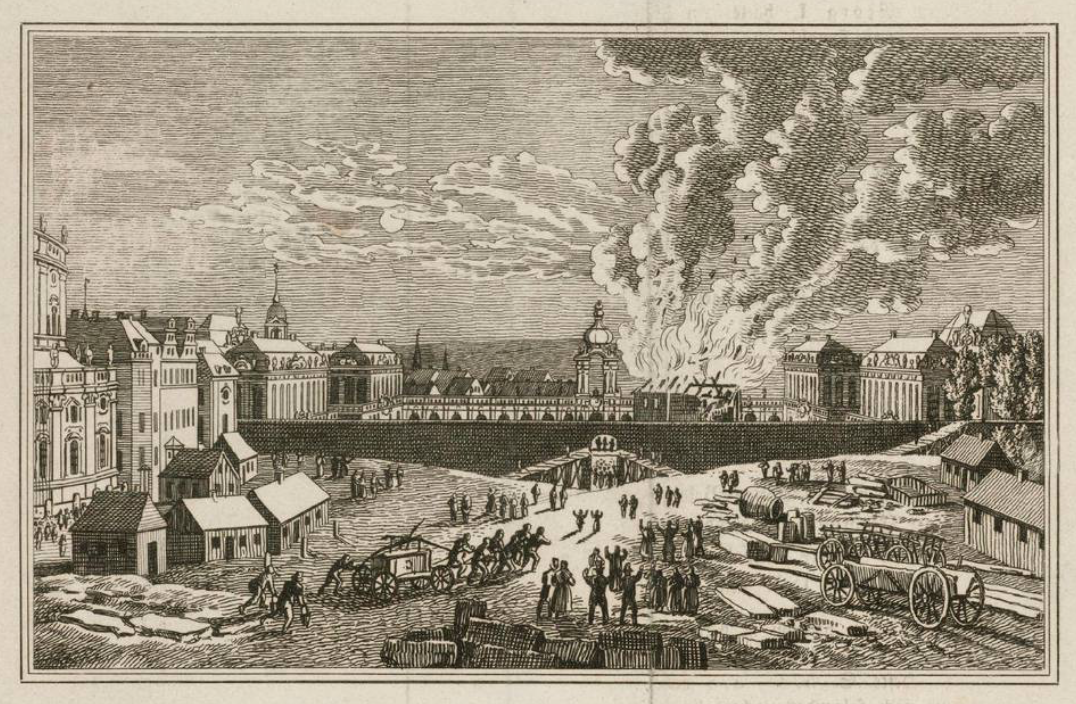
Brand des hölzernen Schauspielhauses im Zwinger 1748

Bis zum Tode von Kurfürst Friedrich August I. im Jahre 1733 schritt der Bau im Zwinger mit unterschiedlicher Intensität voran. Danach stellte sein Sohn noch neue Überlegungen zur Fortsetzung der einst geplanten baulichen Erweiterungen an. Konkret wurde 1737 ein großzügiges Projekt erwogen, das dem Oberlandbaumeister Zacharias Longuelune zugeschrieben wird. Es sah die Erweiterung des Zwingergeländes in Richtung des späteren Bauplatzes der 1738 begonnenen Katholischen Hofkirche unter Errichtung großzügiger Reitstallungen vor.
Die Verhältnisse in Europa hatten sich jedoch verändert. In der Architektur setzte sich die Strömung des Klassizismus durch, in Sachsen traten andere Aufgaben in den Vordergrund (Moritzburger Schlossareal, Hubertusburg, Japanisches Palais). Die ökonomischen Verhältnisse verschlechterten sich, was unmittelbare Wirkungen auf die Staatskasse hatte. Der Unterhalt dieses Komplexes mit seinen Wasserspielen erforderte beträchtliche Aufwendungen, die nicht mehr als notwendig erachtet wurden. Johann Joachim Winckelmann, ein Bewunderer des Altertums, verriss die prunkhafte Epoche des Barocks als eine Zeit der „Verirrung“, indem er auf die Entwicklungen vor ihm verwies.
Bezeichnend für den rasanten Bedeutungsverlust des Zwingers im Bewusstsein der Residenz Dresden war die Tatsache, dass 1746 der Opernunternehmer Pietro Mingotti die Genehmigung erhielt, im Zwingerhof ein hölzernes Schauspielhaus zu errichten. Es wurde mit der Oper Argenide nach John Barclay am 7. Juli 1746 eröffnet und brannte bereits 1748 nach einer Vorstellung ab. Seine Fundamente verschwanden erst im Zuge der Sanierungsarbeiten 1929/1930.

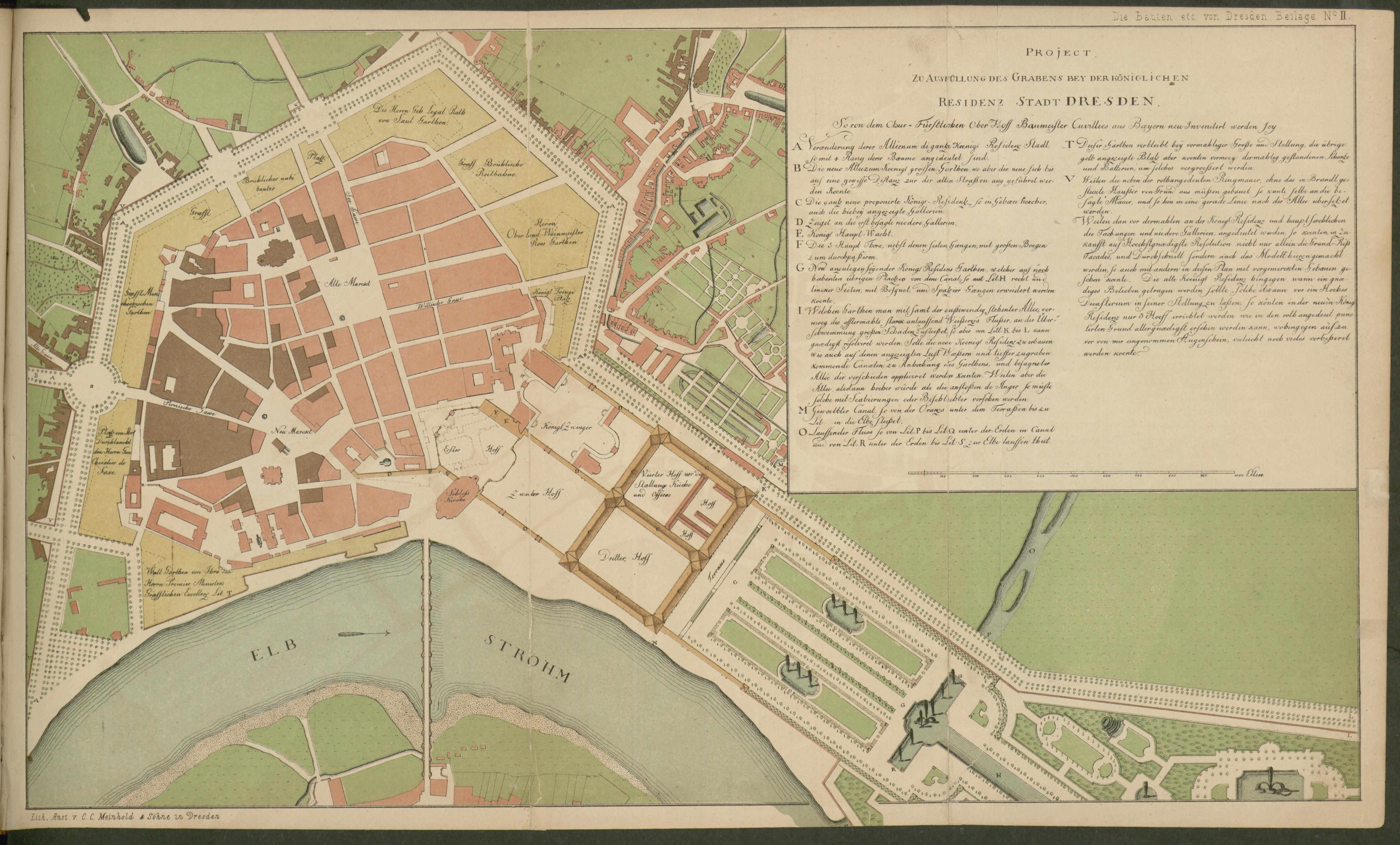
Plan von Cuvilliés zur Erweiterung des Zwingergartens, ca. 1759

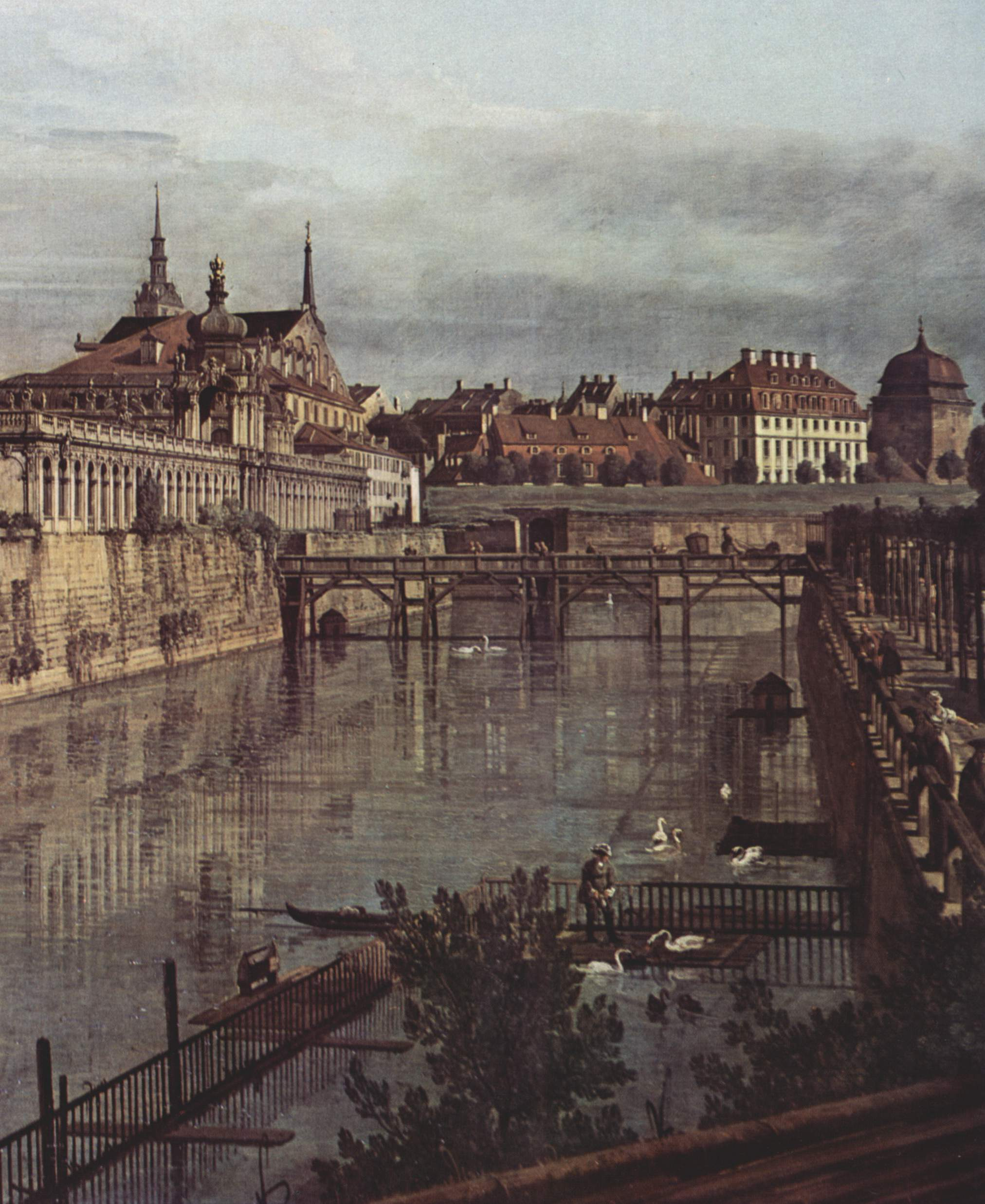
Zwingergraben mit Wallgrabenbrücke und Kronentor (Canaletto um 1752)

Der Siebenjährige Krieg von 1756 bis 1763 hemmte zivile Entwicklungen. Bei den Kriegshandlungen nahm das Areal durch Kanonenbeschuss erheblichen Schaden, weil es in die Befestigungsanlagen eingebunden war. Ferner nutzten die Besatzungstruppen es als Werkplatz und die Gebäude als Magazin. Nach der Belagerung und Zerstörung von Teilen der Stadt regte sich im Jahre 1759 erneut der Wunsch nach Vollendung des Zwingers. Diese Überlegungen standen in dem Spannungsfeld, künftig auf die Befestigungsanlagen zu verzichten. Die Bürgerschaft favorisierte den Erhalt und Ausbau der städtischen Wälle, während der kurfürstliche Hof zu ihrer Niederlegung zugunsten neuer gartenbaulicher Gestaltungen neigte. Im Zuge dieser Diskussion erhielt der aus Bayern gerufene Oberhofbaumeister François de Cuvilliés den Auftrag für einen neuen Entwurf (siehe nebenstehendes Bild). Auf dieser Grundlage wäre der bisherige Schlosskomplex abgerissen worden und einem großzügig erweiterten Bau gewichen sowie eine lang gestreckte und vielseitig gestaltete Achse mit in das Ostragehege reichenden Park- und Wasserspielen neu entstanden.
Die von Pöppelmann, Longuelune und Cuvilliés konzipierten Erweiterungen zur neuen Schlossanlage blieben alle unausgeführt und der bildhauerische Schmuck unvollendet. Erst 1847 bis 1854 wurde die Elbseite des Zwingers durch die von Gottfried Semper begonnene und nach seiner Flucht 1849 von Karl Moritz Haenel vollendete Gemäldegalerie geschlossen.

### Erhaltungsarbeiten und Umgestaltungen im 19. Jahrhundert
Sanierungs- und Umbauarbeiten zu Beginn des 19. Jahrhunderts hatten das Ziel, den Zwinger als zentralen Ort für die kurfürstlichen Sammlungen zu nutzen. Dafür wurden Wandflächen als Stellflächen benötigt und deshalb einige Fenster und Türen zugemauert. Marcolinis Eingreifen gegen den Verfall schuf den Museumsgedanken im Zwinger, erzeugte aber Großschäden an der Bausubstanz, die erst erheblich später zum Vorschein kamen. Die nach dem Kenntnisstand der Zeit vorgenommenen Ausbesserungen am Sandstein mit einer Art Hartstuck („Massa“) sowie der Überzug des Sandsteins mit Ölfarbe wirkten sich später verhängnisvoll aus.
Bei diesen Sanierungsarbeiten wurde die Neugestaltung der Balustraden mit neuer Formgebung ihrer Baluster zu einem spannungsträchtigen Streitfall. Die zeitgenössischen Architekturauffassungen im Klassizismus (schlichte Sachlichkeit, sparsamer ornamentaler/plastischer Schmuck) führten bei den Sanierungsarbeiten zur Entfernung aller Figuren und Vasen auf den Balustraden, von denen viele Stücke bei der Umgestaltung des Palais Chiaveris, des späteren Prinz-Max-Palais, an der Ostra-Allee neue Standorte fanden. Bei baulichen Veränderungen am Wallpavillon verlor dieser Bereich die Becken der ehemaligen Wasserspiele.
Bedingt durch die Lage in den Wällen Dresdens und die Nutzung als Magazin, erlitt der Zwinger während der Koalitionskriege erneut Schäden. Daneben führte die napoleonische Epoche auch in Dresden zum Niederreißen der Befestigungsanlagen, womit eine Demolitionskommission beauftragt war. Dabei wurden 1812 der Graben vor dem Kronentor verfüllt und die Brücke beseitigt. Hofbaumeister Gottlob Friedrich Thormeyer erhielt jedoch den Zwingerteich als Wasserfläche und ließ die Gartenanlagen neu gestalten und pflegen. Damit hatte sich die stadträumliche Situation um den Zwinger erheblich verändert. Thormeyer, als Kunstberater dieser Kommission eingesetzt, sorgte auch dafür, dass die auf die Festung Königstein verlagerten historischen Bauunterlagen des Zwingers wieder nach Dresden gelangten. Um 1840 geschahen nur einige kleinere Umbauten zur verbesserten Unterbringung von Sammlungsgut. Während der Amtszeit von König Anton (1827–1836) und seines ebenso kunstsinnigen Ministers Bernhard von Lindenau waren die Zwinger-Sammlungen für die Bürger an einigen Tagen eintrittsfrei geöffnet.

### Bau der Sempergalerie
Inzwischen war der Architekt Gottfried Semper auf Vorschlag von Karl Friedrich Schinkel nach Dresden gerufen und mit erneuten Planungen zur Vollendung des Zwingergartens beauftragt worden. Er griff die ursprüngliche Achsenkonzeption Pöppelmanns wieder auf und legte einen Forumplan genannten Entwurf vor. Am Französischen und am Deutschen Pavillon sollten sich gegenüberstehende Flügel in Richtung Elbe und ein Operngebäude hinzugefügt werden. Der heutige Theaterplatz wäre Hauptteil eines gestalteten Gartenareals geworden. Mit Ausnahme des Operngebäudes, dem im Jahre 1869 abgebrannten ersten Bau der Semperoper, wurde diese großzügige Planung verworfen und Semper erhielt den Auftrag, einen massiven Querbau zu entwerfen, dem er widersprach. Am 9. Januar 1847 erfolgte die offizielle Auftragserteilung, die Baulücke im Zwinger nicht nur zu schließen, sondern auch die als unzeitgemäß empfundenen Dachformen des Pöppelmannschen Zwingerbaues zu verdecken. Vorbild war die Alte Pinakothek in München im Stil der Hochrenaissance. Semper plante eine große Kuppel, deren acht Seiten in Arkaden geöffnet werden sollten und die mit dem Kronentor des Zwingers korrespondierte. Nachdem Semper geflohen war, verwarf sein Schüler Bernhard Krüger die Pläne. Nach sieben Entwürfen erfolgte am 23. Juli 1847 die Grundsteinlegung. Krüger reiste mit Karl Moritz Haenel im Jahre 1851 nach Berlin und München, um Details der Innenarchitektur zu erkunden. Die Bauarbeiten dauerten bis 1854; am 25. September 1855 wurde der Museumsbau als Neues Museum eingeweiht.

### Folgen des Dresdner Maiaufstandes 1849 für das Bauwerk

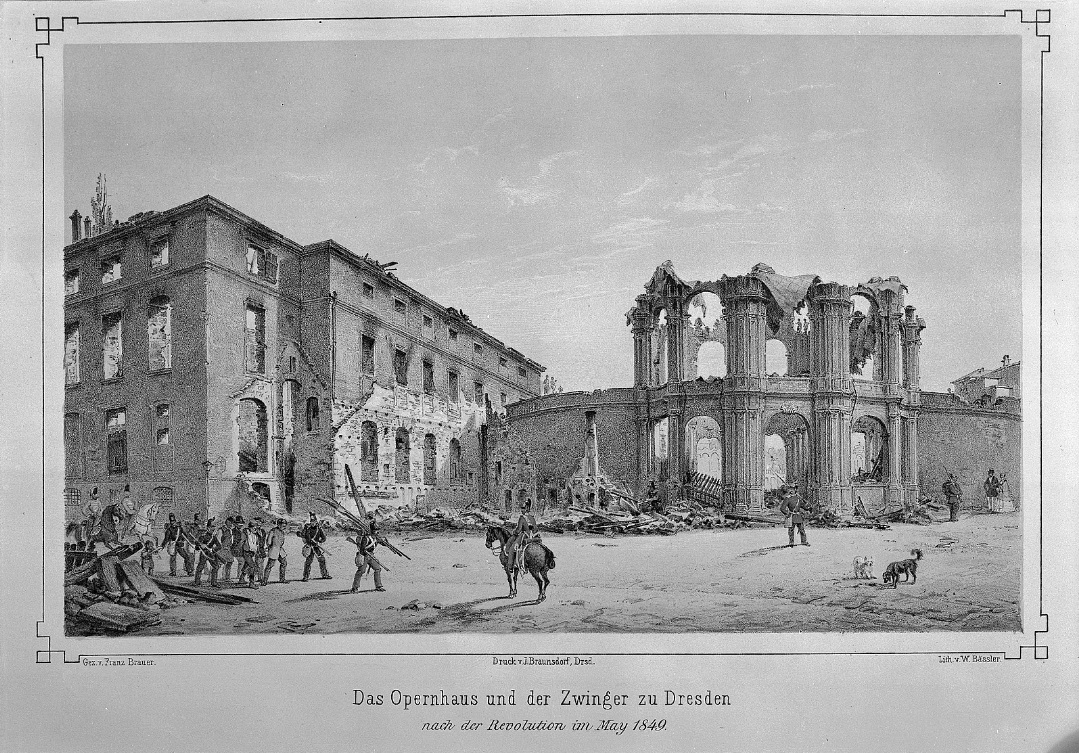
Auch der Stadtpavillon brannte 1849 aus, als die Aufständischen das Opernhaus aus strategischen Gründen niederbrannten.

Semper musste wegen seiner aktiven Beteiligung am Dresdner Maiaufstand auf der Seite der Kommunarden 1849 Dresden verlassen und die Fertigstellung seines Entwurfs dem Architekten Karl Moritz Haenel überlassen. Zwischen beiden gab es hierzu mehrfach Briefkontakte. Dieser Bau wird heute Sempergalerie genannt.
Während der Revolution wurden einige Gebäude in der Stadt Dresden als strategisch nachteilig angesehen. Dazu zählte das an der Zwingeraußenseite angebaute Opernhaus am Zwinger. Mit Billigung der Provisorischen Regierung wurde der Barrikadenkommandant bei der Sophienkirche am 6. Mai 1849 beauftragt, das Gebäude niederzubrennen. Ursprünglich hatten die Aufständischen gehofft, dass das Feuer auf das benachbarte Prinzen-Palais überspringen würde. Der Brand griff jedoch durch Wechsel der Windrichtung auf den Stadtpavillon und andere Zwingerteile über. Dabei entstanden große bauliche Schäden, der östliche Zwingerbereich mit dem Stadtpavillon wurde völlig zerstört. Dabei erlitt Dresden einen weiteren sehr schmerzlichen Verlust: In den Flammen verbrannten die Sammlungen der Sächsischen Gesellschaft für Botanik und Gartenbau – Flora. Es handelte sich dabei um eine Herbarienkollektion mit 6000 Pflanzenobjekten und eine wissenschaftliche Bibliothek mit über 800 Bänden. Sie war damals eine der wenigen und deshalb bedeutendsten botanischen Fachbibliotheken Europas. Die Wiedererrichtung des beeinträchtigten Zwingerbereiches unter der Leitung von Karl Moritz Haenel erfolgte bis 1863.

### Bemühungen zur Erhaltung

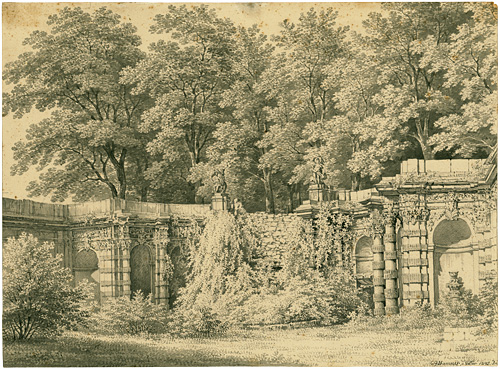
1845 war das Nymphenbad verfallen.

Nach Fertigstellung der Sempergalerie befanden sich die Zwingerbauten in einer ästhetischen Disharmonie. Dem neuen und frisch wirkenden Flügel standen gealterte Langgalerien und ein mit Bäumen und Kräutern verwachsenes Nymphenbad gegenüber. Letzteres wurde 1855 von Haenel als Ruine bezeichnet, die er nach spätromantischen Aspekten in diesem Zustand konservieren wollte. Um eine farbliche Angleichung zur neuen Sempergalerie zu erreichen, wurde die gesamte alte Bausubstanz mit einem Ölfirnisanstrich versehen. Weitere fragwürdige Behandlungen, wie Ergänzungen mit dem gerade erfundenen Portlandzement, trugen in ihrer Folge zum rapiden Verfall des Zwingers bei.
Das von Cornelius Gurlitt und Robert Dohme verfasste Werk Die Architektur und das Kunstgewerbe des XVII. und XVIII. Jahrhunderts einschließlich weiterer diesbezüglicher Veröffentlichungen zwischen 1884 und 1889 förderte eine neue Sicht und akzeptierende Einstellungen zu den vorhandenen Bauwerken des Dresdner Barocks. Die Kommission zur Erhaltung der Kunstdenkmäler setzte sich 1898 mit den bisherigen Restaurierungsmaßnahmen am Zwinger auseinander und legte unter anderem fest, ab sofort keine Farbanstriche mehr vorzunehmen und nur noch Vierungen aus bestem Elbsandstein zu verwenden. Wegen ungenügender Mittelbewilligung begann die Wiederherstellung mit schonenden Verfahren erst 1911.

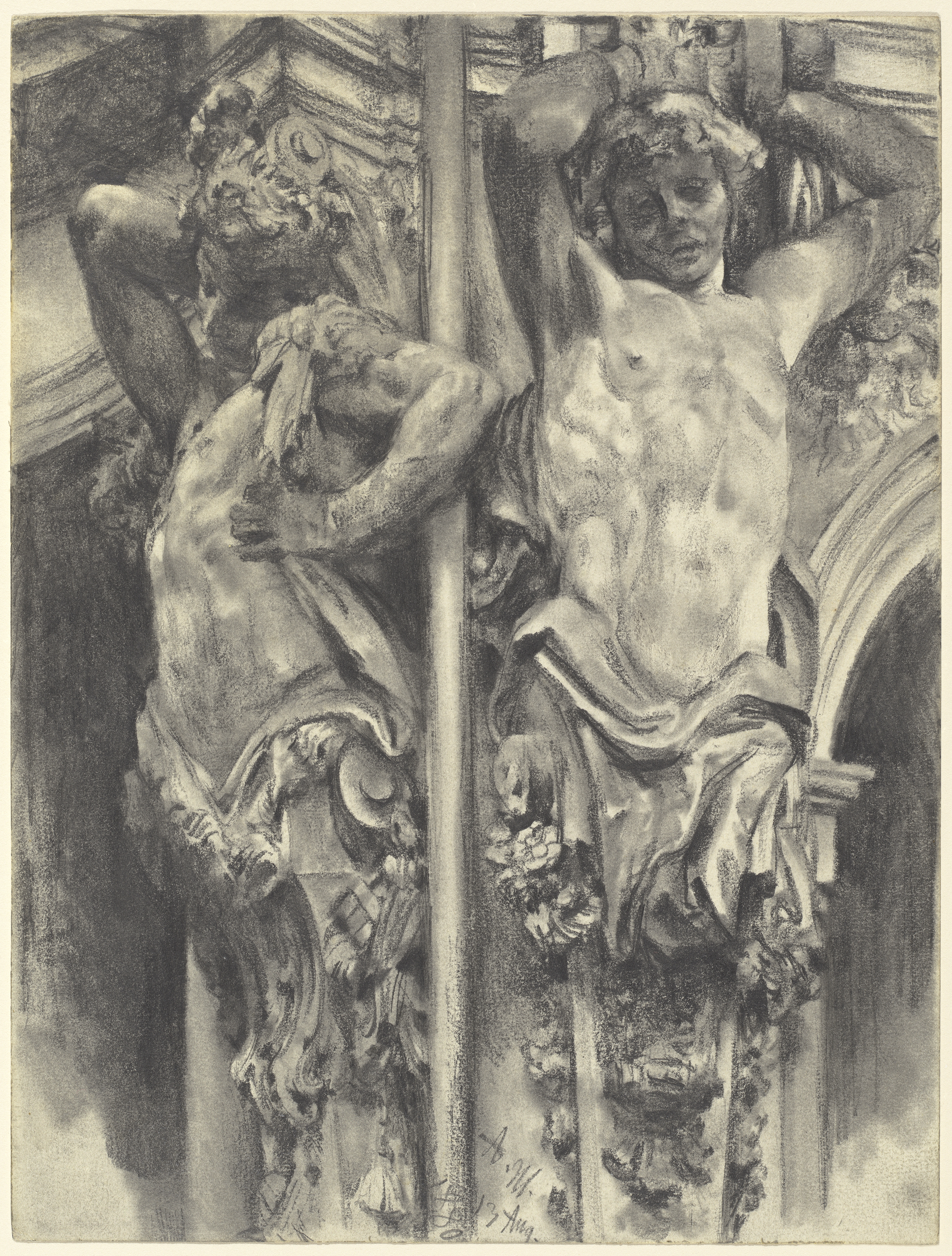
Adolph Menzel, Atlasen im Wandpavillon Dresdener Zwingers, 1880. Graphit auf Papier, 32,3 × 24,4 cm. Sammlung Wolfgang Ratjens, Patrons' Permanent Fund, National Gallery of Art, Washington. 2007.111.126

Die neue Bewertung des Barocks kann als Hintergrund für eine intensive Kontroverse zwischen dem Professor an der Dresdner Kunstakademie Georg Wrba und den beteiligten Architekten gesehen werden, in deren Zentrum die Dockenform der Balustraden des Zwingers stand. Wrba favorisierte eine schwere Form mit kubischem Mittelstück und die den Bau begleitenden Beteiligten sprachen sich wie der Leipziger Kunstgeschichtsprofessor August Schmarsow für die ältere Flaschenform aus. Dieses Ringen um die Form dieses zahlreich zu ersetzenden Bauteils war Ausdruck des inzwischen enorm gewachsenen Denkmalbewusstseins, das wie die gängigen modernen Auffassungen auf den Erhalt der Ursprungsform ohne spätere gestalterische Eingriffe beruht.
Vor Beginn des Ersten Weltkriegs nahmen trotz dieser Neuausrichtung die Probleme bei den Restaurierungsarbeiten rasant zu. Deren Einstellung im Jahre 1915 verschärfte die Lage am Bauwerk und beschleunigte seinen Zerfall. Mehrere Figuren stürzten von ihren Sockeln und lagen in Dachrinnen. Größere Bauteile gefährdeten durch ihre Loslösung vom Bauwerk den Verkehrsraum. Die Folgen von falschen Sanierungsmethoden und der Einsatz von für den Stein gefährlichen Substanzen zeigten sich in bedrohlichen Auswirkungen.

### Restaurierung durch die Zwingerbauhütte
Im Jahr 1921 begannen erneut Arbeiten, kamen aber nach kurzer Zeit wegen des Währungsverfalls in der Inflationsperiode wieder zum Stillstand. Erst mit der Gründung der Zwingerbauhütte 1924 konnte dem Verfall Einhalt geboten werden. Zum Leiter dieser zunächst bis 1936 umfassend wirkenden Restaurierungswerkstatt wurde ab 15. Oktober 1924 Hubert Georg Ermisch bestellt. Das unter Begleitung von Georg Wrba erstellte Arbeitsprogramm sah zwei Hauptziele vor: die technische Rettung des Zwingers und die künstlerische Wiedererweckung seiner Architektur.
Die gesamte Außenfassade des Zwingers wurde mittels einer laugenartigen Substanz von den Ölfarbschichten befreit und alle Zement- und Stuckergänzungen sowie stark verwitterte Sandsteinbereiche durch Vierungen ersetzt. Ferner wurde das Entwässerungssystem im gesamten Zwingerkomplex einer gründlichen Revision und Veränderung unterzogen. Nach den damaligen Kenntnissen erfolgte eine umfassende Terrassenabdichtung gegen die Feuchte. In Hinsicht auf kunsthistorische Gestaltungsfragen diente das von Pöppelmann veranlasste Kupferstichwerk als Grundlage, das mit seinen Abbildungen eine Dokumentation für viele Bauteile bot und somit den Anspruch auf originalgetreue Restaurierung stützte. Spätere Um- und Anbauten wurden im Zuge der Arbeiten beseitigt. Mit den Aufgaben waren etwa 100 Fachkräfte beschäftigt.

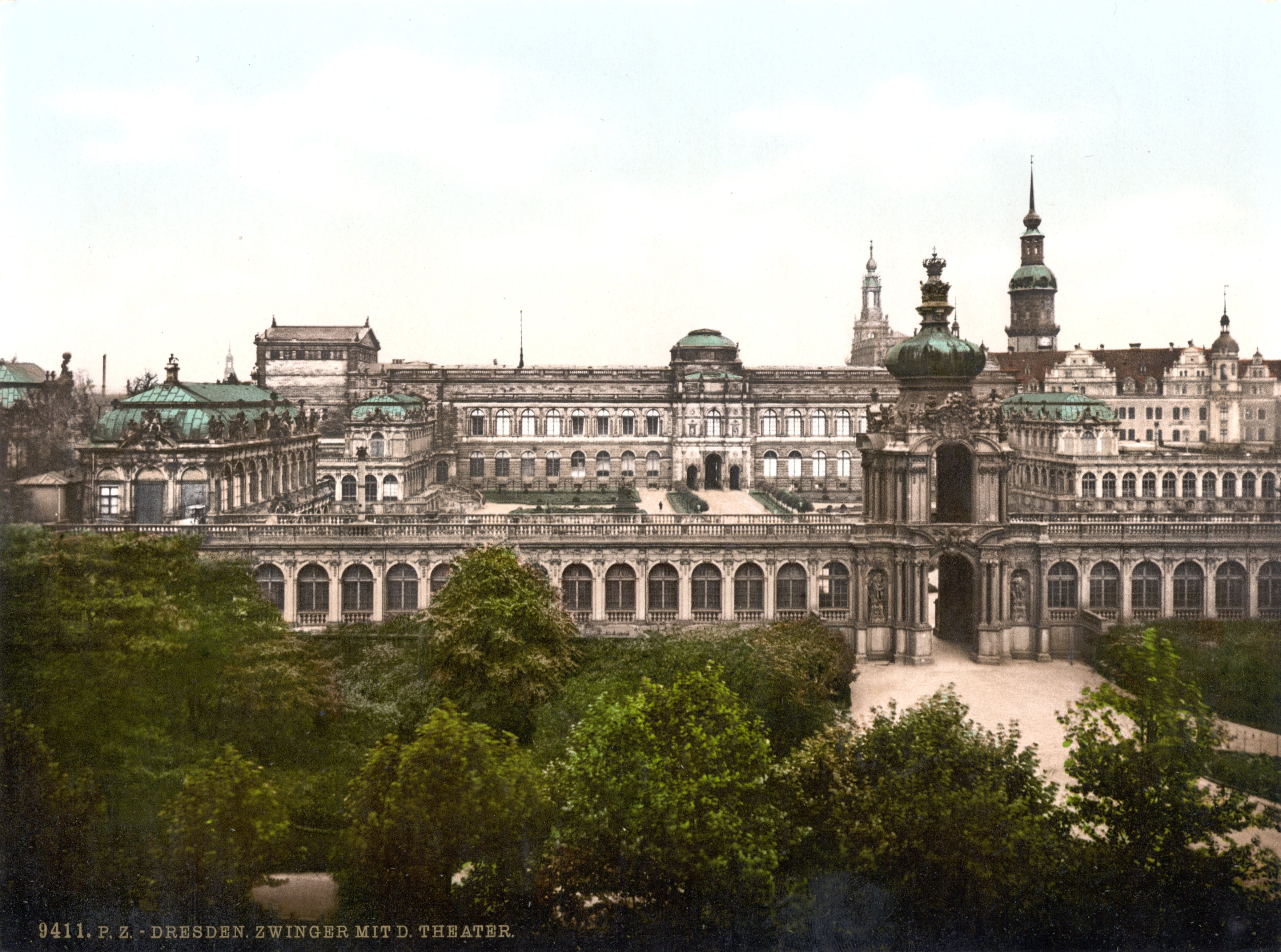
Diese Gartenanlagen vor dem Kronentor mussten der Wiederanlage des Zwingergrabens weichen

Der Mathematisch-Physikalische Salon wurde am 20. März 1929 wieder eröffnet. Auch stellte man Teile des seit dem 19. Jahrhundert zugeschütteten Grabens am Zwinger wieder her. Im Jahre 1936 endeten die Arbeiten an der Außenfassade, Restaurierungen im Innenbereich folgten. Im Jahre 1939 öffnete die Porzellansammlung für die Öffentlichkeit. Für die naturhistorischen Sammlungsbereiche suchte man nach neuen Lösungen, weil der Zwingerbau sich für deren Präsentation als nicht günstig herausstellte. Schon vor dem Ersten Weltkrieg ist über einen Museumsneubau zu diesem Zweck in Dresden nachgedacht worden, doch der bereits begonnene Zweite Weltkrieg setzte diesen Bemühungen ein Ende.

### Schwere Beschädigung im Zweiten Weltkrieg und Wiederaufbau

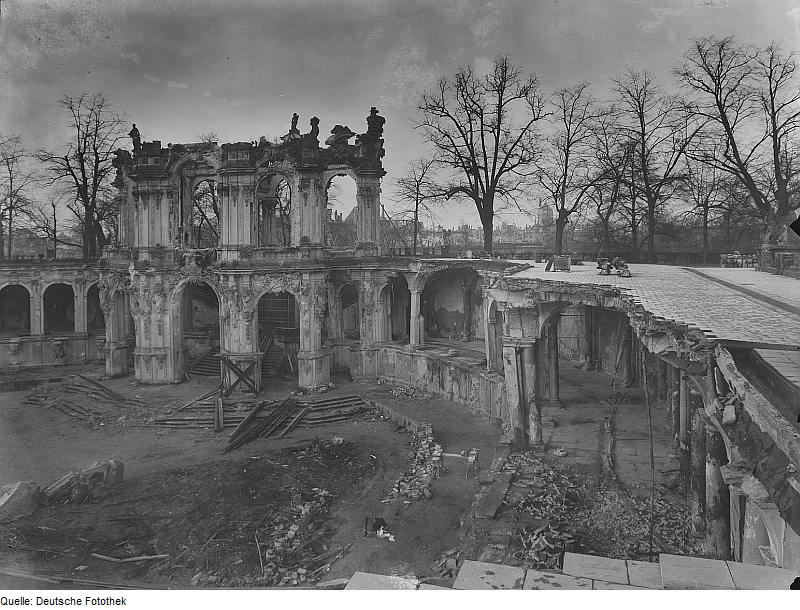
Zerstörter nördlicher Teil des Zwingers nach 1945

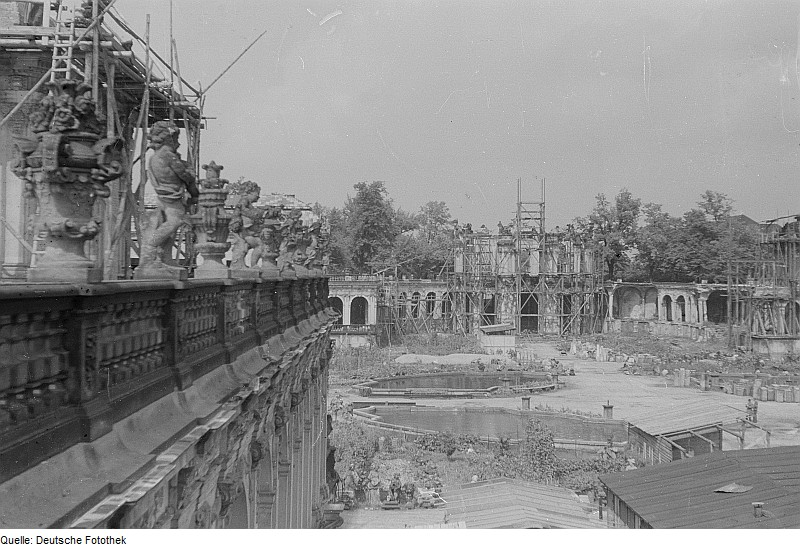
Zerstörter Zwinger (1948)

Wenige Jahre später waren die greifbar gewordenen Ergebnisse der seit 1924 um Rettung des Zwingers ringenden Fachleute ein Opfer der Zerstörung. Im Zweiten Weltkrieg erlitt der Zwinger durch die Bombenangriffe vom 13. und 14. Februar 1945 schwere Beschädigungen. Hans Nadler beschrieb es so: „Erhalten blieben: Das Nymphenbad, die Umfassungsmauern der 4 Eckpavillons, der Langgalerien, des Stadtpavillons und des Kronentores. Der Wallpavillon war bis auf die Mauerschäfte, die aus dem Lot geraten waren, zerstört, desgleichen war auch die anschließende elbseitige Bogengalerie durch Sprengbombenvolltreffer aufs schwerste beschädigt.“ Die Gemäldegalerie trug nur auf der nördlichen Seite erhebliche Zerstörungen davon. Alle Gebäude und ihre Dächer waren ausgebrannt. Die teilweise aufwendigen Kupfertreibarbeiten der Dachbedeckungen lagen vom Bombensplittereinschlag zerfetzt auf den Terrassen und im Zwingerhof. Aus einigen Fenstern schlugen Flammen und schädigten oberhalb der Feuereinwirkungen den Sandstein durch Hitzesprengungen und strukturelle Veränderungen im Mineralgefüge irreversibel. Einige Fassadenelemente stürzten infolge von Materialspannungen herab und zerbrachen dabei. Die Gleichgewichtslage vieler Gebäudeteile war nicht mehr gegeben.

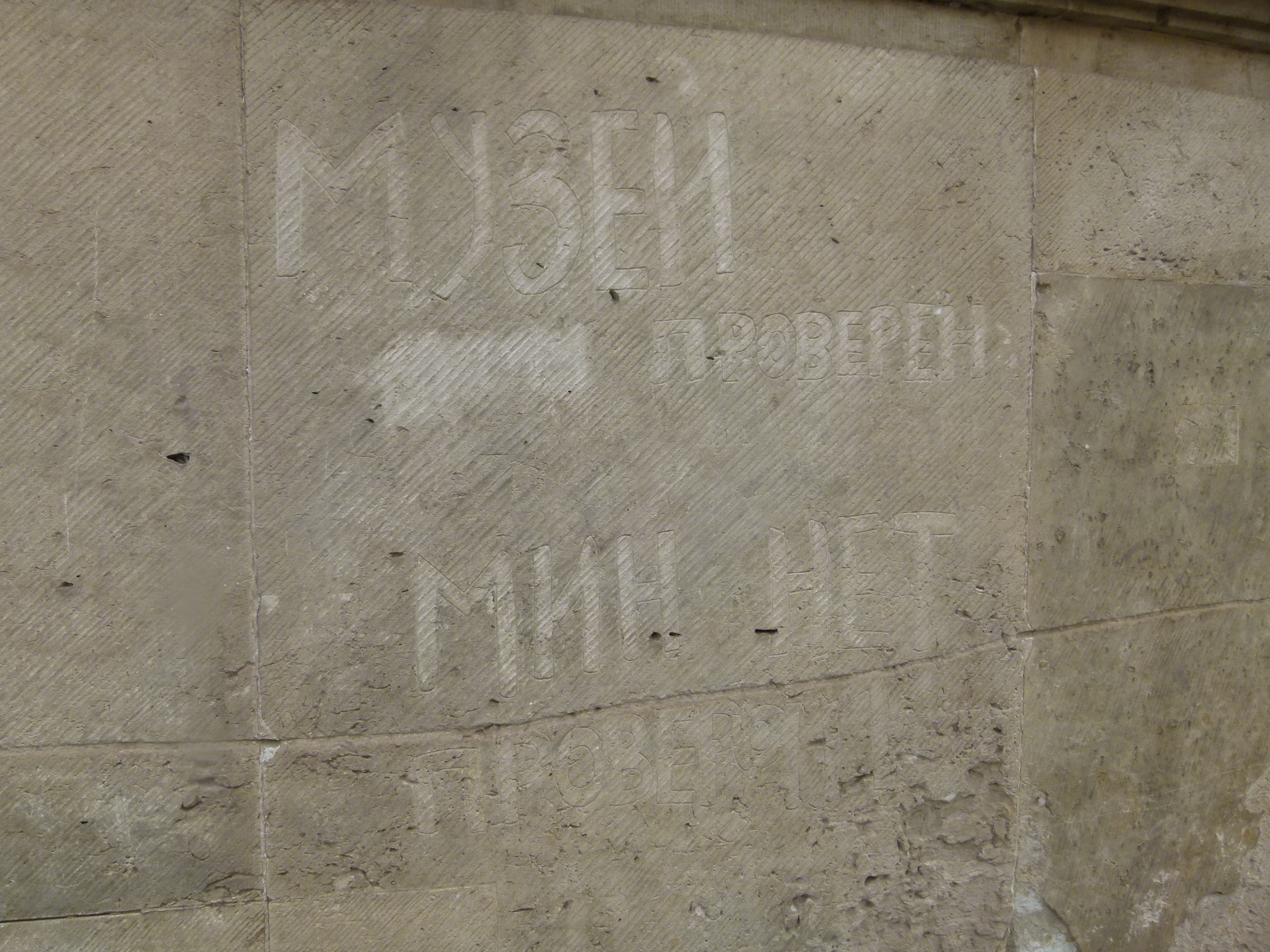
Ein russischer Soldat vermerkte 1945 am Zwinger: Das Museum wurde geprüft, keine Minen, geprüft von Chanutin

Besonders bekannt wurde das Bild einer Beschriftung, die ein russischer Soldat vorgenommen hatte, mit der Aufschrift: Das Museum wurde geprüft, keine Minen, geprüft von Chanutin. Sie ist heute rechtsseitig am Portikus der Sempergalerie aus Richtung des Theaterplatzes auffindbar und aufgrund der inzwischen verringerten Lesbarkeit mit einer Schriftplatte ergänzt.
Am 14. August 1945 fand eine erste Beratung zur Koordinierung des Wiederaufbaus unter Beteiligung Dresdner Amtsträger statt. Die sowjetische Militärverwaltung bewilligte unverzüglich am 18. August die Freigabe von Bauholz und stellte sich damit demonstrativ hinter die Wiederaufbauabsicht der Dresdner. In zwei Kulturbefehlen der Sowjetischen Militäradministration wurden der Schutz und die Wiedererrichtung von Kulturbauwerken angeordnet. Auf dieser Grundlage bewilligte die neu gebildete Sächsische Landesverwaltung im September 1945 erste Haushaltsmittel für den Wiederaufbau des Zwingers. So konnte noch im September 1945 der Wiederaufbau durch die im Herbst dieses Jahres unter dem offiziellen Namen „Bauabteilung Zwinger“ erneut gegründete Zwingerbauhütte unter Leitung des Dresdner Architekten Hubert Georg Ermisch beginnen. Zu den ersten Mitwirkenden zählten der Bildhauer Albert Braun (1899–1962), die Architekten Max Zimmermann (1881–1962) und Arthur Frenzel (1899–1975) und für die Kupferblecharbeiten Meister Jagy.
Die erste öffentliche Präsentation erfolgte ab Mai 1951, als ein Teil des Innenhofes für Besucher zugänglich wurde. Im selben Jahre wurden der Zwingergraben verlängert und eine gemeinsame Wasserfläche mit dem Zwingerteich geschaffen. Im Juli 1951 wurde das Kronentor vollendet, im Juni 1952 der Mathematisch-Physikalische Salon, 1954 wurden drei Giebel des Wallpavillons und 1955 der Glockenspielpavillon fertiggestellt. Die Gemäldegalerie eröffnete am 3. Juni 1956 im Rahmen der 750-Jahr-Feier Dresdens, wurde aber erst am 30. Oktober 1960 vollendet übergeben. Die Kosten ihres Wiederaufbaus betrugen 7,9 Millionen Deutsche Mark. Im Jahre 1960 erfolgte die Fertigstellung des Französischen Pavillons in einer vereinfachten Ausführung. Die erhaltenen wertvollen Stuck- und Marmorelemente wurden für eine spätere Rekonstruktion geborgen. Erst 1963 konnte der Wallpavillon der Öffentlichkeit übergeben werden. Bis zu diesem Jahr wurden die Innenräume in einer provisorischen Gestaltung für die Nutzung als Museum ausgestattet. Seit etwa 1963 befindet sich der Zwinger äußerlich wieder weitgehend in einem baulichen Zustand wie vor dem Krieg. Der Blick auf die im Krieg stark beschädigte und 1962 völlig abgerissene Sophienkirche fehlt jedoch. Hans Nadler, damaliger Landeskonservator und späterer Ehrenbürger Dresdens, beziffert für die Zwingerrestaurierung nach dem Zweiten Weltkrieg bis 1965 einen finanziellen Gesamtaufwand von 11,8 Millionen Mark, darin 2,7 Millionen aus der Zwingerlotterie. Die Rekonstruktionen und Gestaltungen der Innenräume halten bis in die Gegenwart an.

### 21. Jahrhundert
Während des Elbhochwassers im August 2002 stieg der Pegel der in unmittelbarer Nähe zum Zwinger verlaufenden Elbe auf 9,40 Meter an. Doch nicht nur sie trat über die Ufer, sondern auch die Weißeritz im Westen der Stadt. Dieser Nebenfluss der Elbe bahnte sich mit der Gewalt des Hochwassers zeitweilig sein Flussbett in Richtung seines ursprünglichen Laufes. So wurde die Altstadt Dresdens aus zwei Richtungen überflutet, wobei der Zwinger mitten im Überschwemmungszentrum lag. Trotz großen Einsatzes von Feuerwehr und Technischem Hilfswerk war eine Überflutung des Innenhofs des Zwingers nicht zu verhindern. Die Weißeritz floss in ihrem alten Flussbett durch die Friedrichstadt, die Wilsdruffer Vorstadt und den Zwinger hindurch und ergoss sich auf dem Vorplatz des Landtages in die Elbe. In der Hoffnung, die Kunstwerke zu retten, wurden sie in den Keller verbracht. Doch auch dort bedrohten die Wassermassen das Kulturerbe. Der Zwingerhof war erst mehrere Tage nach dem Ende des Hochwassers wieder leergepumpt. Das Hochwasser hinterließ beträchtliche bauliche und gartenbauliche Schäden.
Von Mai 2008 bis November 2012 wurde der Mathematisch-Physikalische Salon grundlegend saniert. Dabei legten Archäologen alte Leitungen der Wasserspiele des Grottensaales frei und fanden eine Vielzahl von Stuckfragmenten. Daher konnte der Mathematisch-Physikalische Salon nicht wie geplant zur Erweiterung der Ausstellungsfläche unterkellert werden. Stattdessen begann im Jahr 2010 der Bau eines in Richtung der Wallanlagen gelegenen unterirdischen Anbaus mit einem neuen fensterlosen Ausstellungssaal für lichtempfindliche Geräte sowie einer Werkstatt und einem Depot für Technik. Seit dem 14. April 2013 ist die Sammlung mathematischer und physikalischer Instrumente im erweiterten Mathematisch-Physikalischen Salon wieder für Besucher geöffnet.

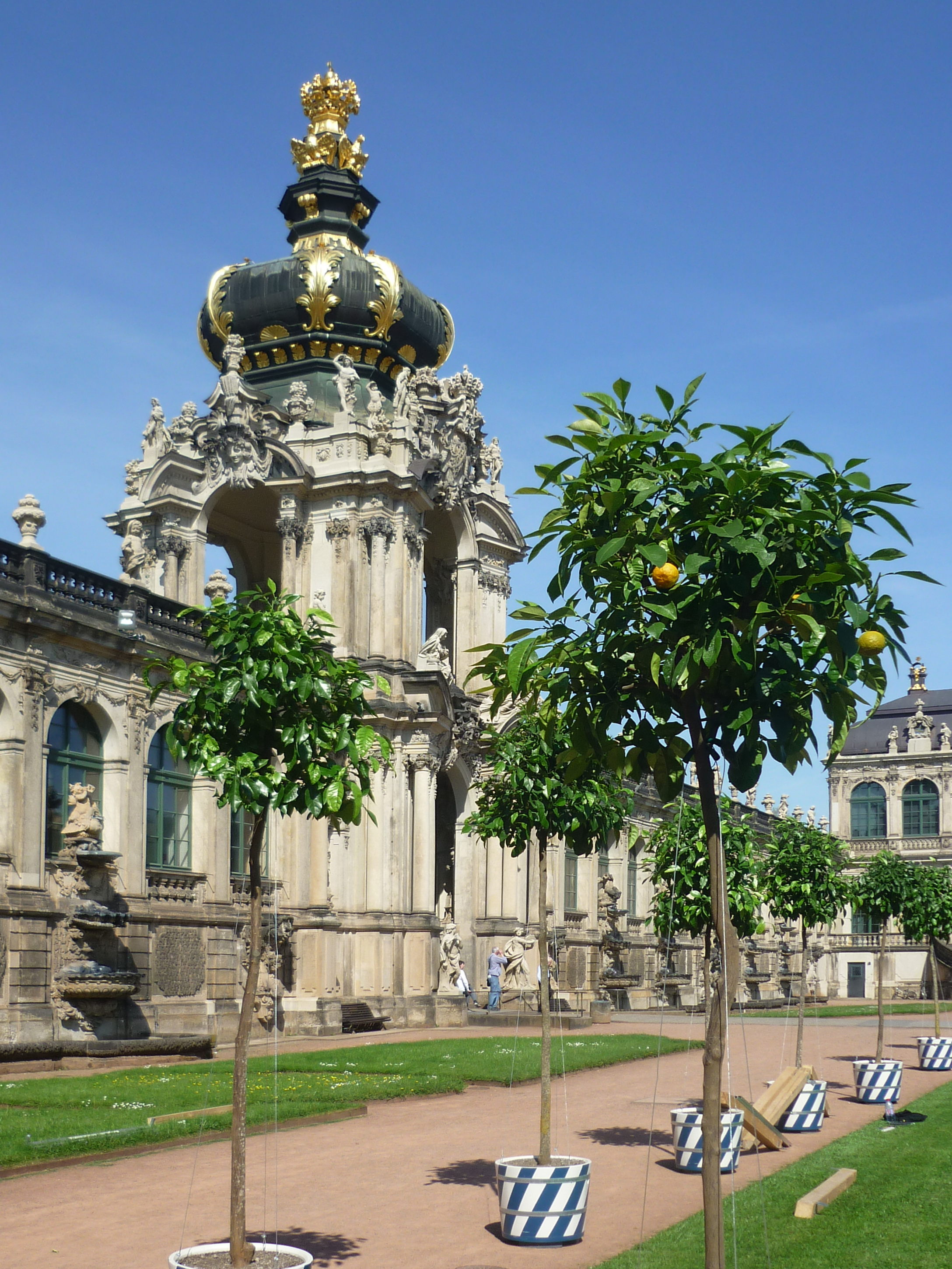
Orangenbäume im Zwinger

Von Oktober 2012 bis 2016 wird das Kronentor für 650.000 Euro überholt.
Von 2013 bis 2019 wurde die Sempergalerie erneuert. In der ersten Bauphase wurden der Ostflügel und anschließend der Westflügel für insgesamt 49,8 Millionen Euro saniert. Verschleißerscheinungen, Schäden an den Oberlichtern und bauphysikalische Probleme haben die Komplettsanierung notwendig gemacht. Die Grundstruktur des Gebäudes blieb dabei erhalten. Verbessert wurden unter anderem die Besucherführung, Fluchtwege und Barrierefreiheit sowie die Haustechnik. Zusätzlich hat man ein neues Tageslichtkonzept installiert, das Kunstlicht nur unterstützend einsetzt. Auf diese Weise sollen die Alten Meister je nach Wetter und Tageszeit unterschiedlich beleuchtet werden.
Im Mai 2017 wurden 76 Orangenbäumchen (Bitterorangen) in blau-weißen Kübeln nach historischem Vorbild aufgestellt, die immer im Sommerhalbjahr hier stehen sollen. Die größten sind 3 Meter groß. Sie wurden 2013 in Italien gekauft. Baumpaten kommen für die Pflege auf. Damit sind seit 1880 erstmals wieder Orangenbäume im Zwinger zu sehen.
Seit 2021 wird der Zwingerhof umfassend saniert. Ziel ist
- die Sanierung und Erneuerung von Entwässerung, Bewässerung, Elektronik, Datennetz
- die Schaffung von Anschlusspunkten für die Veranstaltungsnutzung im Zwinger
- die Erneuerung der befestigten Oberflächen und Anlage von mit Sandstein befestigten Wegen
- die Erneuerung der Beleuchtung und Schaffung einer dezenten Anstrahlung der Zwingerhoffassaden
- die Sanierung von Nebenbauwerken
- die Erneuerung und Höhenanpassung des Rasens

Im Vorfeld untersuchte das Landesamt für Archäologie Sachsen im Auftrag des Staatsbetriebes Sächsisches Immobilien- und Baumanagement (SIB) die Gartenanlage umfassend. Ziel der Maßnahme war die denkmalgerechte Sanierung der Zwingerhofanlage in Abstimmung mit den Denkmalbehörden und den nutzenden Einrichtungen. Durch zahlreiche archäologische Funde verzögert sich die Bauzeit, die Ende 2024 enden soll. Die Baukosten stiegen von geplanten 10 Millionen auf knapp 15 Millionen Euro. Trotz der Bauarbeiten sind alle Gebäudeteile für Besucher erreichbar.
Seiner Entstehungsgeschichte gemäß war bzw. ist der Zwinger Eigentum des Königreichs und später des Freistaats Sachsen. Er ist heute ein Teil des Staatsbetriebs Staatliche Schlösser, Burgen und Gärten Sachsen.

## Baubeschreibung

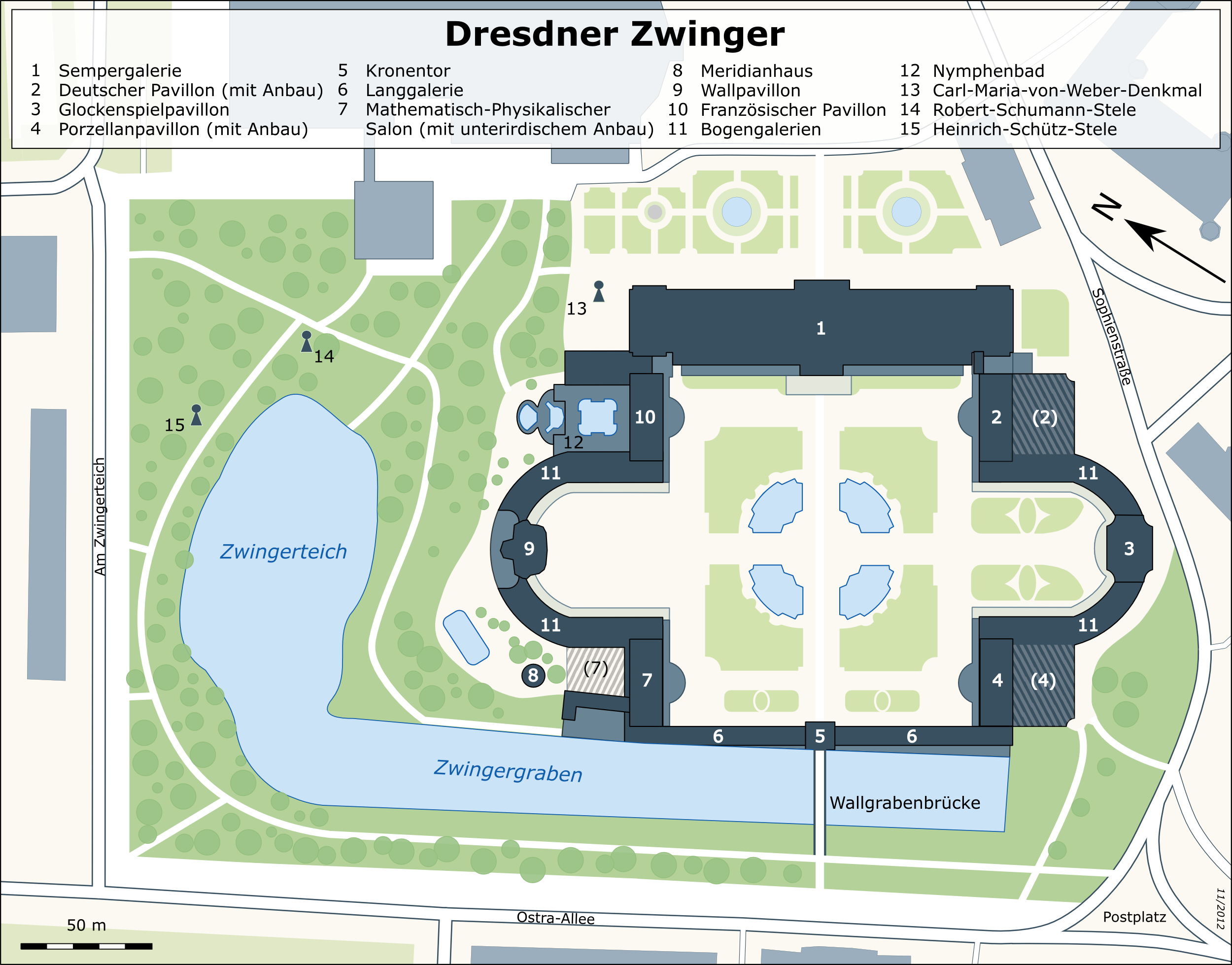
Lageplan des Dresdner Zwingers

Der Innenhof des Zwingers hat eine nahezu quadratische Grundfläche, an die nach Nordwesten und nach Südosten spiegelsymmetrische, bogenförmig schließende Erweiterungen angefügt sind. Im Nordwesten schließt der Wallpavillon diese Erweiterung ab, im Südosten der Glockenspielpavillon. An die südwestliche Quadratseite schließt die Langgalerie mit dem Kronentor dagegen direkt an, genauso auf der gegenüberliegenden Seite die Sempergalerie. An den vier Ecken des Quadrates befinden sich zu den bogenförmigen Erweiterungen hin vier zweigeschossige Eckpavillons, namentlich der Porzellanpavillon, der Deutsche Pavillon, der Französische Pavillon und der Mathematisch-Physikalische Salon. Sie sind durch einstöckige Bogengalerien mit dem Glockenspiel- beziehungsweise dem Wallpavillon verbunden.

### Pavillons

#### Kronentor

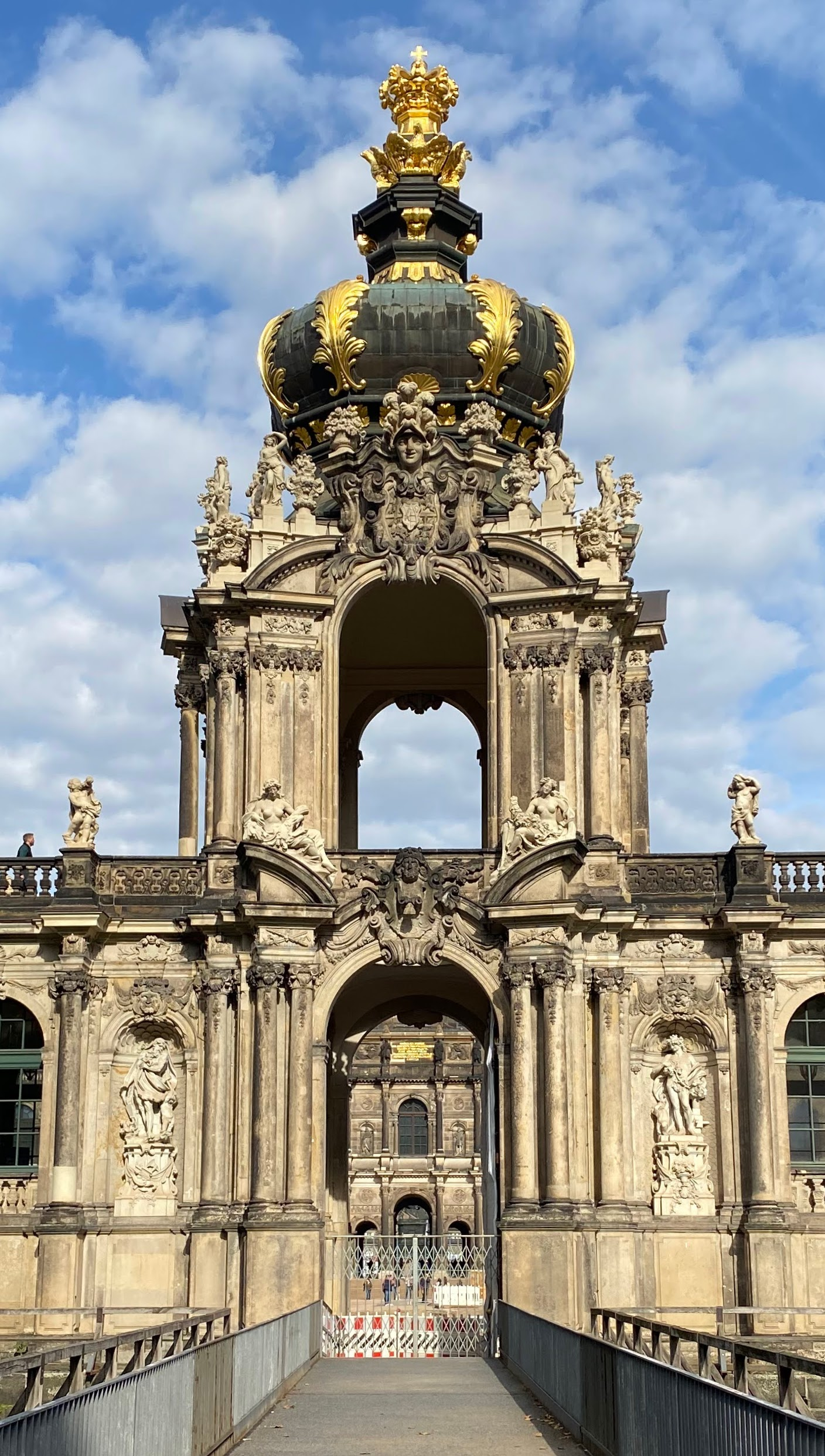
Kronentor

Das Kronentor ist ein Portalpavillon. Es ist neben dem Wallpavillon der bekannteste Teil und auf Abbildungen häufig das Sinnbild des Zwingers. Mit den zu beiden Seiten anschließenden Langgalerien steht es mit seiner Front auf der alten Festungsmauer; Tor und Galerien bilden zu ihr jedoch einen kleinen Winkel. Das Kronentor ermöglichte ursprünglich den Zugang von außerhalb der Stadt durch die Festungsmauer. Deswegen führte keine der Bedeutung des Baus entsprechende Steinbrücke über den Zwingergraben zum Kronentor, sondern nur ein schmaler hölzerner Steg, der im Falle eines Angriffs rasch abzubauen gewesen wäre. Er ist bei der Freilegung des Zwingergrabens und dessen Erweiterung im 20. Jahrhundert wieder in dieser Form aufgebaut worden. Die Architektur des Kronentors lehnt sich an den italienischen Hochbarock an, erinnert aber auch an antike Triumphbögen. Es steht in der Mitte der beiden Langgalerien; ein kleiner Risalit lässt es aus deren Flucht etwas hervortreten. Den achteckigen Grundriss begrenzen vier übereckgestellte hohe Sockel. Darauf erhebt sich der Torbogen mit beidseits vorgelegten doppelten Säulenstellungen. Seitlich schließt sich eine weitere Säulenstellung an sowie je eine muschelförmige Nische im Übergang von Kronentor in Langgalerie. Stark verkröpftes Gebälk sowie gesprengte Giebel schließen das Eingangsgeschoss nach oben ab. Über den einfachen Säulenstellungen prangt das königliche Zepter und über den doppelten Säulenstellungen die gekreuzten Schwerter. Die beiden Schlusssteine der Torbögen schmücken ein Herkuleskopf mit Löwenfell auf der Außenseite und ein Frauenkopf auf der Hofseite.
Die Halle des Obergeschosses ist nach allen vier Seiten geöffnet, durch sie verläuft der verbindende Umgang der Langgalerien. Die vier Eckpfeiler werden von unten fortgeführt und die seitlichen einfachen Säulenstellungen wiederholt. Statt der doppelten Säulenstellungen lockern gebündelte Pilaster die Pfeiler auf, wodurch das Obergeschoss etwas zurückgesetzt wirkt. Nach oben hin schließen erneut verkröpftes Gebälk, gebrochene Giebel und figurierte Schlusssteine das Obergeschoss ab und leiten zu einer Attika über. Auf ihr stehen einige Vasen und zwölf Figuren, die Themen um die Jahreszeiten und Herkules repräsentieren. Sie säumen die zwiebelförmige Kuppel aus teilweise vergoldetem Kupferblech, Symbol sächsischer Prachtentfaltung in seiner Erbauungszeit. Auf der Spitze tragen vier polnische Adler die Nachbildung der polnischen Königskrone. Ursprünglich sollte der Herkules mit der Weltkugel das Kronentor krönen, wie überhaupt das Kronentor als Herkulestor geplant war. Mit der Konzeption des Wallpavillons wurde die Planung verändert und diese Figur als Abschluss des Wallpavillons vorgesehen. Die Aufträge für den Figurenschmuck des Kronentors waren jedoch bereits vergeben oder ausgeführt worden und thematisch auf die ursprünglich vorgesehene Bekrönung abgestimmt. Dies erklärt die Figurenwahl insbesondere im Bereich der Attika. Das Deckenfresko „Das Frühlingsopfer der Flora“ zierte bis zur Zerstörung 1945 im Inneren den Kuppelabschluss. Durch ein offenes Rundauge in der Zwischendecke war auch aus dem unteren Durchgang der Blick darauf möglich.
An den Bildhauerarbeiten am Kronentor haben fast alle der am Zwinger beteiligten Bildhauer durch Hauptwerke mitgewirkt. Die Skulpturen am Kronentor sind in der Gegenwart durch Kopien ersetzt. In den Nischen im Übergang zur Langgalerie stehen an der dem Wasser zugewandten Seite die antiken Götter Vulkan (links) und Bacchus (rechts). An der dem Zwingerhof zugewandten Seite befinden sich Plastiken von Ceres (links) und Pomona (rechts). Vulkan und Ceres sind Werke Permosers und Kretzschmar schuf den Bacchus. Statuen eines Schalmeien- und Tamburinspielers flankieren das hofseitige Portal, sie werden Heermann und Kretzschmar zugeschrieben. Außerhalb des Kronentors befindet sich die Wallgrabenbrücke. Die ursprüngliche Brücke verband ab 1718 die Dresdner Vorstadt außerhalb der Befestigungsmauer mit dem Zwinger. Errichtet wurde diese als schmaler hölzerner Steg, der im Falle eines Angriffs rasch abzubauen gewesen wäre. Durch Baufälligkeit oder kriegerische Auseinandersetzungen musste die Brücke 1770, 1780, 1930 und 1951 neu aufgebaut werden.

#### Mathematisch-Physikalischer Salon

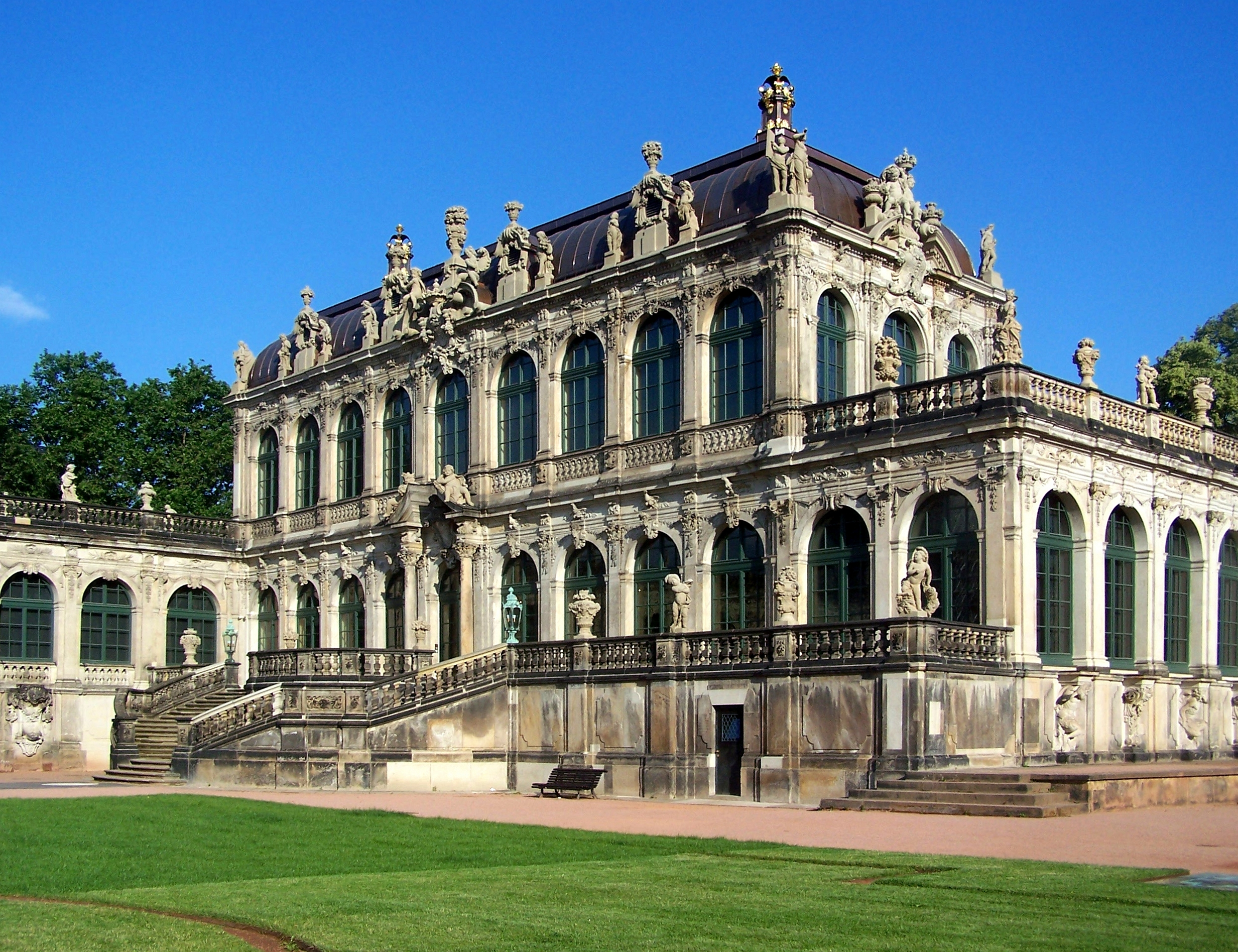
Mathematisch-Physikalischer Salon

Der von 1710 bis 1714 errichtete Mathematisch-Physikalische Salon ist einer der vier Eckpavillons und liegt zwischen Wallpavillon und Langgalerie. Er beherbergt eine Sammlung mathematischer und physikalischer Instrumente vergangener Zeiten; auf diese Nutzung seit 1746 geht auch sein Name zurück, der zunächst noch Mathematischer Salon lautete. Im Unterschied zu den später fertiggestellten anderen Eckpavillons ziert den Fries des Mathematisch-Physikalischen Salon neben dem Jahr seiner Fertigstellung 1712 noch der doppelköpfige Reichsadler; August der Starke war 1711 Reichsvikar gewesen und hatte vergeblich selber die Kaiserkrone des Reichs angestrebt. Im Jahre des Reichsvikariats Augusts des Starken wurden die Reichsadler als „Symbole seiner kaiserlichen Machtbefugnisse“ geschaffen. Der mit sächsischem Marmor getäfelte Salon im Obergeschoss fand ursprünglich als Speiss-, Spiel- oder Tantz-Saal Verwendung, ging jedoch bereits ab 1729 in eine museale Nutzung über.

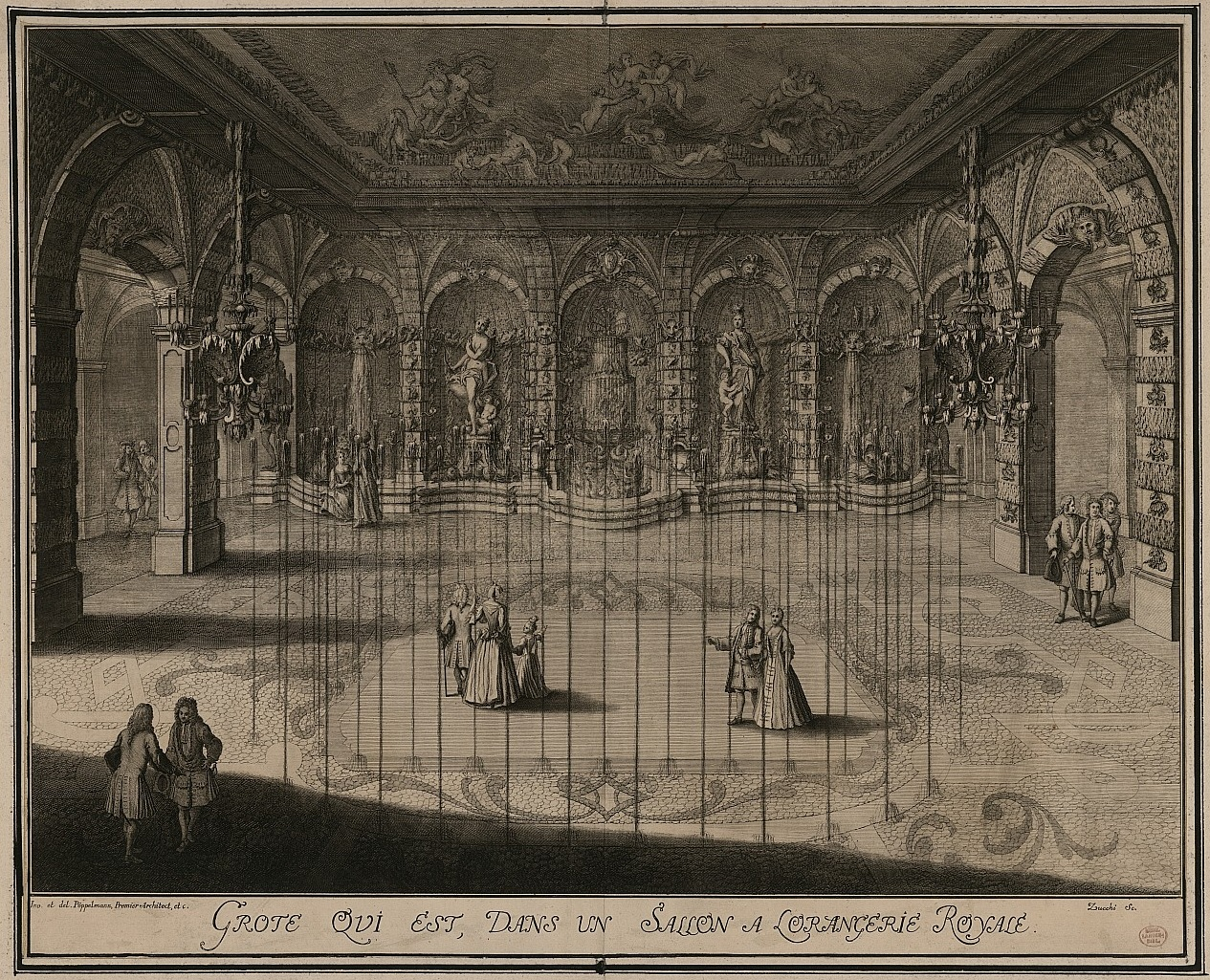
Grottensaal 1729

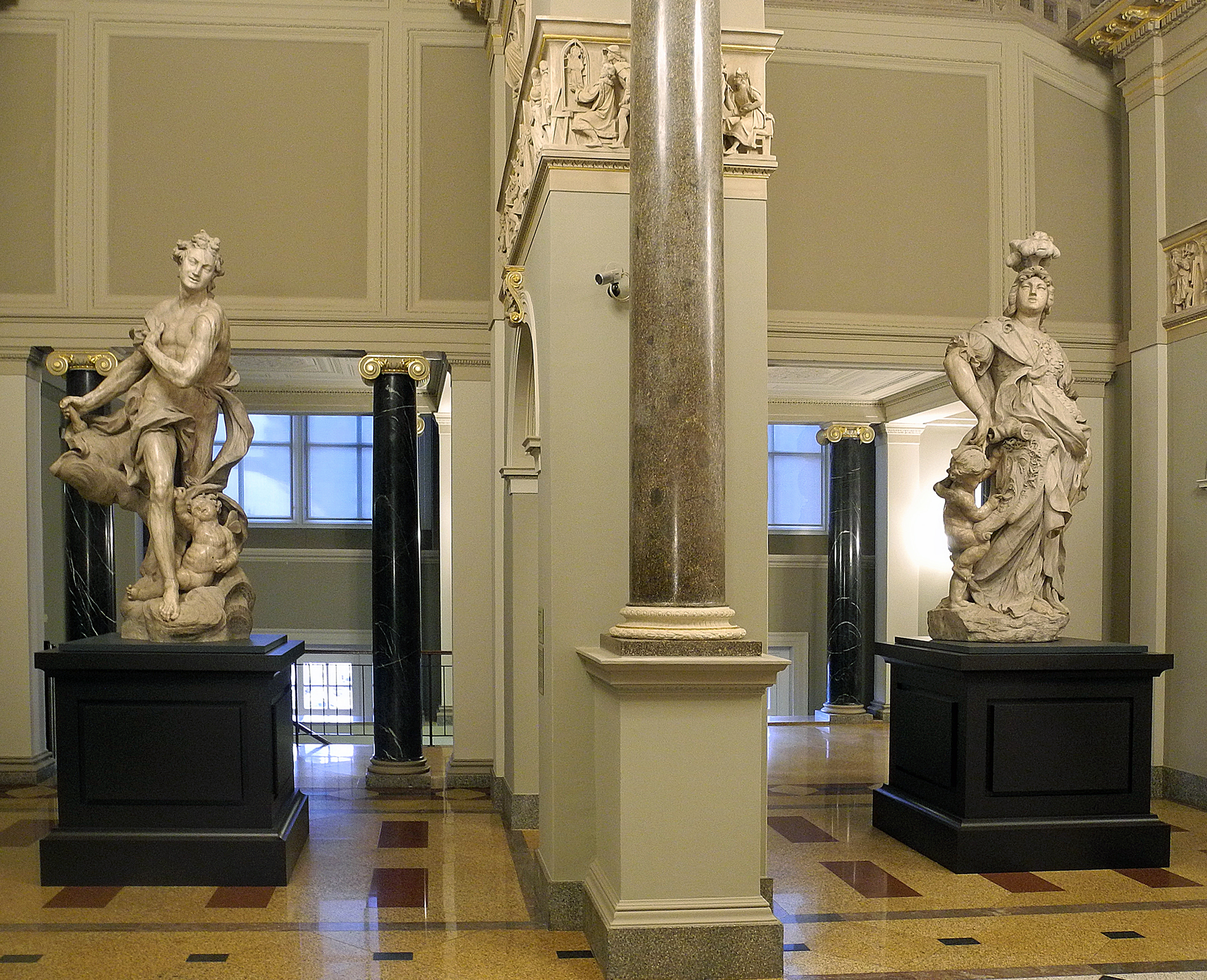
Pöppelmanns Apollo und Minerva, heute in der Skulpturensammlung, Dresden

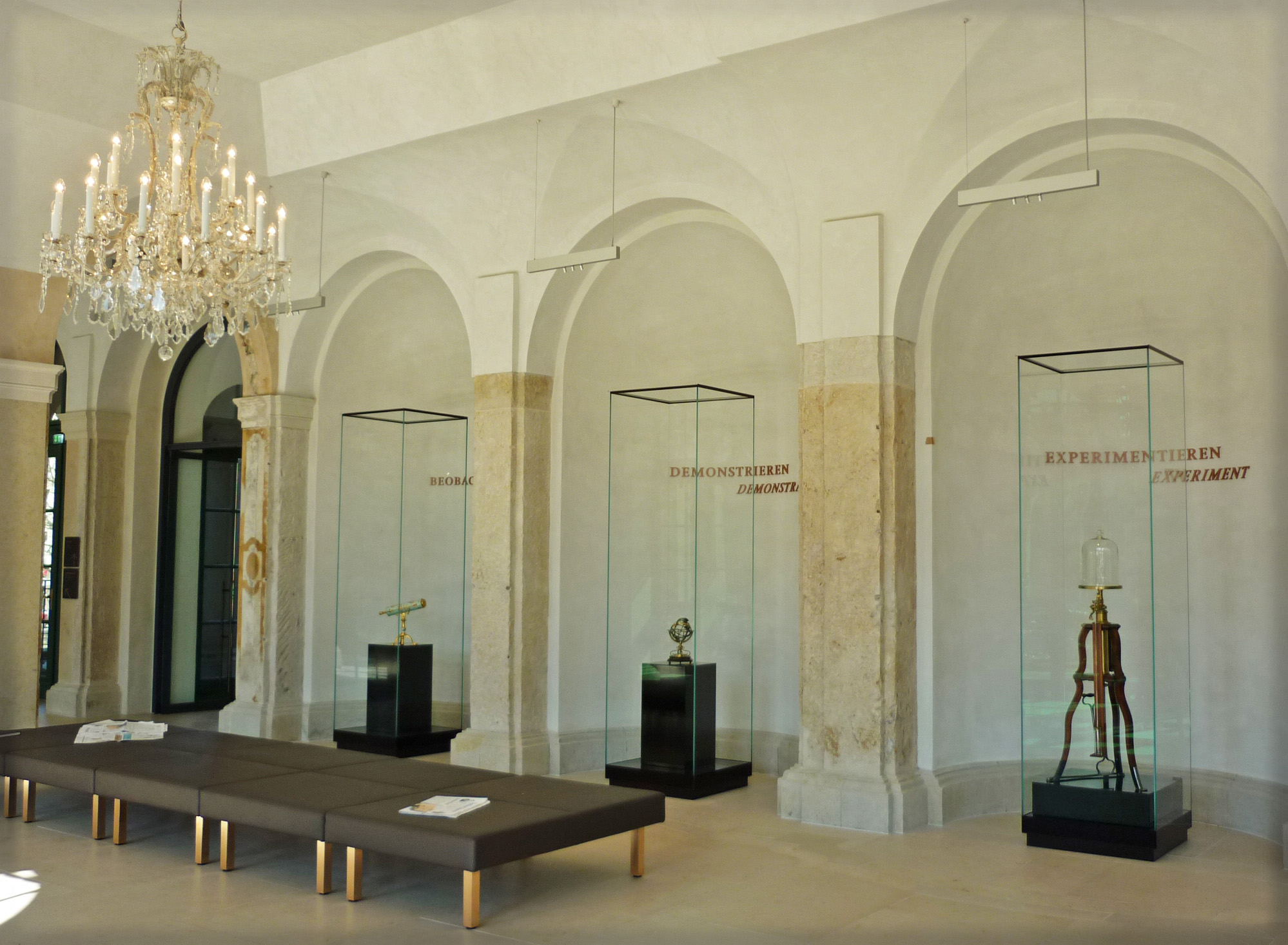
Ehemaliger Grottensaal mit heutiger musealer Nutzung

Der im Untergeschoss liegende Grottensaal mit Vexierwasserspielen und Brunnen behielt seine ursprüngliche Funktion dagegen länger. Feine Wasserstrahlen umgaben und trafen die in ihn eintretenden Personen. Mit einer Hebelbewegung konnte ein Grottier die Wasserspiele ein- und ausschalten. In zwei der fünf rückwändigen Nischen des Grottensaals standen die Marmorstatuen Apollo (1715) und Minerva (1716). Sie gehören zu den ersten Arbeiten Permosers für den Zwinger und befinden sich heute in der Skulpturensammlung im Albertinum. In der mittleren Nische befand sich ein aus weißem Marmor bestehender dreistufiger Schalenbrunnen, wobei die untere Schale auf aus Delphinen gebildeten Füßen ruhte. Die beiden äußeren Nischen waren neben maritimer Ornamentik mit einer Wasser speienden Reliefmaske ausgestattet. Alle fünf Nischen waren mit einem durchgehenden konkav und konvex wechselnden Beckenrand miteinander verbunden, wobei die mittlere Nische die dominierende war. Der Grottensaal war einerseits so etwas wie ein Empfangsraum, um dem politischen Besuch die Leistungsfähigkeit des Kurfürstentums zu demonstrieren.
Die Figuren zeugten vom handwerklichen Geschick der Künstler aus der Region, verwendet wurden heimische Materialien. Zum anderen war der Bezug zur Grotte durchdacht. Apollo sollte das Licht in die Grotte bringen, Minerva, als Schutzherrin der Handwerker, unterstrich die herausragende Leistung, die eine solche Grotte in der damaligen Zeit darstellte. Auch die Wassertechnik stellte eine hohe ingenieurtechnische Leistung dar. Infolge der Kriegsereignisse von 1813 stürzte die Decke des Grottensaals ein. Er wurde anschließend nicht wieder instand gesetzt, sondern 1815 mit Gewölben versehen, mit Steintafeln des Festsaalfußbodens überdeckt und museal genutzt. Die aus weißem Marmor bestehenden Überreste vom mittleren Brunnen lagern im Depot der Zwingerbauhütte. Im Mai 2008 wurde bei Sanierungsarbeiten im Mathematisch-Physikalischen Salon die gut erhaltene Brunnenanlage mit unterirdischer Wasserversorgung mit Kanälen, Zuführungen und Auslässen freigelegt. Auch Belege für die ursprüngliche Farbgestaltung des Saales wurden gefunden. Trotz Ankündigung, den Grottensaal wieder entstehen zu lassen, erfolgte die Umsetzung nicht. Die beiden noch vorhandenen Marmorgruppen wurden nicht wieder an ihren ursprünglichen Ort versetzt, obwohl sie gut erhalten sind.
Allen Eckpavillons gemein ist eine vorgelagerte Terrasse, von der eine Freitreppe mit zwei Schwüngen in den Innenhof führt. Ein weiteres gemeinsames Merkmal aller Eckpavillons ist die ununterbrochene Fortführung der Galerie im Erdgeschoss, hier von der Langgalerie zur anschließenden Bogengalerie. Johann Christian Kirchner schuf die Köpfe der Schlusssteine sowie dekorative Rahmungen von Fenstern und Architraven. Thomae schuf am mathematischen Salon die königlichen Insignien im Giebel der Schmalseiten. Die Figurengruppe des frühen Apollo mit Begleiterin auf der Wallseite des Salons ist ein Werk Paul Heermanns. Louis de Silvestre malte im Jahre 1717 das Deckenfresko „Die Erhebung der Psyche in den Olymp“. Das Fresko wurde 1723 fertiggestellt und zierte bis zur Zerstörung im Jahre 1945 die Decken des Baus.

#### Wallpavillon

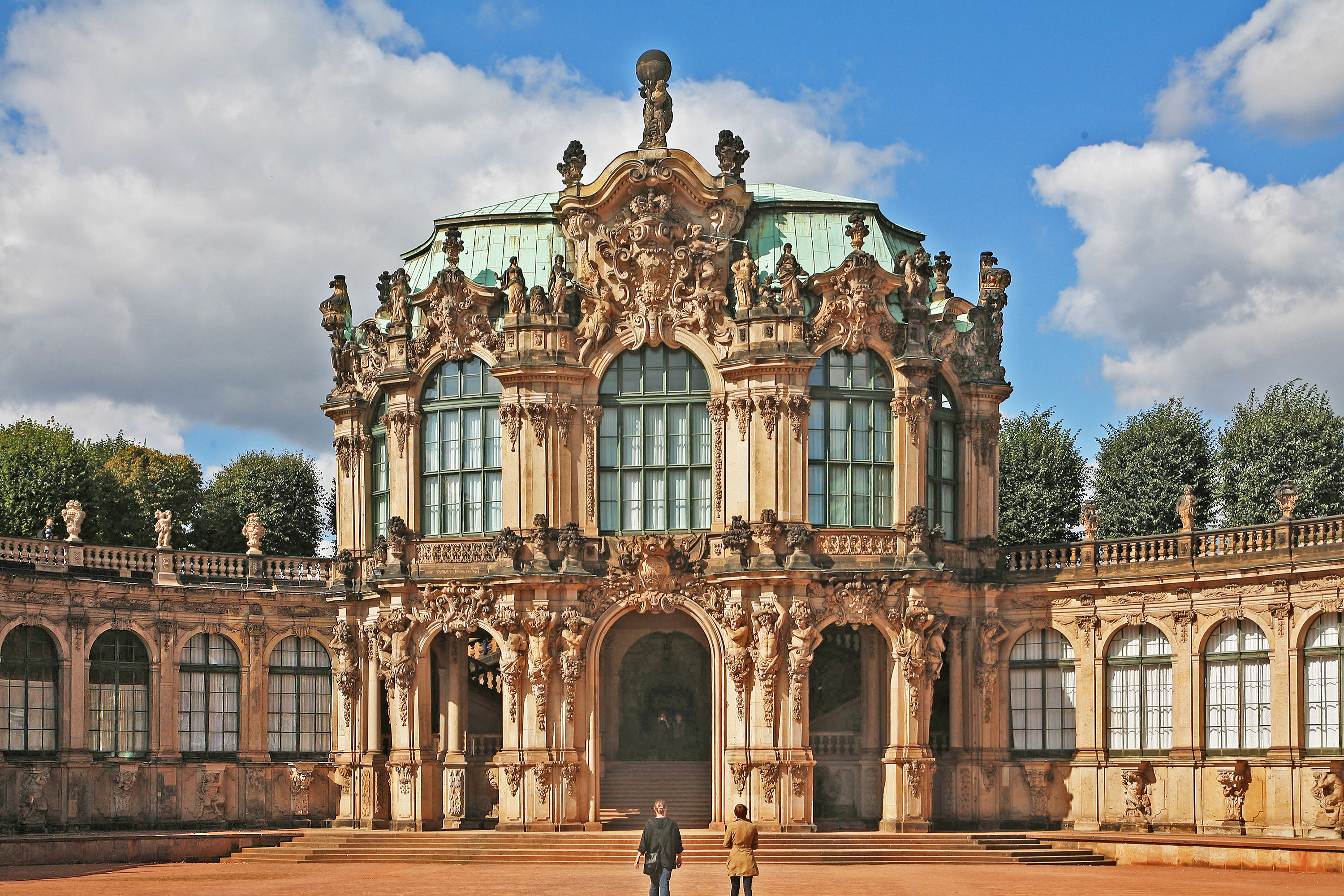
Wallpavillon

Der Wallpavillon wird als baulicher Höhepunkt des Zwingers angesehen; neben dem üppigen bildhauerischen Schmuck macht die eigenartige Verbindung von Treppenanlage und Pavillon ihn zu einem der bedeutendsten europäischen Bauwerke des Barocks. Das Untergeschoss besteht aus einer Folge von Treppen, die auf den Stadtwall führen und die einzige direkte Verbindung von Zwingerhof und Wall darstellen. Vom Zwingerhof führen zweimal drei Stufen durch fünf Tore in den Pavillon. Von dort verläuft eine von zwei Brunnen flankierte Treppe auf eine Plattform, wo sich die Treppe im rechten Winkel in zwei Arme teilt. Die zwei Treppenläufe umschließen einen Brunnen im Innern des Pavillons und führen auf den Stadtwall, an den sich die Rückseite des Gebäudes anlehnt. Im Obergeschoss des Gebäudes liegt ein Festsaal mit rundum angebrachten Fenstern, die nur von schmalen Pfeilern mit vorgelegten Pilasterbündelungen unterbrochen sind; ihn erschließt vom Stadtwall aus eine Brücke mit einer kleinen Eingangshalle. Zahlreiche Plastiken bevölkern die Außenansicht des Wallpavillons: Hercules Saxonicus (Permoser), Prinz Paris mit drei Göttinnen (Heermann), Vier Winde (Kirchner) sowie Juno und Jupiter (Thomae). Die Originale befinden sich heute teilweise im Lapidarium. Dabei sind zwei ikonografische Schichten auszumachen.
Die erste Schicht soll das unbändige Naturleben darstellen, verkörpert durch zahlreiche Hermen im Erdgeschoss des Pavillons. So schmücken in der Erdgeschosszone die Satyrhermen die sechs Pfeiler der Eingänge zum Zwingerhof hin; von der Seite zur Mitte hin finden sich erst je eine, dann je zwei und schließlich je drei Figuren. Die Hermen gelten als Werk von Permoser und Heermann. Die zweite Schicht soll die Verschmelzung der Welten von griechischer Mythologie und politischem Machtanspruch Augusts des Starken darstellen. So ist Permosers Herkules Saxonicus, der stellvertretend für August den Starken die Weltenkugel trägt, die ikonographische Mitte über dem sächsisch-polnischen Wappen. Dies weist auf die Reichsstatthalterschaft Augusts des Starken im Jahre 1711 hin: Pöppelmann erklärte diese Absicht im Vorwort seines Kupferstichwerkes, worin er auf die zwölf Taten des Herkules anspielte. Um von Atlas die Äpfel der Hesperiden zu erhalten, musste er kurz das Himmelsgewölbe tragen. Herkules konnte dann das Gewölbe wieder an Atlas zurückgeben. Dieser Mythos galt als Parallele zu der Reichsstattherrschaft Augusts des Starken:

„Bild-Säule theils als eines Ober-Aufsehers…, theils als eines Welt-Unterstützers, wie er die Himmels-Kugel auf seinen Schulter träget, in Abzielung auf die damalige Reichs-Stadthalterschaft unserres Heldenmüthigen Königs, in der Höhe über der großen Treppe ausgestellt.“

Den Blendgiebel flankiert zur einen Seite der lorbeerbekränzte Paris in Gestalt des jugendlichen August, der statt eines Apfels die polnische Königskrone in der Hand hält; neben ihm steht Venus. Auf der anderen Seite stehen die „verschmähten“ Göttinnen Minerva und Juno. Paul Heermann schuf diese zweite zentrale Gruppe auf dem Wallpavillon: Das Urteil des Paris. Paris symbolisiert August den Starken in seiner Jugend und trägt die Krone Polens in seinen Händen. An den vier Ecken des Wallpavillons bekrönen Figurengruppen der vier Winde die Pfeiler des barocken Gebäudes. Diese Doppelfiguren sind ein Werk von Kirchner. Im Jahr 1727 erhielt Louis de Silvestre den Auftrag für das Deckenfresko „Der Triumph der Künste“ im Festsaal des Wallpavillons; sein Entwurf blieb jedoch unausgeführt.

#### Französischer Pavillon

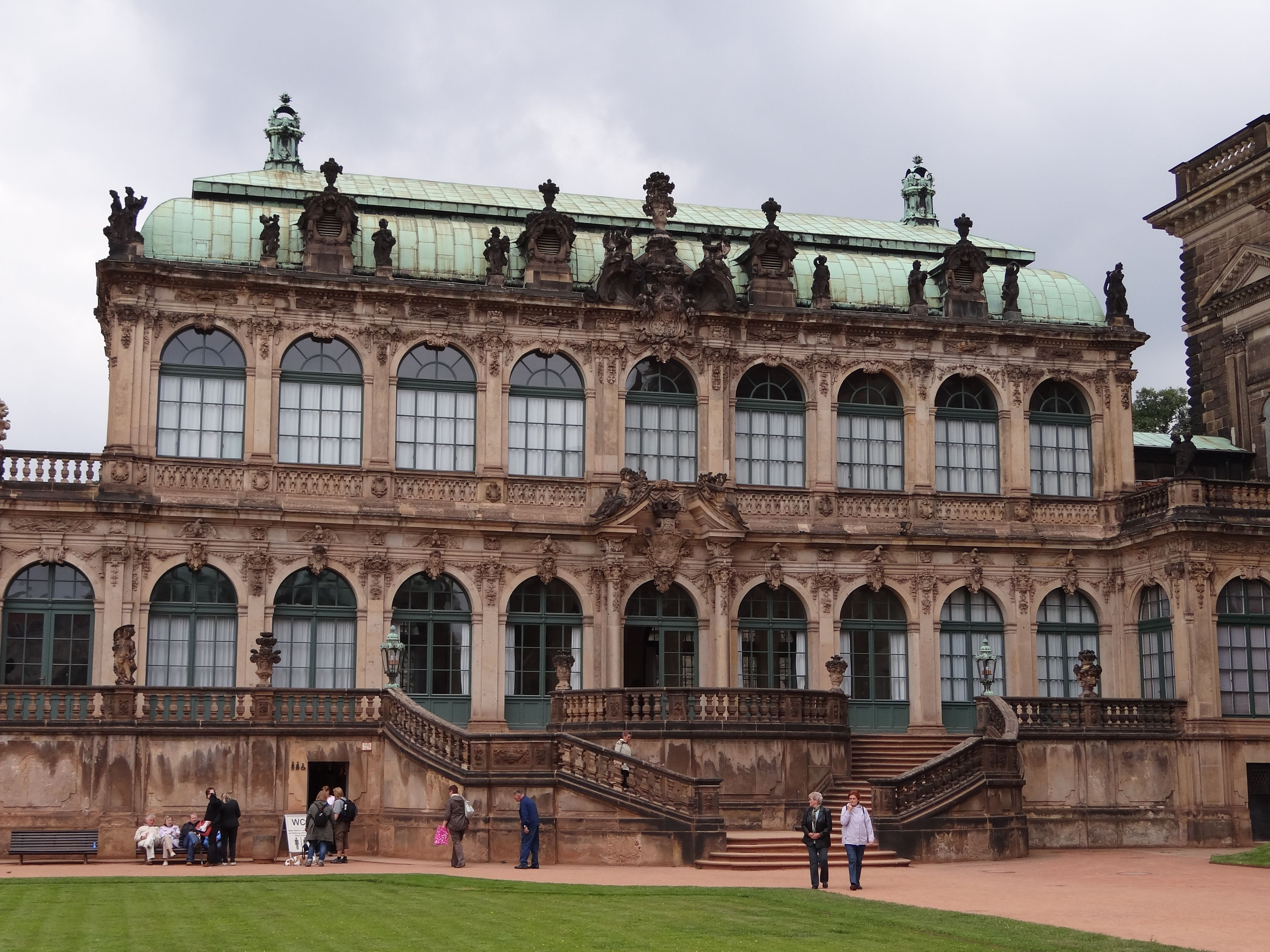
Französischer Pavillon

Der Französische Pavillon verbindet im Ensemble des Zwingers zusammen mit einer Bogengalerie den Wallpavillon und die Sempergalerie. Sein Name geht auf französische Gemälde zurück, die dort bis 1945 zu sehen waren. Wände und Fußböden des Obergeschosses waren mit sächsischem Marmor belegt; der das Geschoss ausfüllende Saal heißt daher Marmorsaal. In der Nachkriegszeit wurden lange in diesem Bereich Objekte des Dresdner Tierkundemuseums gezeigt. Seit 2007 sind im Untergeschoss des Französischen Pavillons sowie in der angrenzenden Galerie Sammlungsstücke der Skulpturensammlung ausgestellt; der Marmorsaal wird gegenwärtig (Stand: 2014) für klassische Konzerte genutzt.
Als einziger Eckpavillon verfügt der Französische Pavillon über eine zweigeschossige Rückfront. Sie schließt die Schmalseite des dahinter liegenden Nymphenbads ab und ihr Schmuckwerk ist thematisch auf das Nymphenbad abgestimmt: Schilf- und Muschelornamente reichen bis in die Kapitelle und die Putten tragen Fische und Delphine. Der Maler Heinrich Christoph Fehling malte ab 1717 das Deckenfresko „Apotheose August des Starken und der Kurfürstin Eberhardine“, eine Huldigung für August den Starken und seine Gemahlin Christiane Eberhardine, mit den Medaillons des Kurfürsten-Paares in der Längsachse des Mittelsaals.

#### Deutscher Pavillon

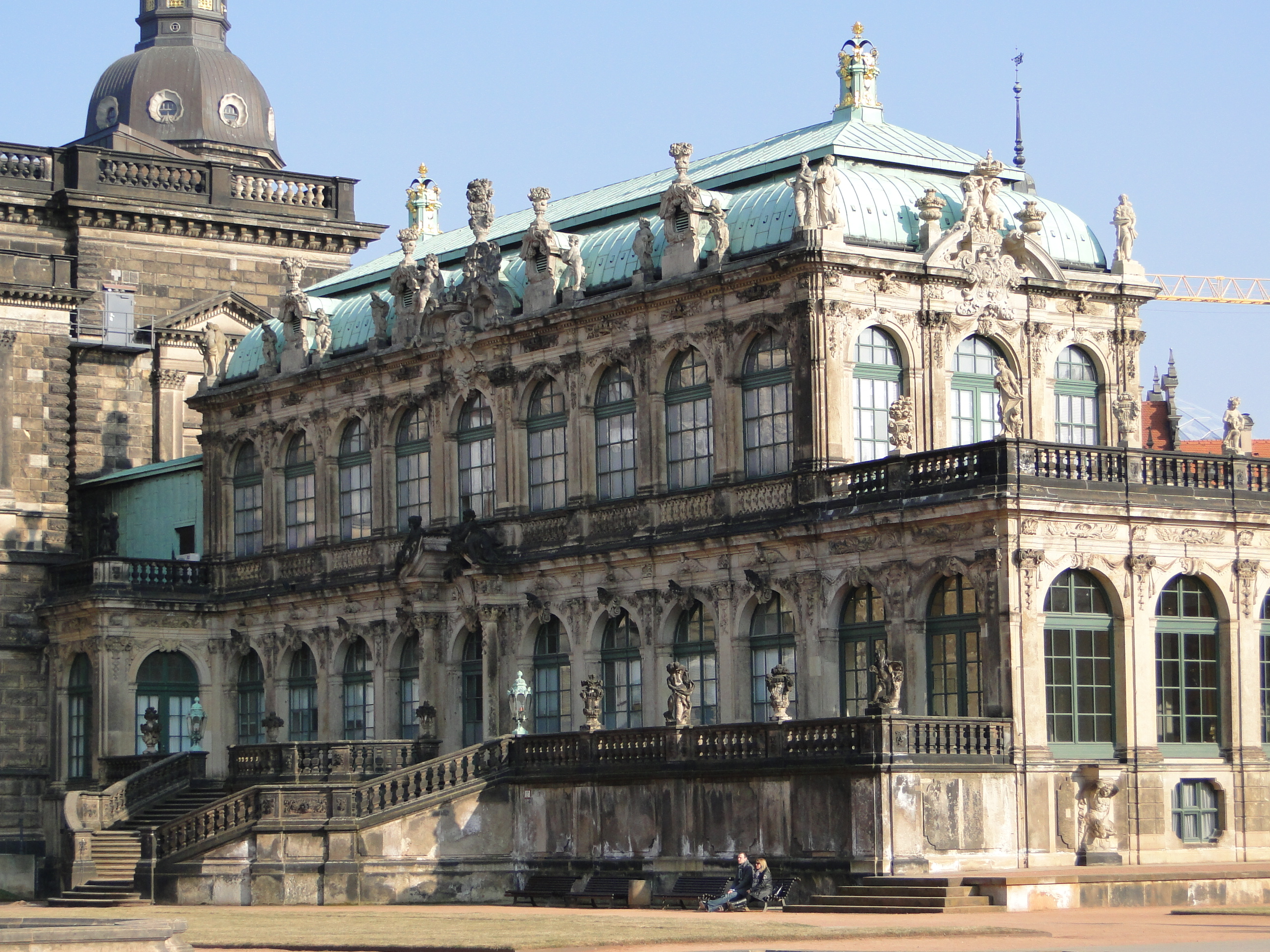
Deutscher Pavillon

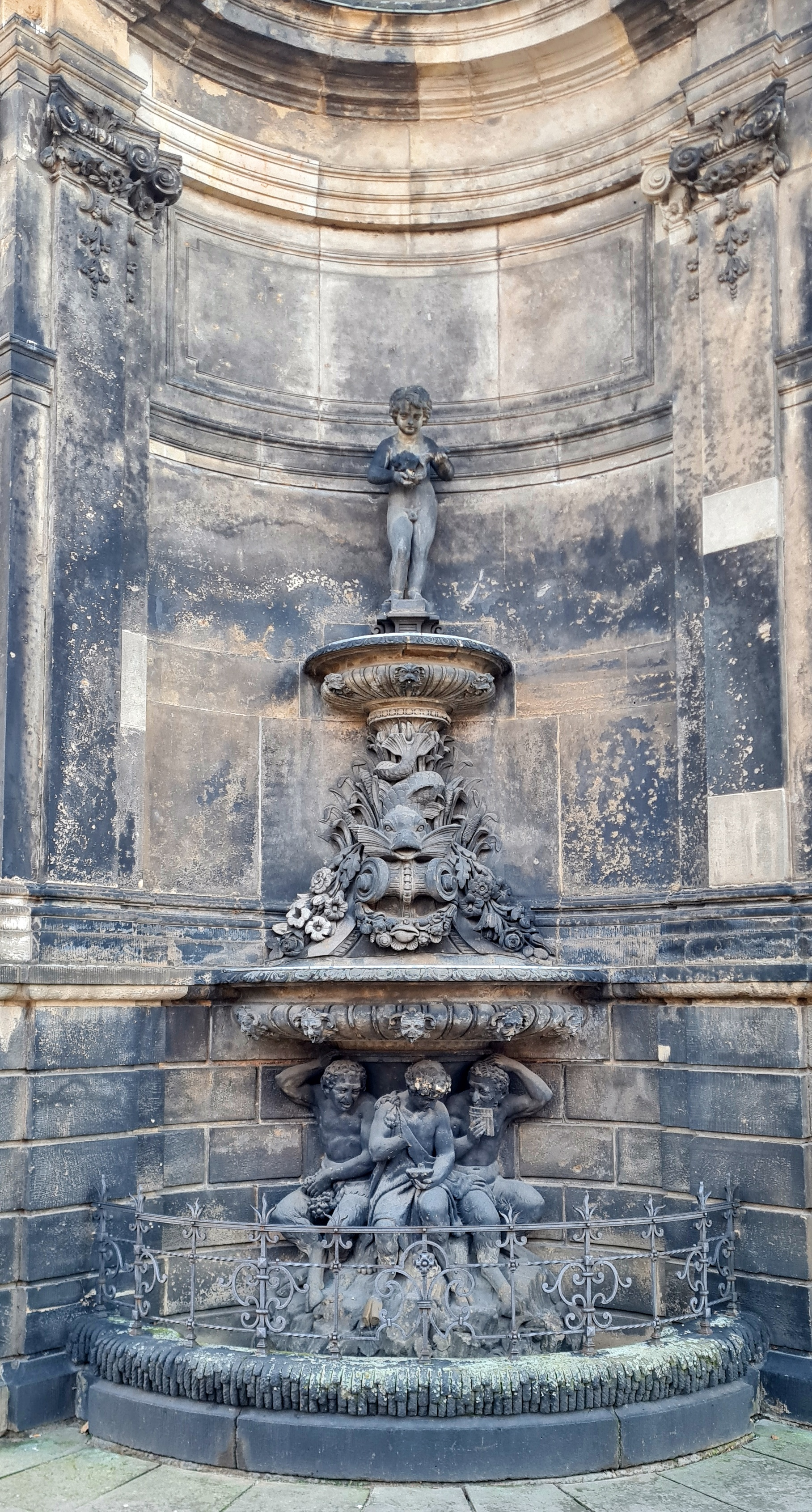
Nischenbrunnen an der Außenseite des Deutscher Pavillons

Der zu den Vermählungsfeierlichkeiten 1719 fertiggestellte Deutsche Pavillon liegt zwischen Stadtpavillon und Sempergalerie. In ihm befinden sich Restaurierungswerkstätten der Staatlichen Kunstsammlungen Dresden. Wie am Porzellanpavillon findet sich auch am Deutschen Pavillon zur Straßenseite hin ein eingeschossiger Anbau mit Oberlicht und je einem Nischenbrunnen. Der Pavillon wurde während der Restaurierung 1854 durch Haenel angefügt.
Beide Nischenbrunnen (ebenfalls von Haenel) haben eine Höhe von 5 Metern und die gleiche Grundgestalt. Die Unterbecken haben eine Breite von 3,4 Metern und eine Raumtiefe von 2 Metern. Zu ebener Erde sitzt eine humorvolle Gruppe von schwatzenden und tragenden Panen, die sich vor dem Wasser schützen. Drei Pane stützen eine halbrunde Schale, die mit fünf Wasser speienden Masken bestückt ist. Darüber findet sich ein Wasser speiender Fisch mit einer Blumenranke, wiederum darüber eine kleinere halbrunde Schale mit drei Wasser speienden Masken. Als Bekrönung steht ein kindlicher Knabe, der einen Strahl aus einer Muschel sendet. Eine wassertechnische Sanierung erhielt bisher nur der Brunnen auf der dem Postplatz zugewandten Seite. 2009 wurde die Anlage wieder in Betrieb genommen. Eine Windsteuerung auf der alten Festungsmauer bewirkt, dass bei zu starkem Wind den oberen Speier abschaltet und das Spritzwasser minimiert.
Ursprünglich grenzte an den Pavillon das in Fachwerk errichtete Redoutenhaus an den Deutschen Pavillon. Kurz vor Beginn des Siebenjährigen Krieges musste das Redoutenhaus einem neuen Flügelbau des Taschenbergpalais weichen, den Friedrich August II. für die Unterbringung seiner Kinder bauen ließ.
Die Freistellung des Deutschen Pavillons zur Stadt hin währte jedoch nur wenige Jahre. An seiner Stelle entstand ein einfaches Wohngebäude, das Carlowitzsche oder Reichenbachsche Haus. Es musste Mitte des 19. Jahrhunderts dem Bau der Sempergalerie weichen. Das 1725 von Pellegrini geschaffene Fresko „Die vier Erdteile“ im Obergeschoss des Deutschen Pavillons wurde beim Brand von 1849 vernichtet.

#### Stadtpavillon

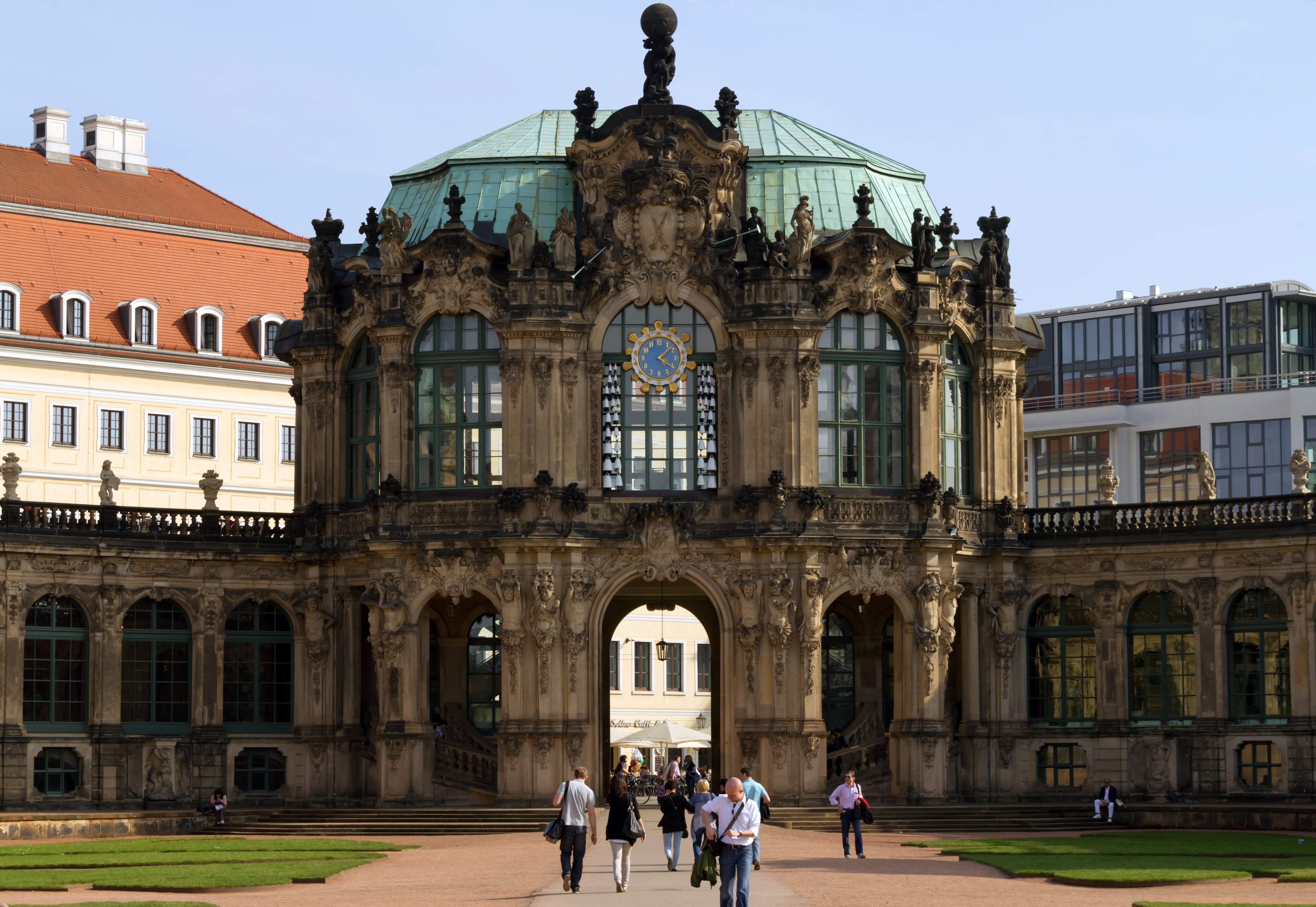
Stadtpavillon

Der Stadt- oder Glockenspielpavillon wurde 1728 bis auf die Bildhauerarbeiten vollendet. Kleinere Arbeiten am Pavillon dauerten bis 1732. Der Pavillon wurde mehrfach beschädigt. Das erste Mal zerstörte ihn 1849 ein Brand des unmittelbar angrenzenden alten Opernhauses, dessen Flammen auf den östlichen Teil des Zwingers übergriffen und dabei auch eine darin befindliche wissenschaftliche Bibliothek zerstörten. Beim Luftangriff 1945 wurde der Pavillon erneut zerstört, sein Wiederaufbau dauerte bis 1955.
Seine Besonderheit ist die Uhr mit einem Glockenspiel aus Meißner Porzellan an der Fassade zum Zwingerhof. Uhr und Glockenspiel wurden 1933 angebracht. Dabei waren alle Porzellanglocken ursprünglich vergoldet und mit einem unteren weißen Rand versehen. Während die Uhr den Zweiten Weltkrieg fast unbeschadet überstand, wurden viele der goldenen Porzellanglocken zerstört und nur wenige blieben erhalten. Bereits vor dem Zweiten Weltkrieg hatte man das Glockenspiel von ursprünglich 24 auf 40 vergoldete Porzellanglocken (ebenfalls aus Meißen) erweitert. Beim Wiederaufbau des Pavillons erhielt das Glockenspiel dann erneut 40 Porzellanglocken nun in weißer Farbe. Heute spielt das Glockenspiel zu jeder Viertel-, halben, Dreiviertel- und vollen Stunde die Stundenschlagmelodien von Günter Schwarze (Originalkomposition für das Dresdner Glockenspiel, 1994). Zusätzlich sind je nach Jahreszeit zu festgelegten Zeiten bekannte Melodien zu hören. Direkt am Durchgang vom Glockenspielpavillon erinnern zwei Stolpersteine an die beiden Künstler Max Hermann Dietze und Ernst Fritz Gottschling, welche im Jahre 1933 von der Porzellanmanufaktur Meißen beauftragt waren, das Glockenspiel in den Pavillon einzubauen und später wegen ihres Glaubens Opfer des Nationalsozialismus wurden.
Eine Hörprobe des heutigen Glockenspiels um 12 Uhr (673 kB).ⓘ
Ähnlich wie sein Gegenüber, der Wallpavillon, dient auch das Erdgeschoss des Glockenspielpavillons dem Durchgang, nur muss dabei nicht die Höhe des Walls überwunden werden. Ursprünglich stellte er den Hauptzugang von der Stadt zum Zwinger dar. Im Inneren führen je zwei Treppenarme im Halbrund zu den auf Sockelhöhe befindlichen Eingängen in die anschließenden Bogengalerien. Auf der Straßenseite bestand bis 1826 eine monumentale doppelläufige Außentreppe zum Obergeschoss. Sie wurde vermutlich aus Verkehrsgründen abgerissen. Seitdem kann der Zugang zum Saal im Obergeschoss nicht mehr durch das mit einem reichen Giebel bekrönte Mittelportal erfolgen, sondern durch Seiteneingänge von der Terrasse auf den Bogengalerien.
Statuen und Schmuck des Glockenspielpavillons ähneln sehr denen des Wallpavillons. Allerdings stellen die Figuren häufiger Heroen der griechischen Sage und seltener Götter dar. Unter den Plastiken finden sich unter anderem Perseus, Andromeda, Paris und Helena. Den Pavillon bekrönte ursprünglich die Figur Herkules mit der Keule. Sie wurde beim Brand von 1849 zerstört und danach durch eine Kopie des Herkules mit der Weltkugel vom Wallpavillon ersetzt. Die Satyrhermen an den sechs Pfeilern der Eingänge zum Innenhof hin stammen nicht aus der Bauzeit des Pavillons; sie wurden erst zwischen 1783 und 1795 durch Johann Baptist Dorsch, Thaddäus Ignatius Wiskotschill und Johann Christian Feige aus den stehengebliebenen Bossen gemeißelt. Sie schufen unter der Leitung des Hofkondukteur Johann Daniel Schade (1730–1798) auch das Wappenschild am Giebel des Stadtpavillons.

#### Porzellanpavillon

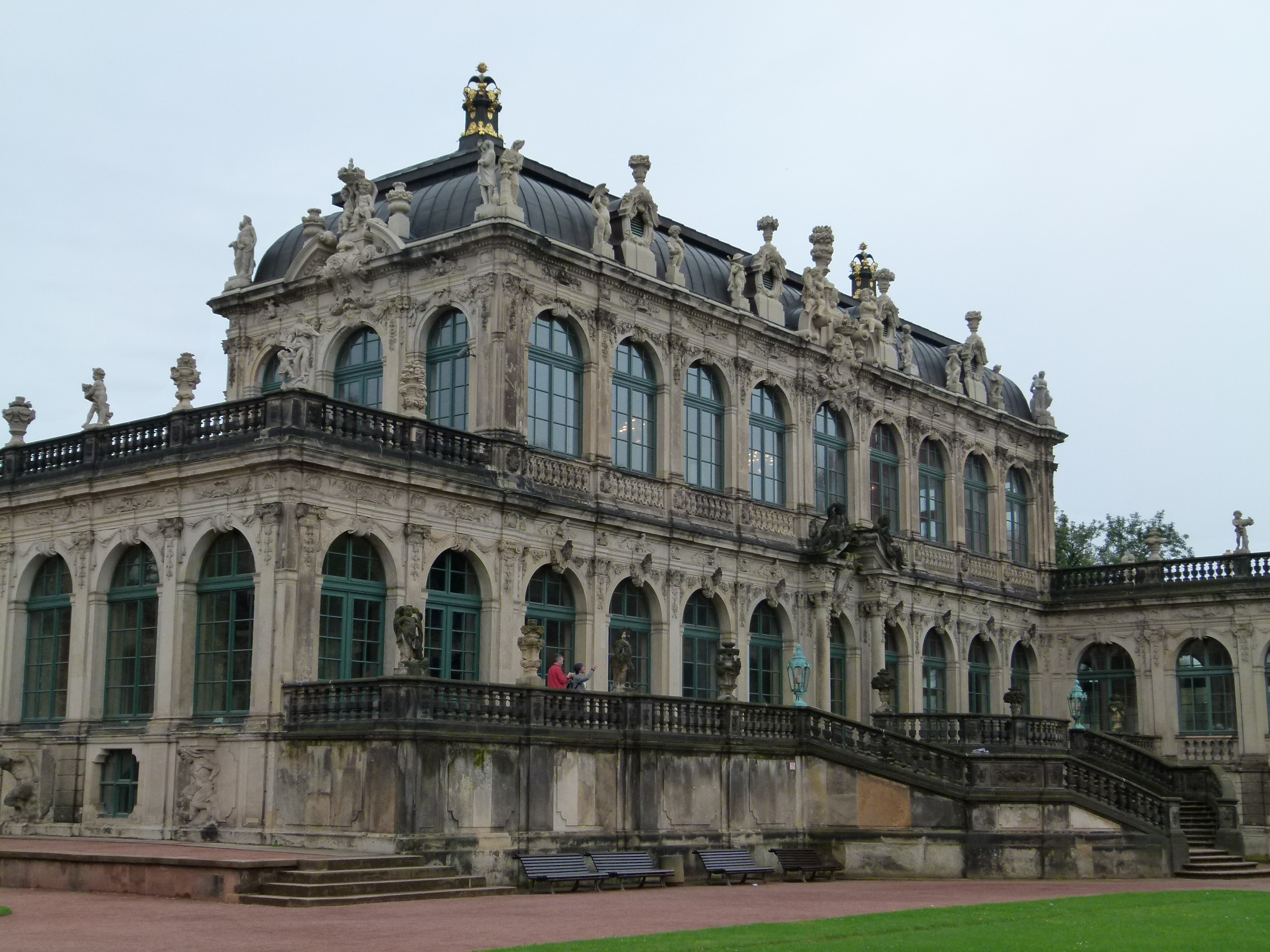
Porzellanpavillon

Der zu den Vermählungsfeierlichkeiten 1719 fertiggestellte Porzellanpavillon liegt zwischen Langgalerie und Glockenspielpavillon und beherbergt die Dresdner Porzellansammlung. Im Jahre 1939 wurden erstmals Porzellane in diesem Pavillon ausgestellt, der früher Naturwissenschaftlicher Pavillon genannt wurde. Seit 1962 beherbergt der Porzellanpavillon wieder die bei Kriegsbeginn ausgelagerten Ausstellungsstücke.
Wie am Deutschen Pavillon findet sich auch am Porzellanpavillon zur Straßenseite hin ein eingeschossiger Anbau mit Oberlicht und einem Nieschenbrunnen (siehe Deutscher Pavillon). Er wurde während der Restaurierung in den 1850er Jahren durch Haenel angefügt. Ursprünglich grenzte hier das 1849 abgebrannte alte Opernhaus an, das vom Pavillon aus zugänglich war. Das 1725 ausgeführte Deckenfresko „Das Bankett der Götter“ von Giovanni Antonio Pellegrini zierte bis zu seiner Zerstörung beim Brand im Jahr 1849 das Obergeschoss.

### Galerien

#### Bogengalerien
Vier einstöckige Bogengalerien verbinden die vier Eckpavillons mit dem Wall- und dem Stadt- bzw. Glockenspielpavillon. Sie bestehen aus je 16 Bögen, zehn in der Geraden und sechs im Viertelrund. Bis zur Aufgabe des Orangeriegedankens waren sie zur Überwinterung tropischer Gewächse vorgesehen. Deshalb erhielten sie zunächst nur eine hölzerne Überdachung, die in der warmen Jahreszeit abgenommen werden konnte. Nach Wegfall der Zweckbestimmung und Wetterschäden im Bau erhielten die Bogengalerien im Jahre 1723 eine feste Bedachung. Vor den Bogengalerien befindet sich ein wenige Meter breiter Umgang, zu dem vom Zwingerhof vier Stufen emporführen. Darüber erhebt sich der Sockel der Bogengalerien; sein Hauptschmuck sind Faunkonsolen unter der Mitte der Bogenfenster. Kugelförmig geschnittene Orangenbäumchen in Kübeln aus Meißner Porzellan wurden früher darauf aufgestellt. Wie die Langgalerien schließt nach oben hin eine Attika auch die Bogengalerien ab. Baluster und Pfeiler gliedern sie. Auf den Pfeilern sind abwechselnd Putten und Vasen aufgestellt.

#### Langgalerien

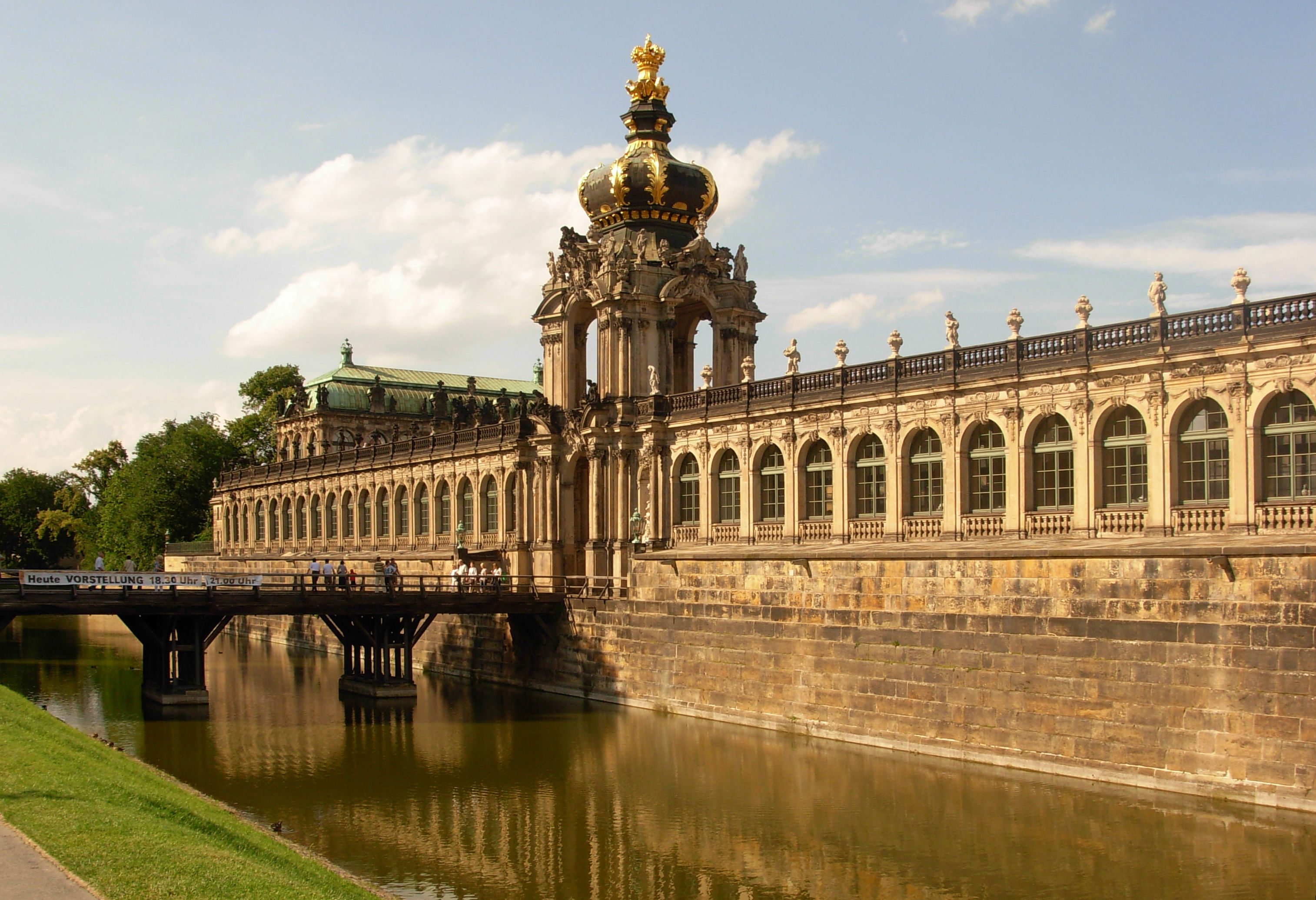
Langgalerien am Kronentor (Außenseite)

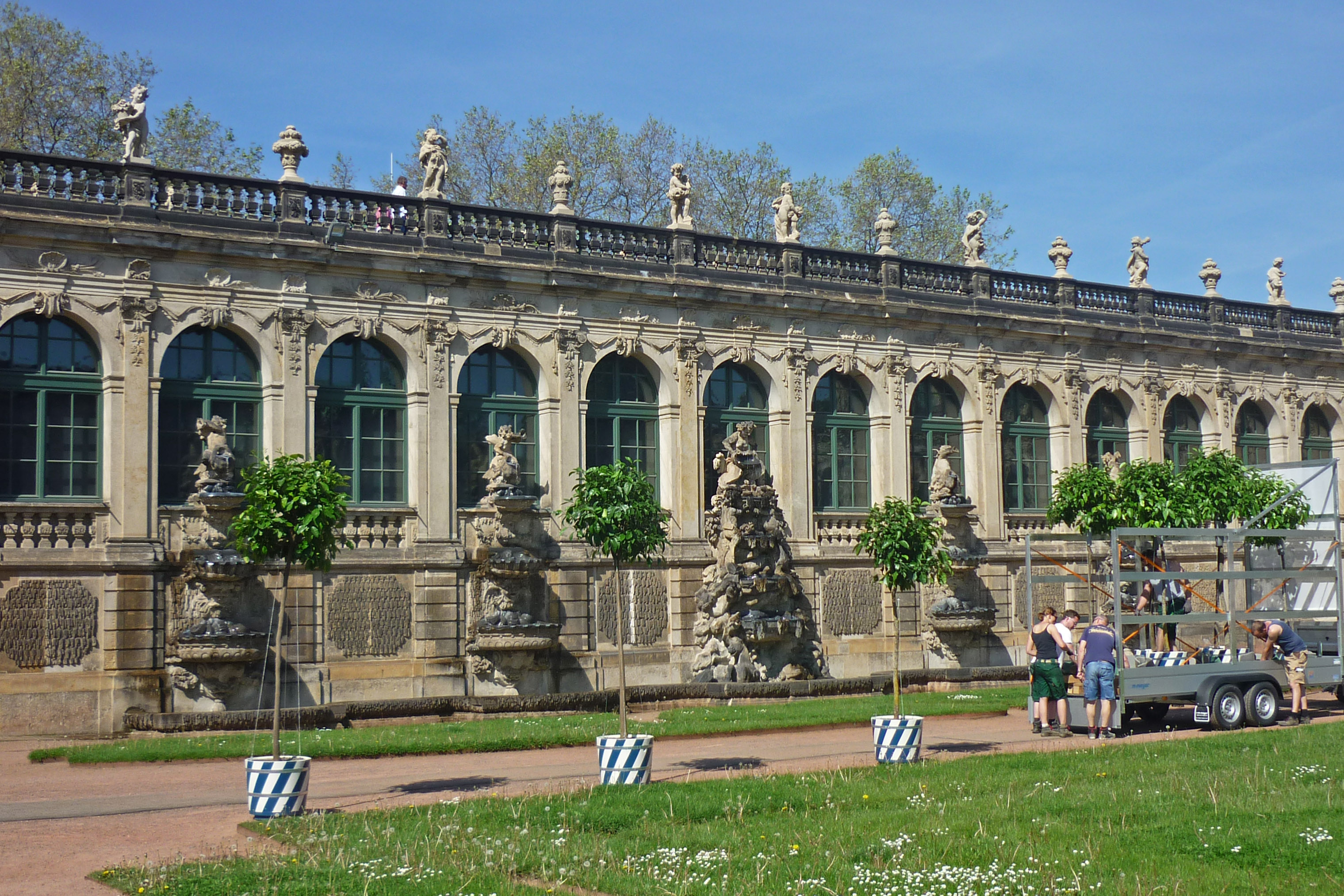
Langgalerie (Innenseite)

Zu beiden Seiten des Kronentors schließen sich einstöckige Langgalerien an. Diese entstand zwischen 1714 und 1718. Auf der Außenseite stehen ihre Sockel vollständig in der Festungsmauer und ihre Bögen gehen unmittelbar daraus hervor. Auf dieser Seite bestehen die Langgalerien aus je 18 Bögen, davon sind drei den Schmalseiten der Pavillons vorgelagert.
Zum Zwingerhof beleben je fünf Brunnen die Fassade der Langgalerien. Als Schöpfer dieser Brunnenanlage werden Johann Christian Kirchner und Johann Joachim Kretzschmar genannt. Etwa in der Mitte, vom Kronentor aus unter dem siebten der je 15 Bogenfenster, befindet sich die jeweils größte Wasserkaskade; sie bekrönt ein fischschwänziger, wasserspeiender Triton, dessen Wasser sich durch vier mit Seegetier und Hippokampen reich verzierte Becken ergießt. Etwas niedriger sind die übrigen acht Brunnen, sie finden sich zu beiden Seiten der zwei Mittelkaskaden im Abstand von zwei beziehungsweise vier Bögen. Je ein Tritonenkind bekrönt diese aus drei Becken bestehenden Kaskaden. In der Darstellung gibt es keine Wiederholungen. Jeder Brunnen ist einzigartig. Ein gemeinsames ebenerdiges und 30 Meter langes Becken fängt das Wasser der fünf Brunnen einer Langgalerie auf. Eine Nutzung der Wandbrunnen erfolgte nur spärlich, da das Spritzwasser die Gebäudefronten stark durchfeuchtete, deshalb wurde der Betrieb zeitweise eingestellt. Inzwischen sorgt ein Anemometer dafür, dass die Wasserzufuhr bei zu starkem Wind unterbrochen wird und somit die Gebäudefront nicht übermäßig mit Nässe in Berührung kommt. Bis 2007 (links des Kronentors) bzw. 2013 (rechts des Kronentors) wurden die Brunnen saniert.
Wie unter den Fensterbögen der Bogengalerie findet sich auch unter den jeweils ersten Fensterbögen am Kronentor beziehungsweise an den Eckpavillons eine Faunskonsole zur Aufstellung von Orangenbäumchen. Nach oben hin schließt eine Attika die Langgalerien ab, Baluster und Pfeiler gliedern sie. Auf den Pfeilern sind abwechselnd Putten und Vasen aufgestellt. Aus dem Durchgang des Kronentors führt jeweils eine kurze Treppe ins Innere der Langgalerien. Ein Teil der Porzellansammlung ist in der südlichen Langgalerie ausgestellt. Gestaltungsgrundlage für die Langgalerie war das Motiv einer Grottenwand, wie von den Villen um Frascati und der Arkadenfolge des Wassertheaters von Carlo Maderno, errichtet 1607 bis 1625 in der Villa Torlonia (ehemals Familie Ludovisi-Conti). Statt der Nischen des Vorbilds wurden jedoch bei der Dresdner Langgalerie Fenster mit Rundbogenabschluss verwendet.

#### Sempergalerie

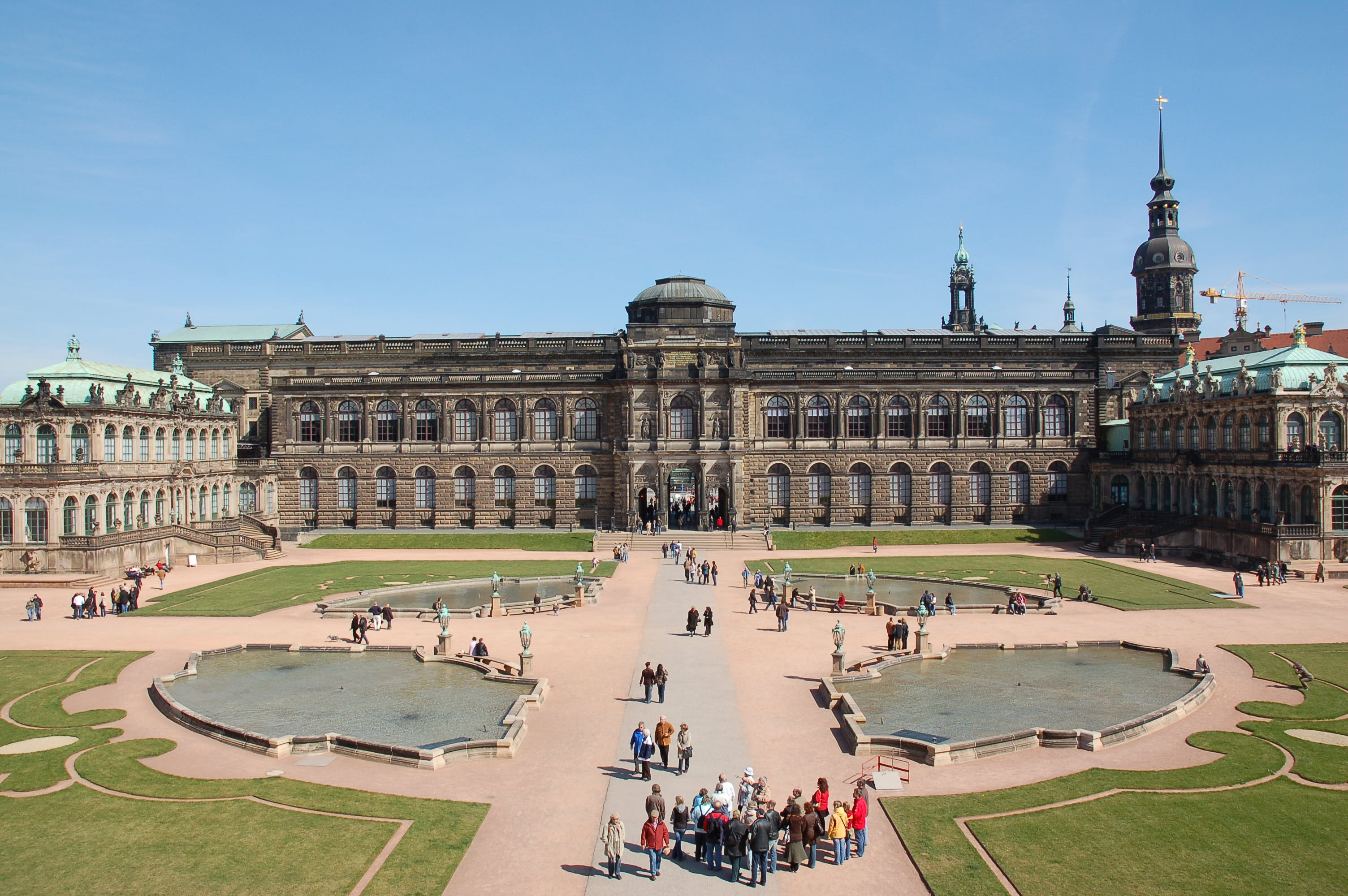
Blick über den Innenhof des Zwingers auf die Sempergalerie

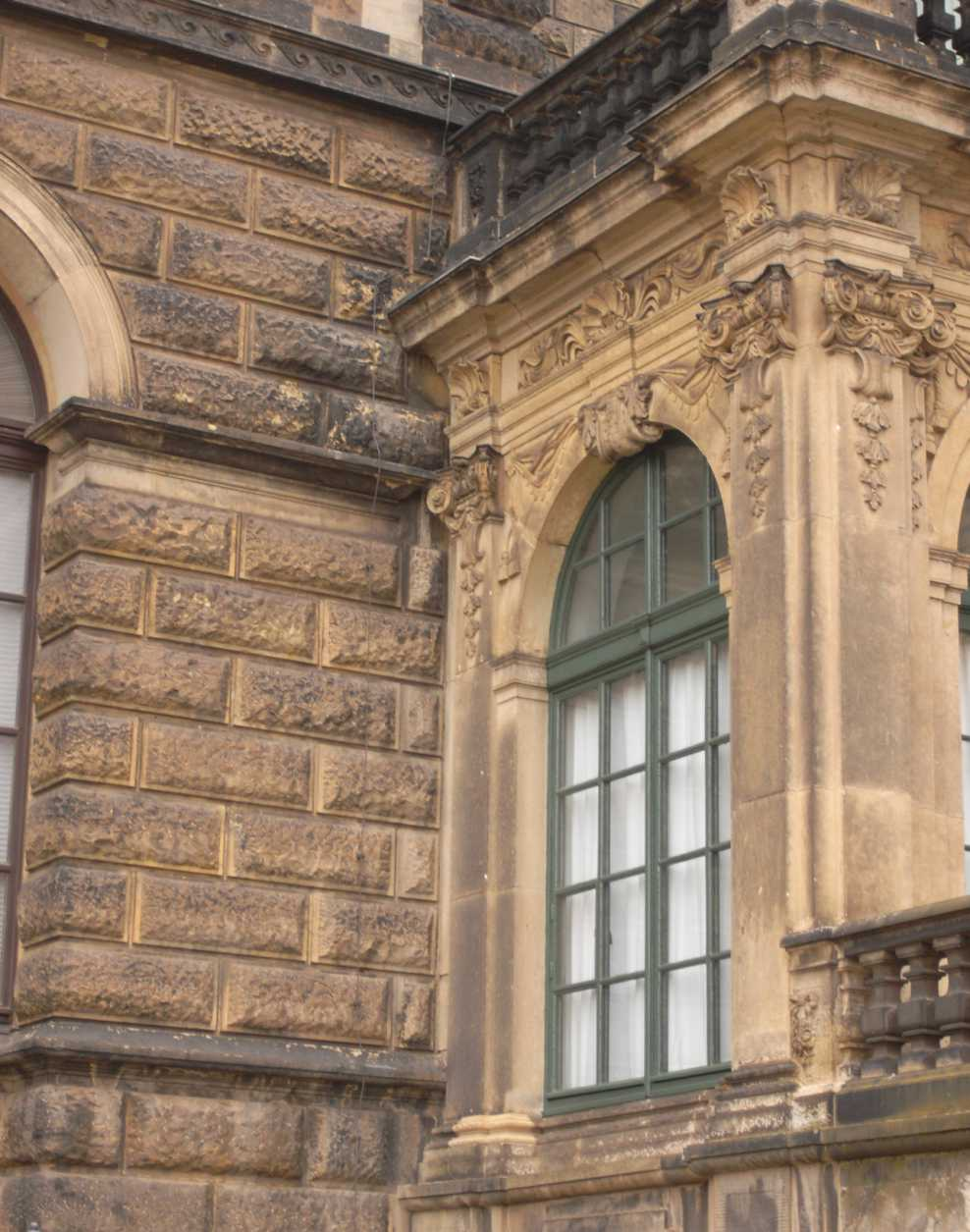
Architekturübergang zwischen neostilistischen und barocken Gebäuden im Zwinger

Der nach Plänen des Architekten Gottfried Semper bis 1854 errichtete Museumsbau im Stil der italienischen Hochrenaissance begrenzt den Zwinger nach Nordosten zum Theaterplatz hin. Zuvor bestand dort nur eine barocke Begrenzungsmauer. Die Sempergalerie wird auch Semperbau genannt und beherbergt die Gemäldegalerie Alte Meister. Bis zu deren Umzug ins benachbarte Residenzschloss Ende 2012 war darin auch die Rüstkammer untergebracht.
Mit 127,35 Meter Länge und 23,77 Meter Höhe ist die Sempergalerie das größte Gebäude des Zwingerkomplexes. Aber nicht nur im Hinblick auf die Dimension des Gebäudes, sondern auch in ihrer Fassadengliederung stellt die Architektur der Sempergalerie einen jähen Bruch zum barocken Werk Pöppelmanns dar. Die neostilistische Fassade vermittelt mit ihren betont geometrischen Fenster- und Bogenelementen sowie dem schweren Bossen-Mauerwerk eine strenge Sachlichkeit von fast imperialer Wirkung. Dagegen steht der festlich wirkende Barock der Zwingerbauten mit seinen verspielten Schmuckelementen und den mitunter ironisch anmutenden Figuren für eine zierliche Leichtigkeit und demonstriert eine Nähe zur Idee des Lustgartens. Das Zwingermotiv der Fensterreihen nimmt die Sempergalerie dagegen mit stilistischen Änderungen auf. Auch eine stärkere Korrespondenz zum Kronentor hatte Semper mit einer höheren Kuppel beabsichtigt; auf Wunsch der Galerieleitung erhielt der Semperbau jedoch eine Flachkuppel, die den Bau nur um 8,97 Meter überragt und diese Funktion nicht erfüllt.
Die Sempergalerie ist nur im Erdgeschoss mit den beiden angrenzenden Eckpavillons, dem Deutschen und dem Französischen Pavillon, verbunden. Eine Terrasse verknüpft im Obergeschoss die Bauten, betont aber deren Eigenständigkeit.
Den Mittelrisalit der Sempergalerie dominiert ein dreifacher Portikus in Form eines Triumphbogens. Er stellt einen weiteren Zugang zum Zwingerhof dar und liegt in der vom Kronentor zum bronzenen Reiterstandbild König Johanns von 1889 auf dem Theaterplatz verlaufenden Achse.

### Garten- und Wasseranlagen

#### Gärten im Zwingerhof

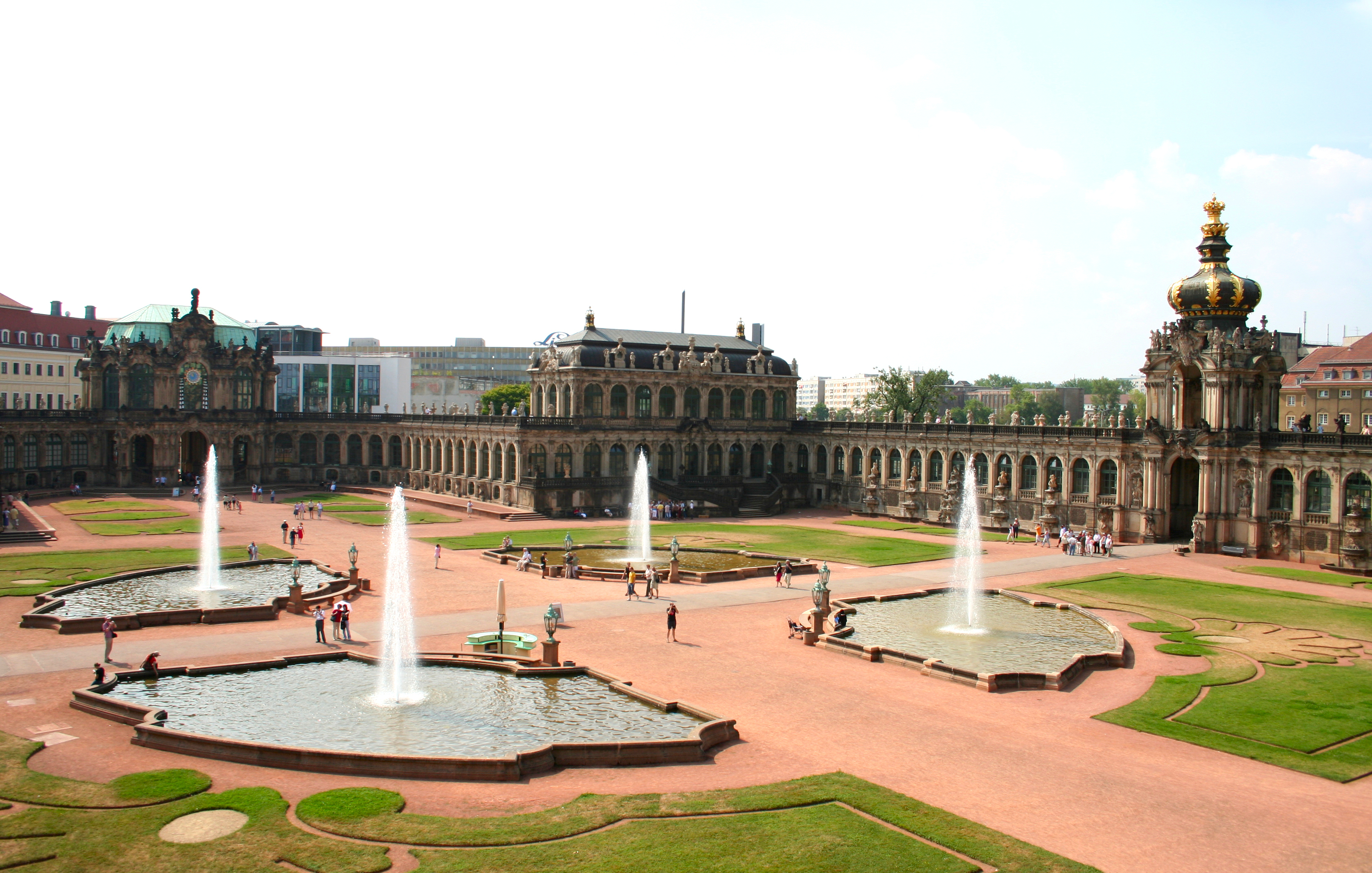
Grünanlagen im Zwingerhof

Die Gartenanlagen des Zwingers haben ihre beabsichtigte Größe und Gestaltungsvielfalt nie erreicht. An der bis in das 19. Jahrhundert offen gehaltenen Nordostseite des Zwingers sahen verschiedene Planungen, unter anderem von Pöppelmann, die Verlängerung der Hauptachse, beim Kronentor beginnend, bis zum Elbufer an der Stelle des heutigen Italienischen Dörfchens vor. Der ebenso planerisch vorbereitete Residenzschlossneubau hätte so an seiner Nordwestseite einen Lustgarten erhalten, der sich mit den großen europäischen Vorbildern hätte messen können. Zeitweilig prägte der Orangeriebau (heutiger Zwinger) die Gesamtpläne mit gartenbaulicher Priorität. Folgerichtig sprach man in jener Zeit vom Zwingergarten oder der Orangerie. Im Verständnis der Zeit seiner Entstehung handelt es sich um einen Garten und nicht um ein Einzelbauwerk. Diese frühere Funktion ist im heutigen Zwingerareal nicht mehr vordergründig erkennbar.

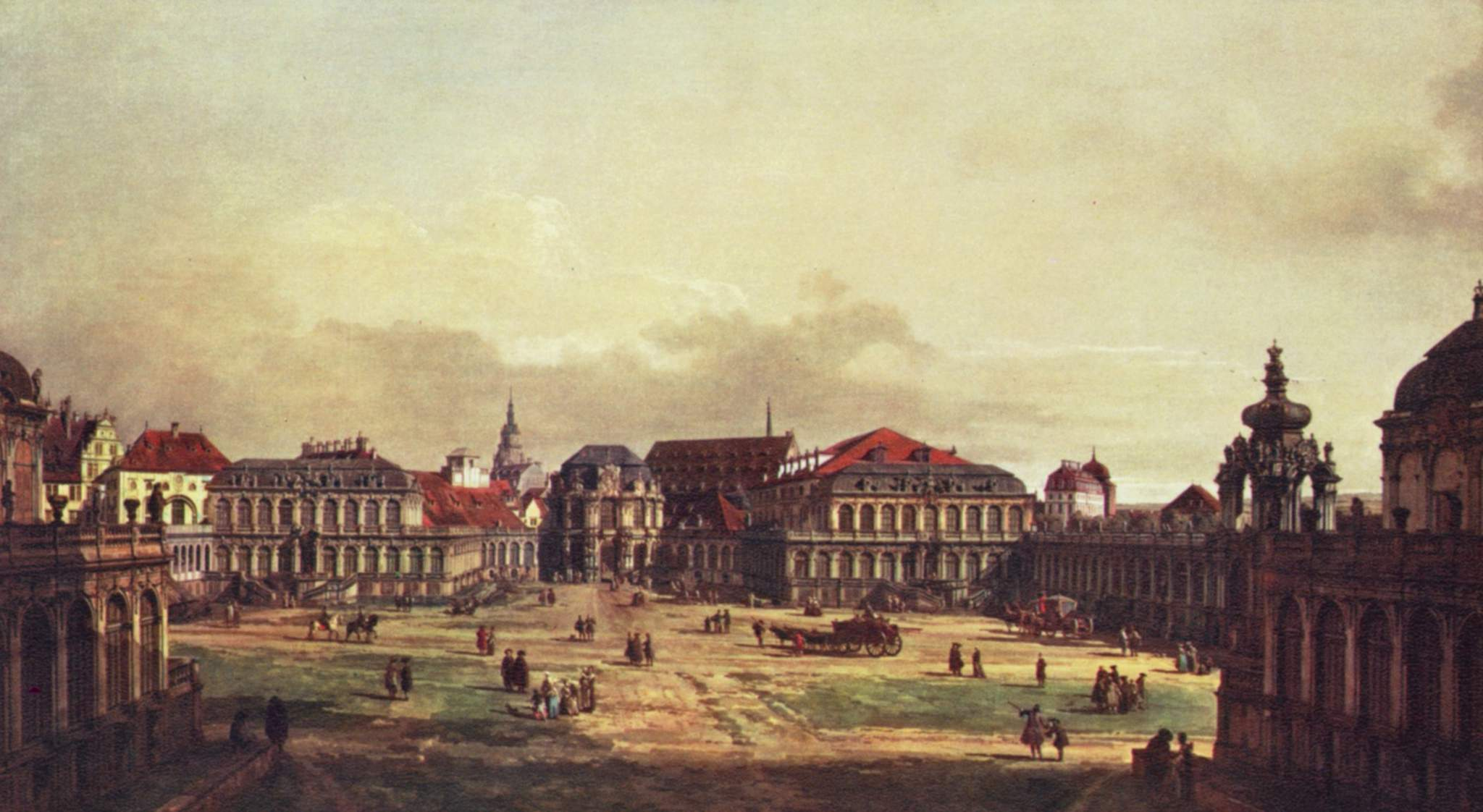
Wie auf dem Ölgemälde von Canaletto zu sehen, gab es im 18. Jahrhundert noch keine Gartenanlagen im Zwingerhof

Den Planungen Pöppelmanns zufolge sollte in der Mitte des Zwingerhofs ein kleiner Platz liegen, den vier flache Bassins umsäumen. Zwischen ihnen verlaufende Wege sollten die Achsen vom Kronentor zum Durchgang durch die Sempergalerie sowie vom Wall- zum Glockenspielpavillon betonen. Hinter den Bassins plante er jeweils Broderieparterre und vor der Sempergalerie, den Langgalerien sowie vor den Bogengalerien zum Glockenspielpavillon hin Rasenflächen. Die damaligen Planungen sind in einem Grundriss vom Kupferstecher Christian Friedrich Boetius aus dem Jahre 1729 überliefert. Das Konzept Pöppelmanns kam Anfang des 18. Jahrhunderts nicht zum Zuge, weil der Raum für höfische Feste benötigt wurde.
In der dem Barock folgenden Epoche des Klassizismus verlor der Zwinger erheblich an Bedeutung. Sein Innenhof enthielt zwischen 1746 und 1748 einen hölzernen Theaterbau, den das Volk nutzte. Danach litten die inneren Gartenanlagen durch Kriegsfolgen beziehungsweise -nutzungen. In der Folge war der Zwingerhof für die Dresdner Bevölkerung ein öffentlicher Verkehrsraum, den auch Kutschen durchquerten.
Im 19. Jahrhundert wurden der Gestaltung des Zwingerhofs wieder mehr Aufmerksamkeit gewidmet und neue Gartenanlagen angelegt. Die gärtnerische Ausstattung des Zwingerhofs begann um 1823. Unter Carl Adolph Terscheck wurden kleine runde Teiche im Biedermeier-Stil mit niedrigen Mittelfontänen angelegt. Das waren die ersten Wasserspiele im Zwingerhof, sie waren umsäumt von Orangenbäumchen in Kübeln. Auch die Faunkonsolen an den Bogengalerien wurden wieder gemäß der ursprünglichen Intention genutzt und kleine Orangenbäumchen darauf abgestellt. Der Hofgartendirektor Gustav Friedrich Krause legte 1876 den Garten nochmals neu an und bepflanzte den Rasensaum mit Rosen und Clematis.

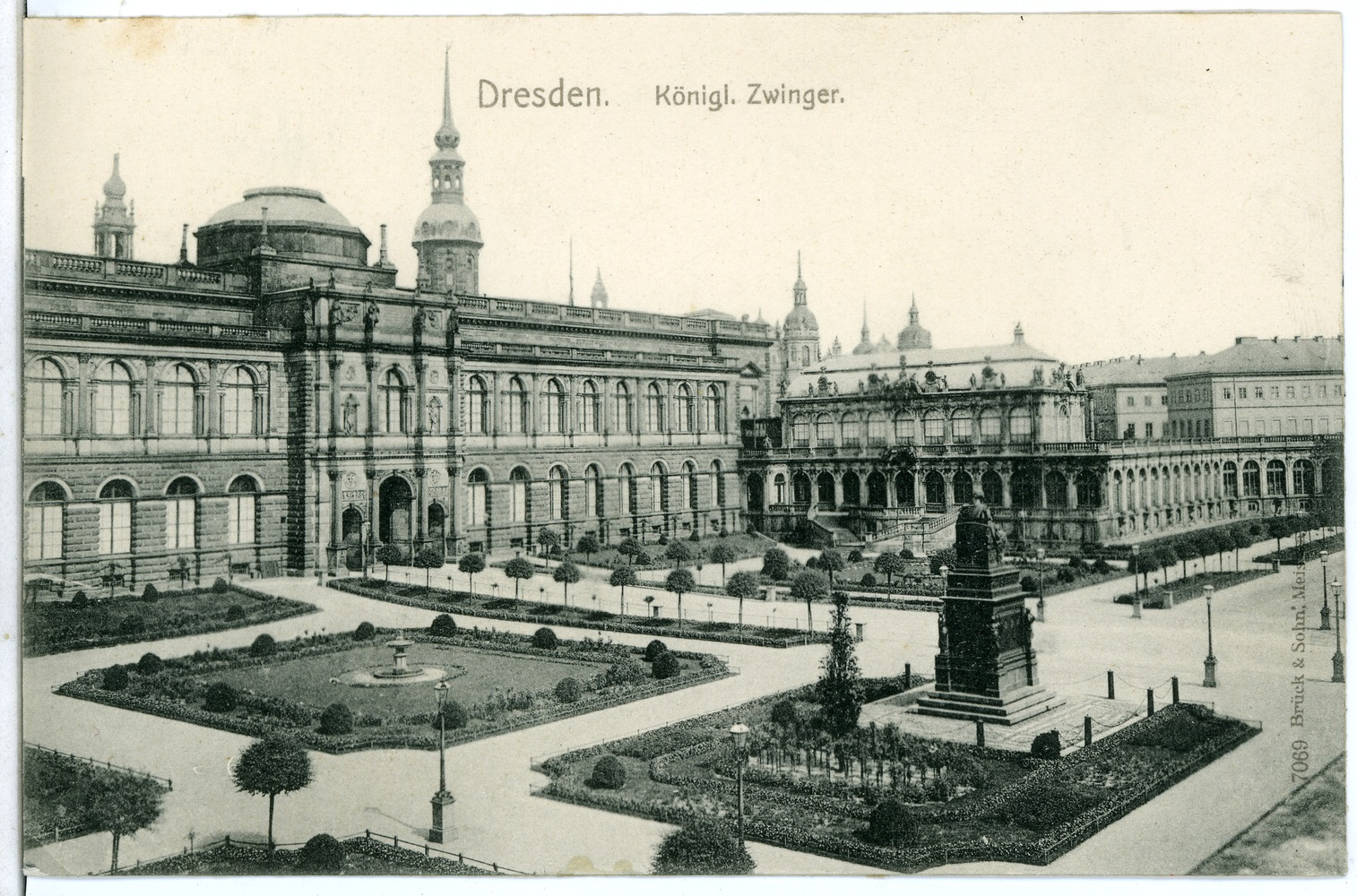
Ansicht 1906 mit den Wasserglockenbrunnen

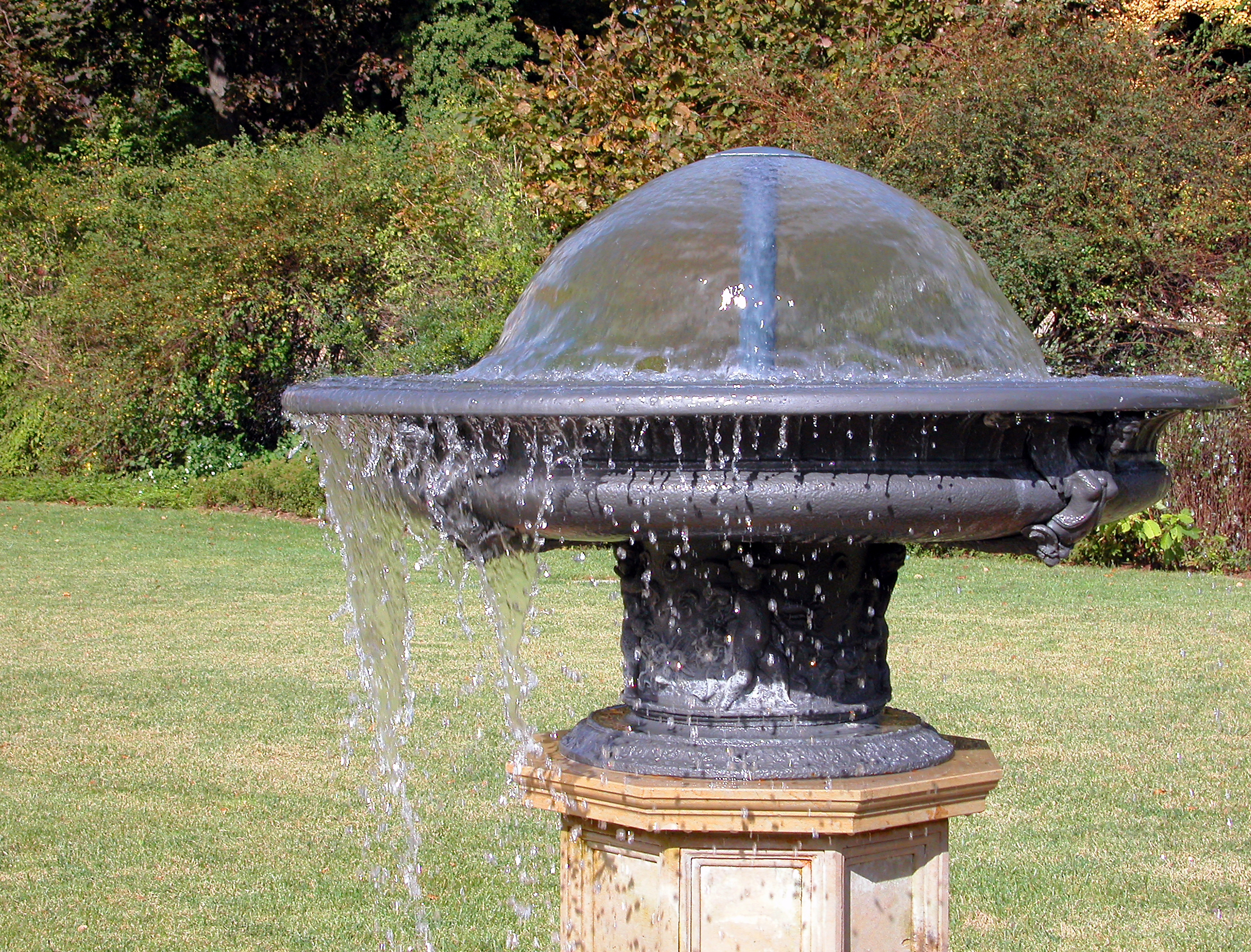
Wasserglockenbrunnen aus dem Zwingerhof, heute in Dresden-Pillnitz

Anfang des 20. Jahrhunderts wurden vier Wasserglocken in gusseisernen Schalen symmetrisch im Zwingerhof angeordnet. Zwei der Schalen stehen heute auf dem Pillnitzer Platz in Pillnitz.
Erst im 20. Jahrhundert unternahm Hubert Ermisch den Versuch, den Zwingerhof im Sinne Pöppelmanns zu gestalten. Der Zwingerhof erhielt während der Restaurierungsarbeiten 1924–1936 im Wesentlichen das heutige Gesicht. Dafür wurden vier symmetrisch angeordnete Springbrunnen mit profilierten Beckenwangen aus Sandstein geschaffen und die Brunnen mit jeweils einer Mittelfontäne besetzt. Die einst geplante Gartenanlage spielte bei der Neugestaltung damals eine geringe Rolle. Gespeist wurden die Brunnen und Fontänen mit dem Untergrundwasser der Elbe, welches aus den eigens dafür erstellten zwei Tiefbrunnen mit Pumpen herauf gepumpt wurde. Dieses System wurde nach den Zerstörungen des Zweiten Weltkriegs wiederhergestellt. Nach der Jahrtausendwende wurde in jedes der vier Hofbecken eine eigene Unterwasserpumpe installiert. Eine Befüllung der Becken ist nach wie vor über die Tiefbrunnen möglich, jedoch auch wahlweise über das städtische Trinkwassernetz.

#### Gärten auf dem Wall mit Zwingerteich und Zwingergraben
Auf einem Kupferstich Pöppelmanns von 1729 kann rund um den Wallpavillon auf dem Befestigungswall einen Garten erkennen, darin auch ein nierenförmiges Wasserbecken mit einer Einzelfontäne. Nach Überlieferungen soll es als Wasserreservoir gedient haben. Nachdem die Befestigungsanlagen Dresdens aufgegeben und der Festungsgraben im Jahre 1812 zugeschüttet worden waren, ergaben sich hier neue Gestaltungsmöglichkeiten. Vor dem Kronentor und den Langgalerien legte Carl Adolph Terscheck im Jahre 1819 Boskette an. Die Festungsmauern der Bastion Luna und hinter dem Wallpavillon wurden teilweise geschleift und der Zwingerteich westlich der Bastion angelegt.
Im Zuge des Rückbaus der Brunnenanlagen im Grottensaal entstand an Stelle des nierenförmigen Wasserbeckens ein rechteckige Becken mit abgerundeten Ecken in seiner heutigen Gestalt. Darin befand sich ein Dreistufenbrunnen, der üppig mit Wasser gespeist wurde. Es handelt sich wohl um eine Brunnenskulptur aus dem ehemaligen Grottensaal. Dieser Brunnen wurde 1945 zerstört. Im Zuge der Wiederherstellung des Zwingers nach 1945 erhielt das Becken einen neuen Brunnen mit einer auf Delphinen gestützten Brunnenschale, ein Werk von Fritz Schlesinger. Eine stilisierte Jacobsmuschel, ausgekleidet mit einer Bleidichtung, gelagert auf nach oben gestreckten Schwanzflossen von vier Delphinen und mit maritimer Ornamentik geziert, wird von einer mehrstrahligen Düse gekrönt. Die Herkunft des Schalenunterbaus ist nicht dokumentiert, kann aber der ehemalige Unterbau aus dem Grottensaal sein.

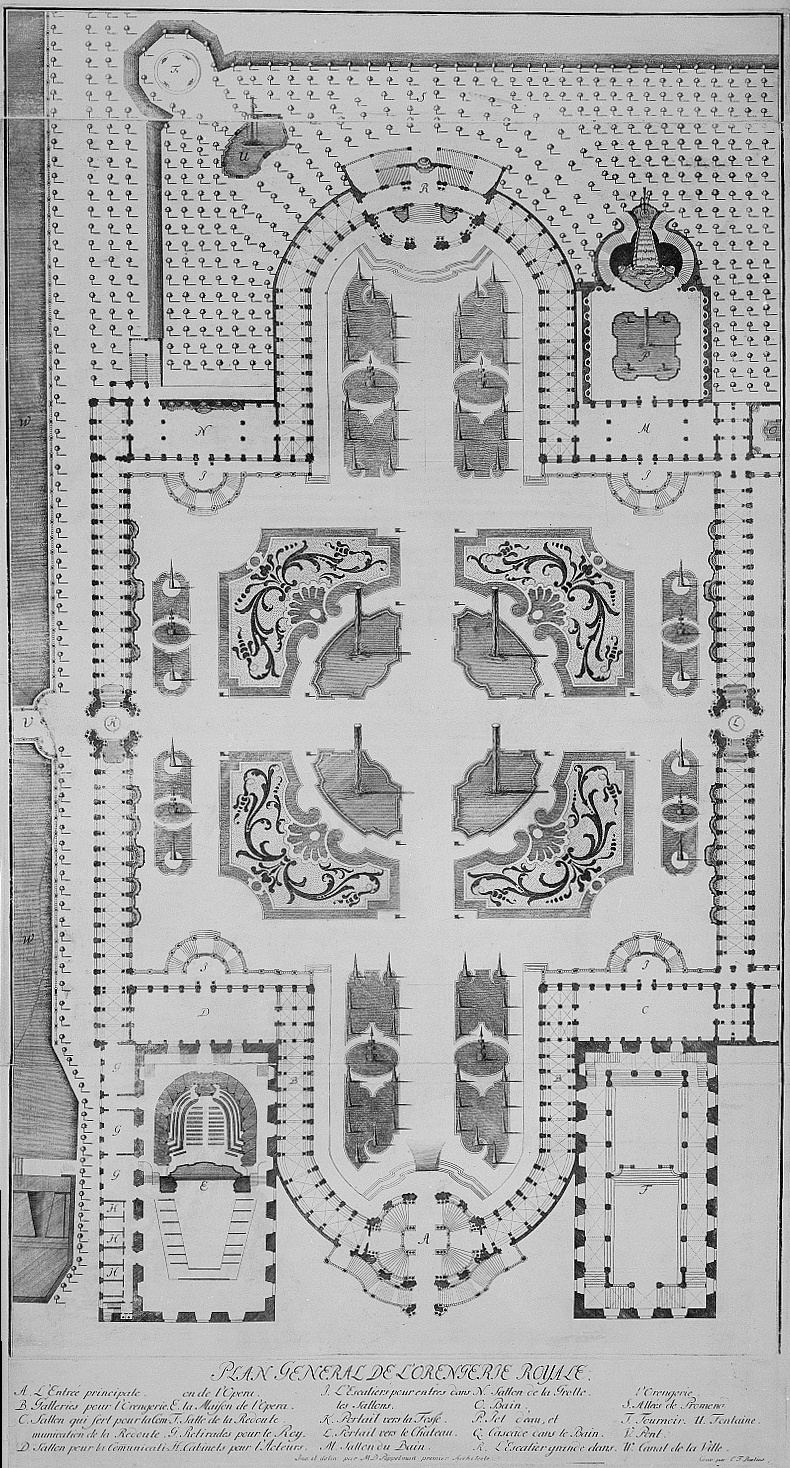
Plan Pöppelmanns mit dem Garten auf dem Befestigungswall (oben) und dem nierenförmigen Brunnen (1729)
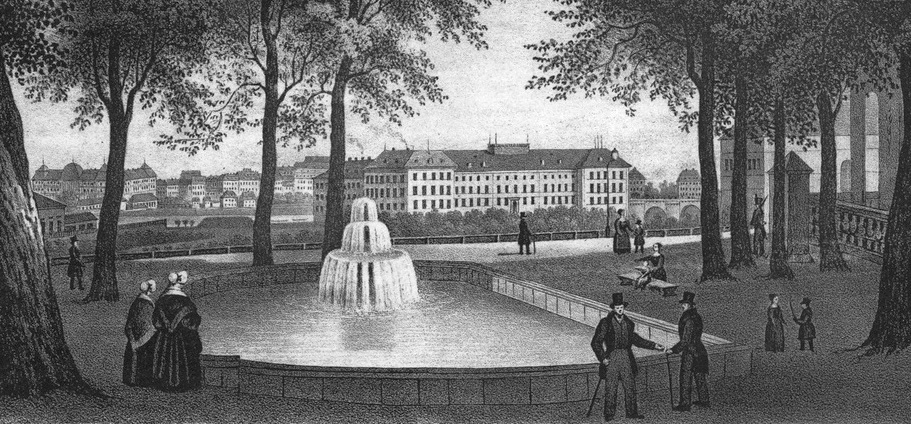
Ansicht mit dem Dreistufenbrunnen (1844)
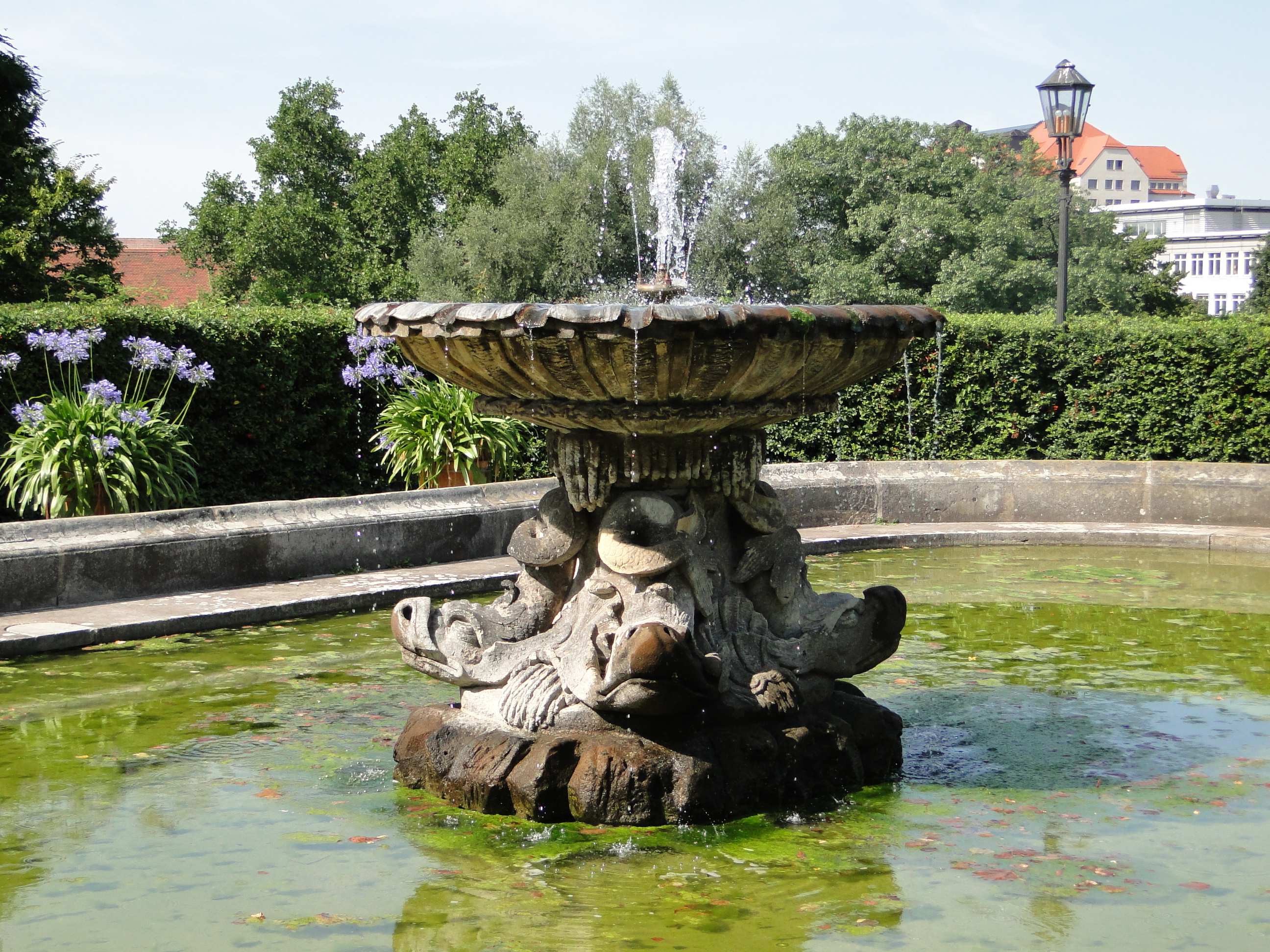
Heutiger Schalenbrunnen (2009)

Die Unterhaltung und Pflege des Zwingerteiches waren problematisch: Das Wasser wurde durch den in der Nähe vorbeilaufenden Weißeritzmühlgraben verunreinigt, was zu Geruchsbelästigungen führte. In der Sitzung der Stadtverordneten vom 23. September 1886 wurde ein Antrag gestellt, die üblen Ausdünstungen des Zwingerteiches zu beseitigen. Der Zwingerteich wurde im Sommerhalbjahr zunächst mit den Abfallwässern aus den Springbrunnen vor dem Museum und Zwinger sowie mit dem Hochstrahl der Wasserleitung im Teich selbst gespeist. Mehrfach musste der sich bildende Schlamm beseitigt werden. Die marode Uferbefestigung war zu erneuern.
Im Zwingerteich befand sich die größte Dresdner Brunnenfontäne. Ein Hochstrahl mit 65 Millimetern Durchmesser stieg bis zu einer Höhe von 35 Metern auf. Infolge eines fehlenden Umlaufsystems war sie nur stundenweise zu bewundern. 1876 galt eine Laufzeit von 5 Stunden wöchentlich, 1885 war die Laufzeit sonntags und mittwochs von 12 bis 1 Uhr festgelegt. 1886 sprang „die große Fontaine des Mittwochs und des Sonntags je eine Stunde, in der Woche also 120 Minuten.“
Im Frühjahr 1887 war die Auspflasterung des Zwingerteiches beendet worden. Dennoch wiederholten sich 1890 die Beschwerden über eine Geruchsbelästigung, die durch Wasserüberlauf aus dem Weißeritzmühlgraben in den Zwingerteich hervorgerufen wurde. Im Winter lud der Zwingerteich zum Eislaufen ein, im Sommer wurde er als Gondelteich genutzt.

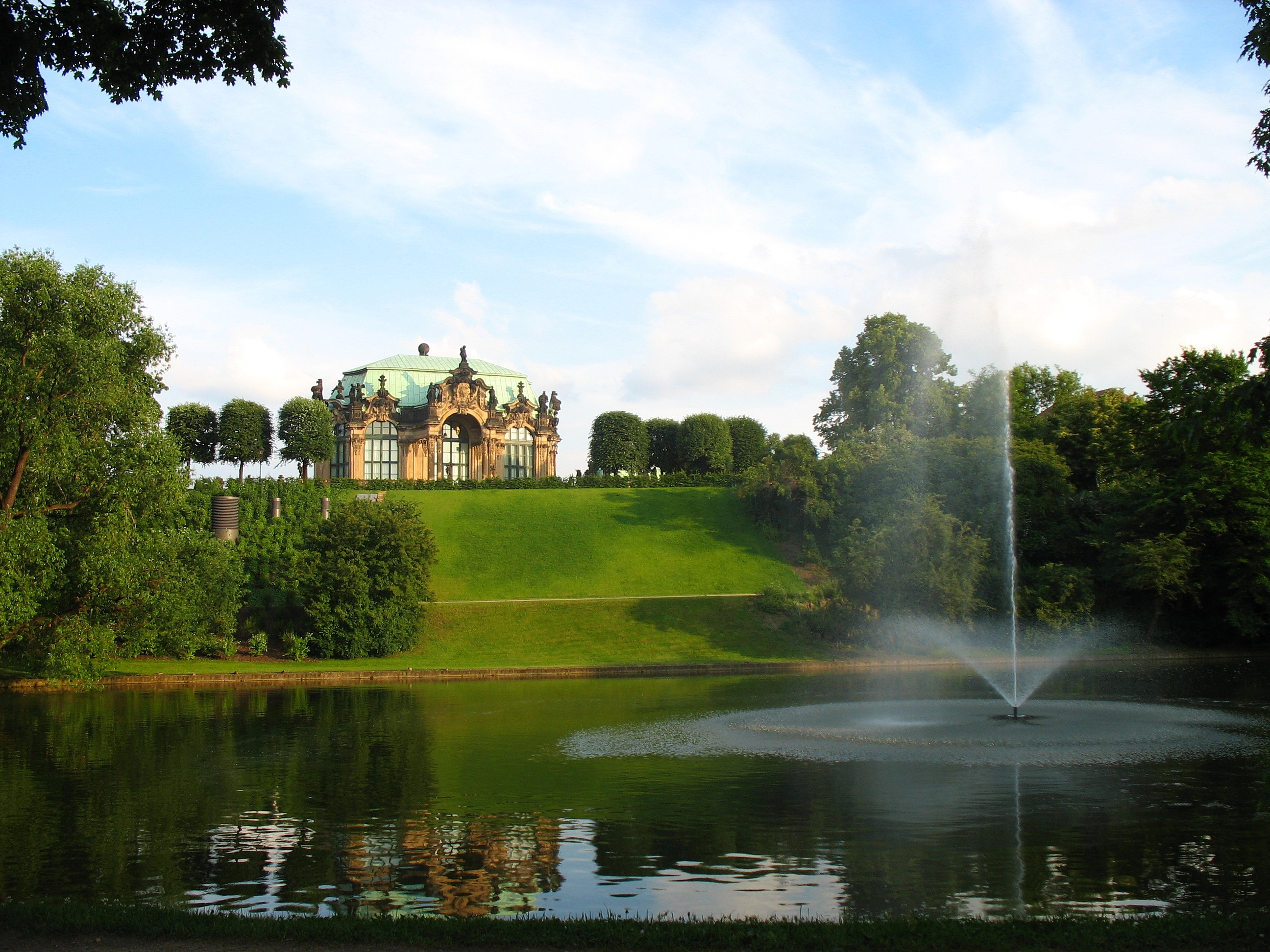
Reste des alten Befestigungswalls mit dem Wallpavillon und Zwingerteich

Im Zuge der Restaurierungsarbeiten 1924–1936 wurde der Zwingergraben als Fragment des alten Festungsgrabens, der einst die Stadt umschloss, wieder ausgehoben. Bis 1951 trennte ihn vom Zwingerteich jedoch noch eine Landbrücke, über die ein Weg führte. Auch beim Wiederaufbau nach den Kriegszerstörungen von 1945 erfolgte im Jahre 1976 eine umfassende gartenbauliche Neugestaltung mit Neupflanzungen und Wegebauarbeiten; der Zwingerwall erhielt dabei Steinbänke. An der südlichen Mauer des Zwingergrabens befinden sich fünf Wasser speiende Fischköpfe, die von Wrba geschaffen wurden.
Ende der 1980er Jahre gab es umfangreiche Sanierungsmaßnahmen an den Wasseranlagen des Zwingers. Der Teich wurde entschlammt, seine Böschungen
erneuert, neue Bänke aufgestellt. Am Ablauf des Zwingerteiches sicherte nunmehr ein Rückstauventil das Eindringen von städtischem Abwasser in den Zwingerteich. Die jetzige Schwimmfontäne wurde im April 2013 neu installiert.
Auf dem Zwingerwall steht in der Nähe des Mathematisch-Physikalischen Salons ein nur wenige Quadratmeter großes Meridianhaus. Das einstöckige Gebäude liegt auf der von Wilhelm Gotthelf Lohrmann (1796–1840) vermessenen Mittagslinie Dresdens und wurde 1957 zur Aufstellung eines Passageinstruments neu erbaut. Lohrmann errichtete bereits zu seiner Zeit an dieser Stelle ein Observatorium, das 1928 durch einen Neubau ersetzt und 1945 zerstört wurde. Exakt nördlich liegt im Dresdner Stadtteil Rähnitz eine Meridiansäule von Lohrmann.

#### Wallgrabenbrücke

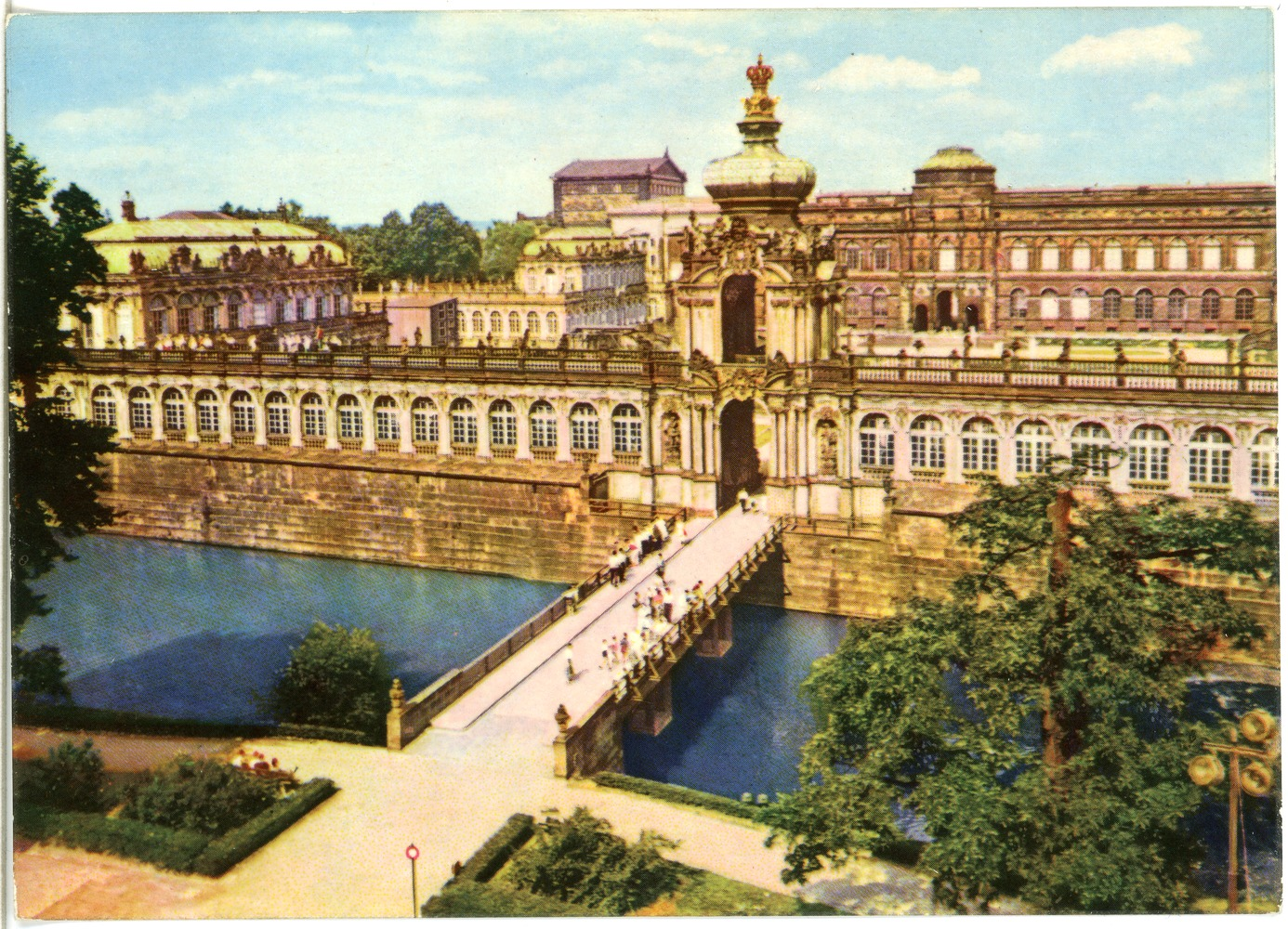
Brücke, 1963

Die ursprüngliche Wallgrabenbrücke verband ab 1718 die Dresdner Vorstadt außerhalb der Befestigungsmauer mit dem Zwinger. Errichtet wurde diese als schmaler hölzerner Steg, der im Falle eines Angriffs rasch abzubauen gewesen wäre. Durch Baufälligkeit oder kriegerische Auseinandersetzungen musste die Brücke 1770, 1780, 1930 und 1951 neu aufgebaut werden.

#### Nymphenbad und Wasserspiele

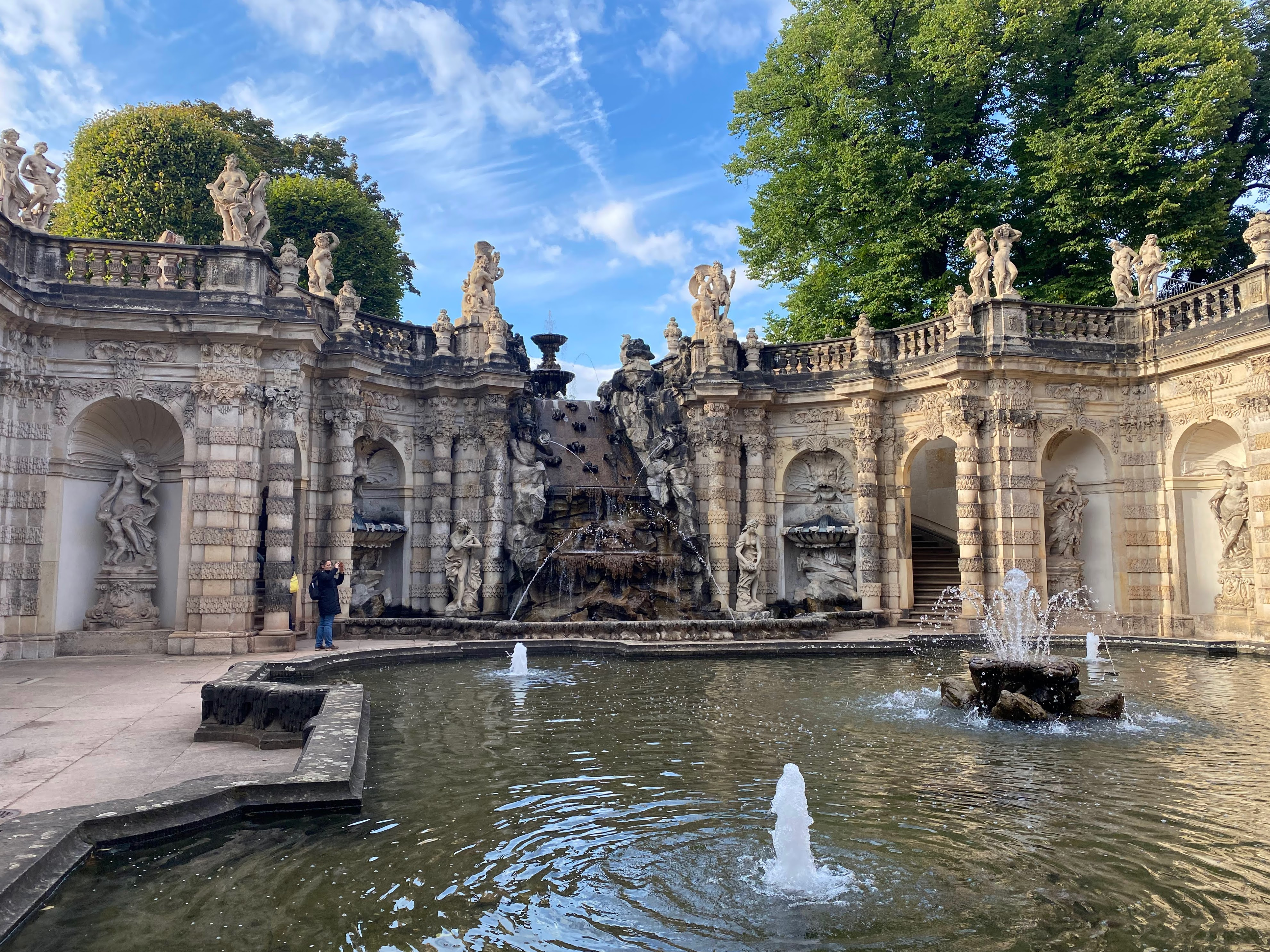
Nymphenbad

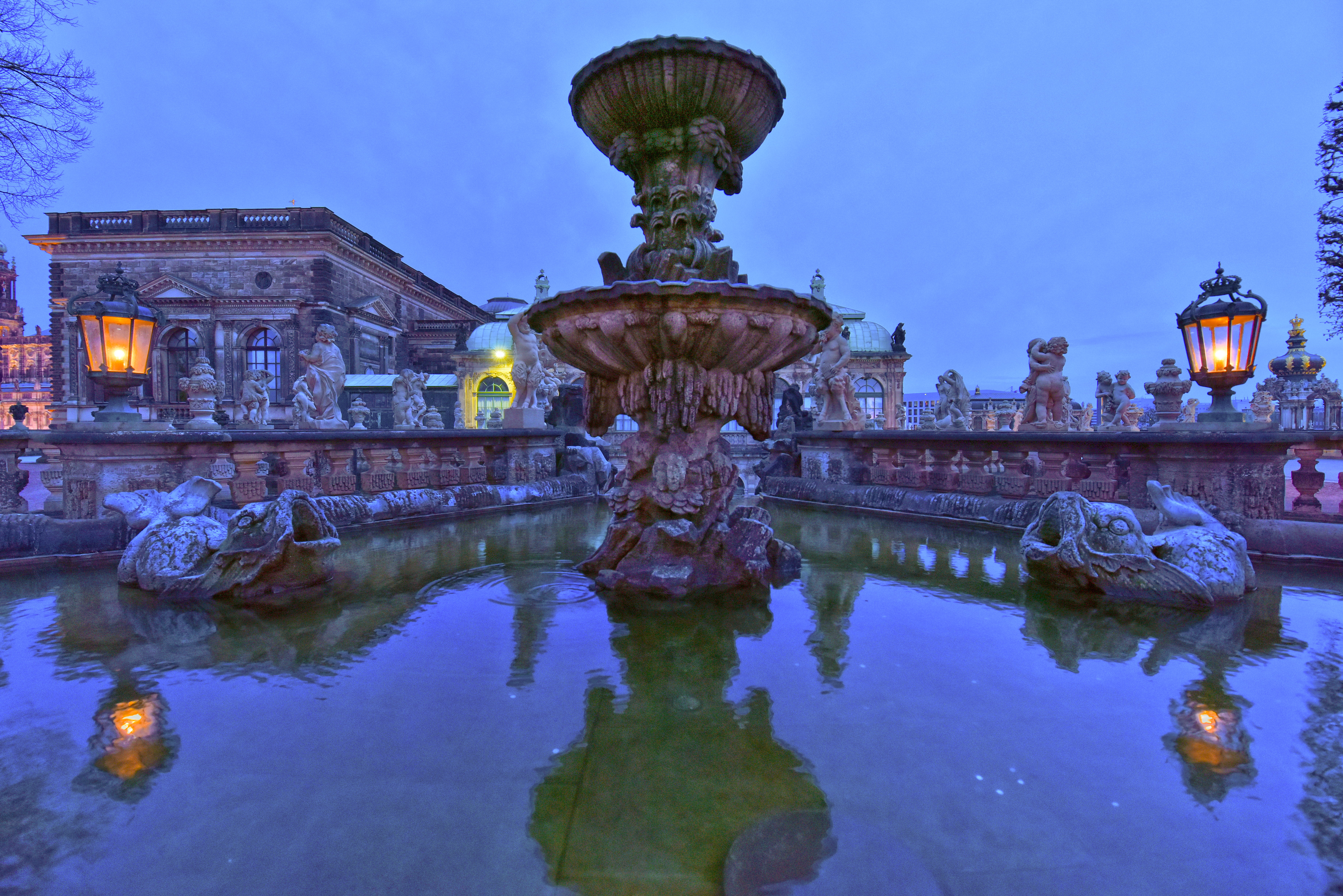
Oberes Becken

Das Nymphenbad gehört zu den schönsten barocken Brunnenanlagen. Der Bau begann noch vor 1712. Von Französischem Pavillon, Bogengalerie, Festungswall sowie einem Anbau der Sempergalerie umsäumt, bildet es einen nach oben offenen, hoch ummauerten Raum mit quadratischer Grundfläche. Das Nymphenbad ist kein Bad im eigentlichen Sinne, eher ein Wassertheater oder Grottensaal, dem der Himmel als Decke dient. Darüber hinaus erinnert die Gestaltung der Seitenwände mit ihrem plastischen Schmuck an ein antikes Nymphäum. Das heutige Nymphenbad ist eine vergleichsweise zurückhaltend kleine Ausführung der ursprünglich beabsichtigten Wasserspiele. In den Planungen zum Zwinger war eine große Ringkaskade vorgesehen.
Das Wasser läuft aus einem etwa 10 × 6 Meter großen Brunnen, der sich oben auf dem Wall befindet, über einen gestuften, künstlichen Wasserfall in das Nymphenbad herunter und wird dort in einem großen halbrunden Becken aufgefangen. Zwei Johann Christian Kirchner zugeschriebene Figurenpaare, links Triton und Nereide, rechts Neptun und Amphitrite, flankieren die Wasserkaskade oben auf dem Wall. Sie zeigen, dass „dem Temperament Kirchners […] keine Zügel angelegt waren“. Die in der Beckenmitte stehende Säule ist aus zwei übereinanderliegenden runden Becken aus stilisierten Muschelschalen gestaltet. Beiderseits davon speien zwei Delphine Wasser in das Becken. Die Südostseite des Brunnenbeckens öffnet sich als Überlauf zur großen Kaskade.
Auf halber Höhe stehen blasende Tritonen beidseits der Kaskade, die dort von einem schrägen in einen gestuften Verlauf übergeht. Sie sind ein Werk Johann Benjamin Thomaes. Die beschädigten Originale befinden sich heute im Albertinum. Zu beiden Seiten hin schließen je ein Brunnen mit Wasser speiendem Delphinkopf dieses Wasserkunstwerk ab und leitet zu Treppen über, die durch einen Torbogen im Halbrund vom Nymphenbad auf den Wall führen. Ebenfalls noch an der Stirnwand des Nymphenbads befinden sich ganz links und ganz rechts je eine Nische mit auf dekorativen Sockeln stehenden Nymphen. Diese Nischen mit Nymphen setzten sich auf den beiden Längsseiten insgesamt sieben Mal fort. Die der Wasserkaskade gegenüberliegende Seite bildet der Französische Pavillon, durch dessen Portal ebenfalls Zugang zum Nymphenbad besteht. In der Mitte des Nymphenbads befindet sich ein Wasserbecken mit reich gegliederter Beckenwand. Der sogenannte Parterre-Brunnen ist 13,4 × 13,4 Meter groß. In der Mitte erhebt sich eine Fontäne, die von vier kleineren Wassersprudlern ergänzt wird. Wahrscheinlich stammt diese Ausführung nicht aus der Entstehungszeit des Zwingers. Nach überlieferten Unterlagen soll sich hier eine Felsengruppe mit Glasschlacke-Einschlüssen befunden haben. Diese Annahme wurde bei den Erneuerungsarbeiten im Jahre 2007 verstärkt, da man bei Grabungen genau solche Glasschlacke-Teilchen fand. Es ist also davon auszugehen, dass die von Poppelmann geplante Umsetzung erstmalig durch Ermisch verwirklicht wurde, lediglich das Fontänenbild wurde abgewandelt.

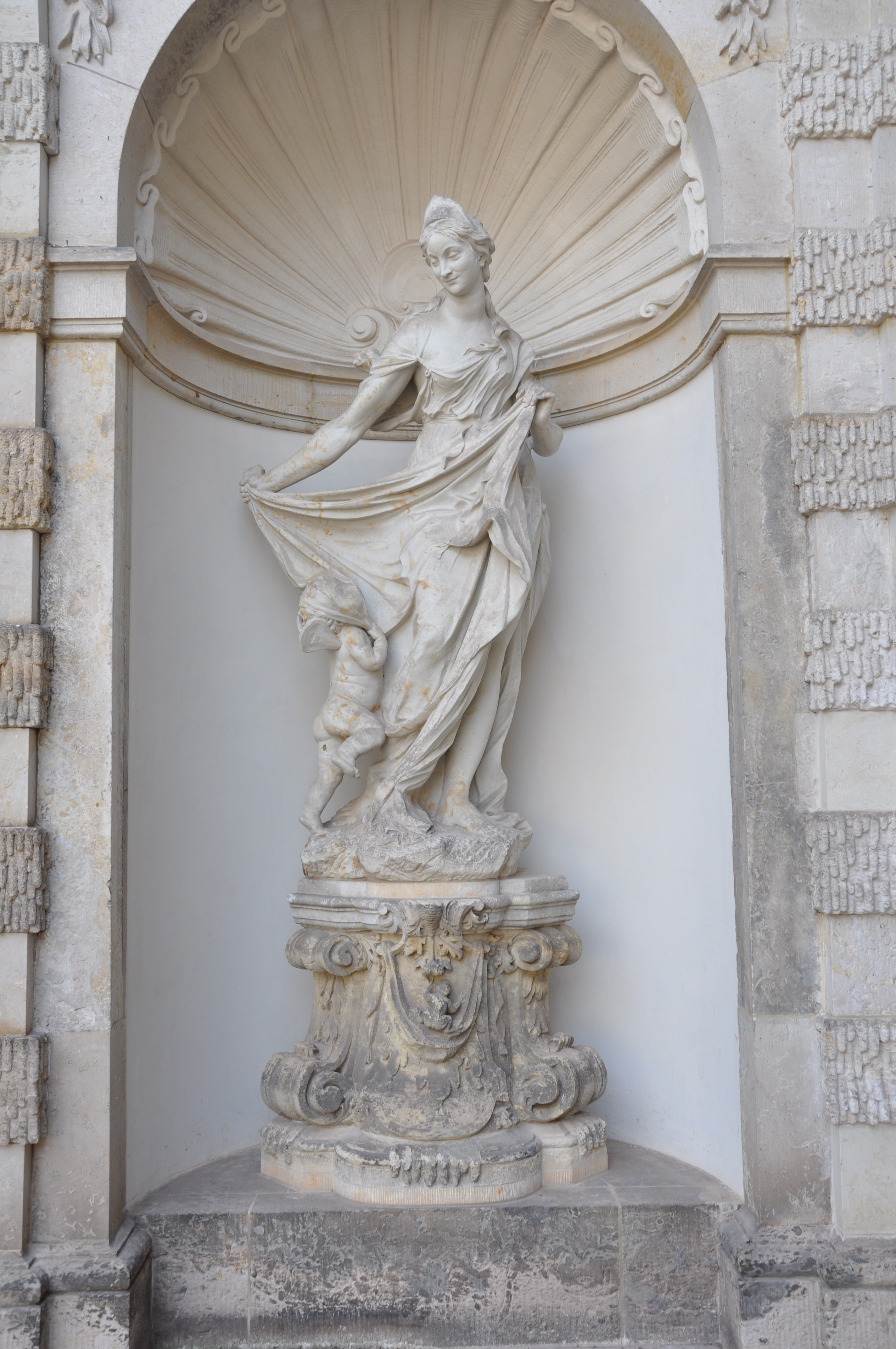
Sogenannte „Spielende Nymphe“ (Paul Egell zugeschrieben, Kopie des Originals aus dem 18. Jahrhundert)

Sechs der Nymphenfiguren auf der Südwestseite und die Wasser speienden Delphine gehen noch auf Balthasar Permoser und seine Schüler zurück. Nymphen für die Nischen schufen Kirchner, Thomae und Egell; so stammt die Nymphe mit dem Blumenstrauß von Kirchner. Von Egell stammt die Figur der spielenden Nymphe, die schon den Stil für die folgende Mannheimer Epoche aufweist. Thomae schuf die Nymphe, die ihr Gewand über die Schulter hebt.
Diese Skulpturen aus dem Barockzeitalter sind in der Gegenwart durch originalgetreue Kopien ersetzt.
Alle übrigen Skulpturen des Nymphenbades wie die Nymphen der rechten Seite (nackte Nymphen) stammen aus der Zeit der Restaurierung des Zwingers in den 1920er und 1930er Jahren unter Georg Wrba. Geschaffen wurden sie von Georg Wrba, Paul Polte, Fritz Schlesinger und Alexander Höfer. Es sind „freie, am Naturalismus der 1920er Jahre orientierte Arbeiten“. Eine Nymphe (Südecke) ist eine Nachschöpfung im Stil Permosers aus der Zeit nach 1945. Alle Nymphen werden von Wassermannsgesichtern beobachtet. Etwa 50 Köpfe finden sich oberhalb der Nymphen.
Der Betrieb des Nymphenbades erforderte einen beachtlichen technischen Aufwand, da es zu jener Zeit keine elektrischen Pumpen gab. Das Hauptproblem bestand darin, ausreichende Wassermengen auf das Niveau des oberen Wallbereichs zu heben. Dafür war eine aufwändige Installation klassischer Wasserkunst nötig. Zu diesem Zweck baute der Modellmeister Andreas Gärtner in den unweit gelegenen Turm des Wilsdruffer Tores einen kupfernen Wasserbehälter ein, der mit Wasser aus dem Gorbitzer Brunnen durch ein Schöpfwerk gefüllt wurde. Über eine Röhrfahrt gelangte das Wasser vom Turm in die Wasserspiele des Zwingers.
Dazu gehörten das noch heute erhaltene Nymphenbad, ferner Kaskaden an den Langgalerien beidseits des Kronentors, weitere Brunnen, Springbrunnen und einige Vexierwasserspiele, etwa im Grottensaal des Mathematisch-Physikalischen Salons und an der unteren Treppe des Wallpavillons angelegt. Auch auf den beiden ins Nymphenbad herabführenden Treppen wurden Benutzer ursprünglich nassgespritzt.
Die Wasserspiele verursachten ständige und nicht unerhebliche Unterhaltungskosten. Ein angestellter Grottierer hatte den laufenden Betrieb zu überwachen und für die Instandhaltung der technischen Anlagen zu sorgen. Der Abbruch des Wilsdruffer Torturmes am Ende des 18. Jahrhunderts führte zum Trockenlegen des Nymphenbades. Es verkrautete und zerfiel. Das
Nymphenbad war fast 100 Jahre verwahrlost und zugewachsen. 1857 wollte man die zerfallene Romantik mit vorhandenen Schlingengewächsen erhalten. Gerade damit bestand aber die größte Gefahr für den Bestand dieser Anlage. Bei der Zwingersanierung ab 1924 erhielt das Nymphenbad seine ursprünglich gedachte Gestalt und Funktion. Es überstand als einziger Bau des Zwingers die Brandnächte von 1945. Im Jahre 2007 war eine umfassende Restaurierung des Nymphenbades erforderlich. Hohe Wasserverluste des oberen Wallbrunnens durch undichte Stellen sowie schadhafte Steine und Fugen erforderten den Abbau bis auf die 1989 eingebaute Betonplatte. Das Brunnenbecken erhielt eine neue, zeitgemäße Abdichtung und Technik sowie einen neuen Rand- und Bodenbelag. Der abgebaute Kaskadenbrunnen und die beiden Brunnenfiguren wurden in der Zwingerbauhütte instand gesetzt und wieder aufgebaut. Der Bestand von Wandbrunnen und Wasserrutsche wurde zum großen Teil konserviert, nicht mehr instandsetzungsfähige Teile von Bildhauern abgeformt und in neuem Stein nachgehauen. Die verschlissene Installation der Wasserspiele ersetzte man durch eine zeitgemäße Technik. Das Wasserbild der Fontänen und Düsen blieb aber entsprechend dem historischen Vorbild unverändert. Im Herbst 2008 war die Rekonstruktion beendet.

### Denkmale

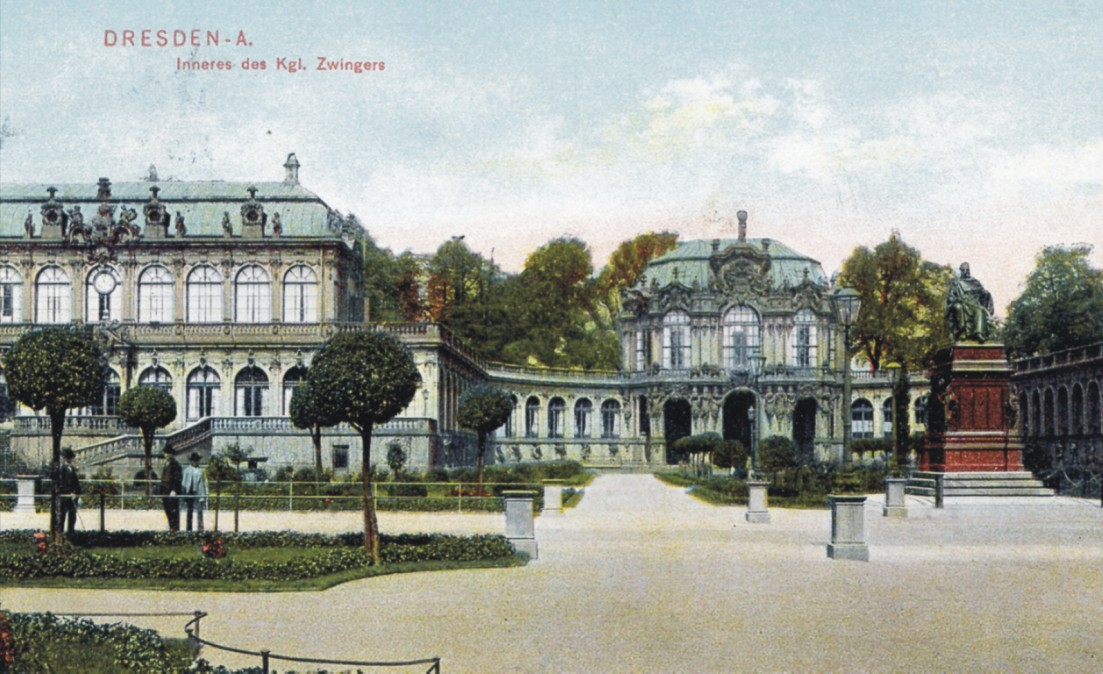
Zwingeranlagen mit dem Denkmal Friedrich August des Gerechten (1907)

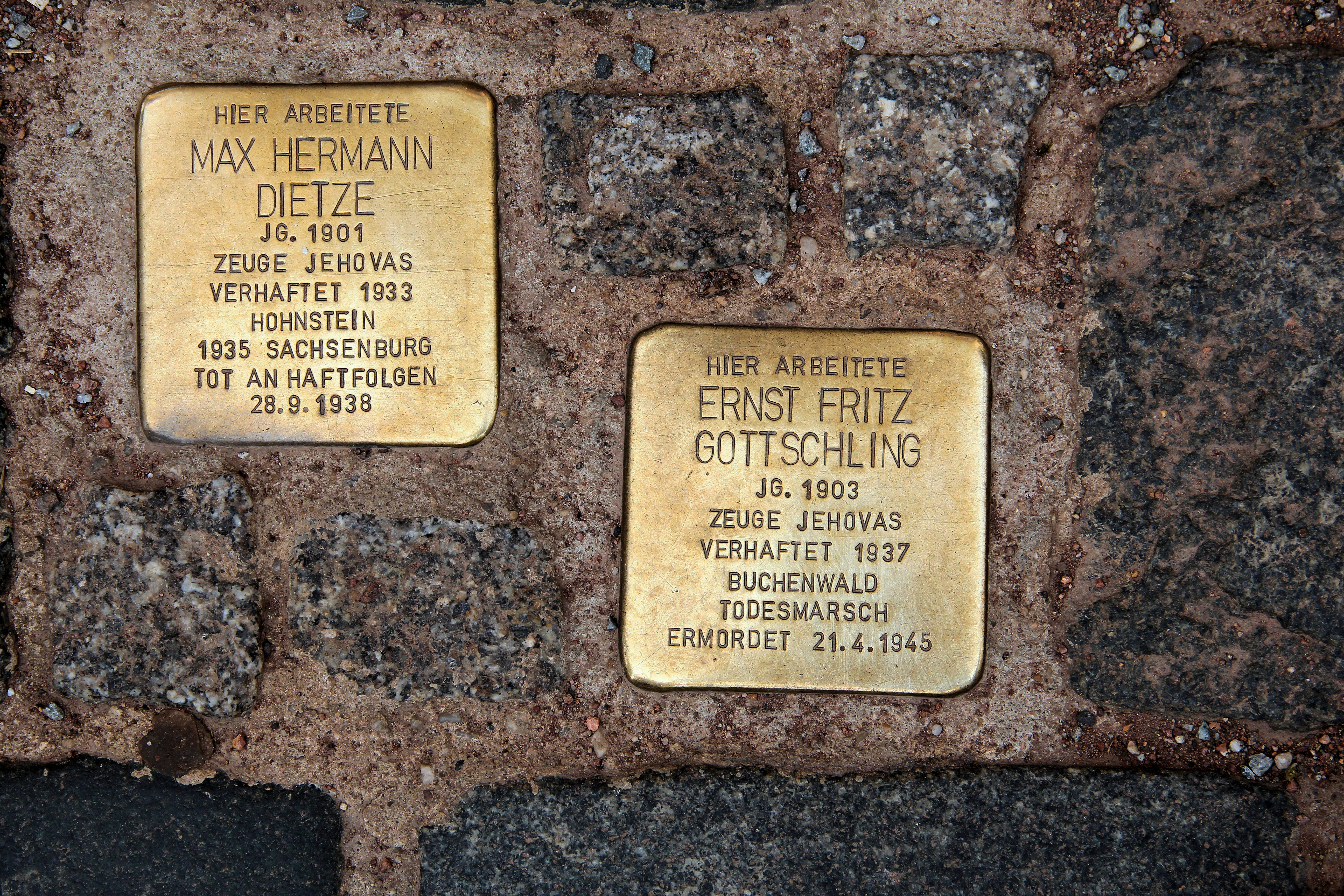
Stolpersteine am Glockenspielpavillon

- Denkmal Friedrich Augusts des Gerechten: Das Denkmal zur Ehrung von König Friedrich August I. von Sachsen ist nach dem Entwurf Ernst Rietschels entstanden. Die Idee zu diesem Denkmal entwickelte sich nach dem Todestag des Herrschers am 5. Mai 1827; die an der Idee beteiligten Bürger Dresdens sammelten die erforderlichen Geldmittel. Ernst Rietschel wurde 1831 mit der Fertigung eines Modells beauftragt. In die Gestaltung des reich verzierten Postaments flossen zunächst Einflüsse von Karl Friedrich Schinkel ein, die endgültige Fassung ergab sich erst nach einer Überarbeitung durch Gottfried Semper. Die Gräflich Einsiedelschen Werke in Lauchhammer führten den Guss der Bronzestatue aus. Die kleinen Eckfiguren (Frömmigkeit, Gerechtigkeit, Milde und Weisheit) sind eine Gussarbeit der Firma Fischer in Berlin. Das Postament besteht aus Granit und ist mit einer Bronzeverkleidung umschlossen. Es ruhte auf einem Treppensockel aus Sandstein. Am 7. Juni 1843 übergaben die Initiatoren das Denkmal durch eine feierliche Enthüllung der Öffentlichkeit. Seinen Standort fand es im Zwingerhof auf der Achse vom Stadt- zum Wallpavillon, wo es bis 1929 verblieb.[82] Seit Mai 2008 steht es auf dem Schloßplatz vor dem Ständehaus.

- Carl-Maria-von-Weber-Denkmal: Das Standbild Carl Maria von Webers besteht aus einer überlebensgroßen Bronzestatue, die auf einem Sockel aus Meißner Granit aufgestellt ist. Der Bildhauer und Professor an der Dresdner Akademie der Künste Ernst Rietschel begann 1844 mit der Plastik, die am 11. Oktober 1860 in der Bild- und Erzgießerei der Lauchhammerwerke gegossen wurde. Das Denkmal ist im Jahre 1860 errichtet worden und befindet sich nördlich der Sempergalerie zwischen Zwinger und Semperoper. Der Granitsockel entstand nach einem Entwurf von Georg Hermann Nicolai.[83]

- Heinrich-Schütz-Stele: Die Heinrich-Schütz-Stele befindet sich in den Gartenanlagen zwischen Zwingerteich und der Straße Am Zwingerteich und erinnert an den Dresdner Komponisten Heinrich Schütz. Das Denkmal besteht aus einer Sandsteinstele, an der vier Bronzetafeln angebracht sind. Sie zeigen Darstellungen aus Schütz’ Zeit und Leben. Der Künstler Berndt Wilde schuf Stele und Bronzeplatten im Jahr 1972; anlässlich des 400. Geburtstages des Komponisten im Jahre 1985 wurde das Denkmal am heutigen Standort errichtet.[84]

- Robert-Schumann-Stele: Die Robert-Schumann-Stele befindet sich in den Gartenanlagen zwischen Zwingerteich und Opernrestaurant und erinnert an den Komponisten und Pianisten Robert Schumann. Charlotte Sommer-Landgraf schuf 1986 diese Bronzebüste auf einem Sandsteinsockel.

- Zwei Stolpersteine am Glockenspielpavillon zur Erinnerung an die beiden Angestellten der Porzellanmanufaktur Meißen Max Hermann Dietze und Ernst Fritz Gottschling, welche 1933 mit der Installation vom Porzellanglockenspiel beauftragt waren.

## Nutzung

### Sammlungen

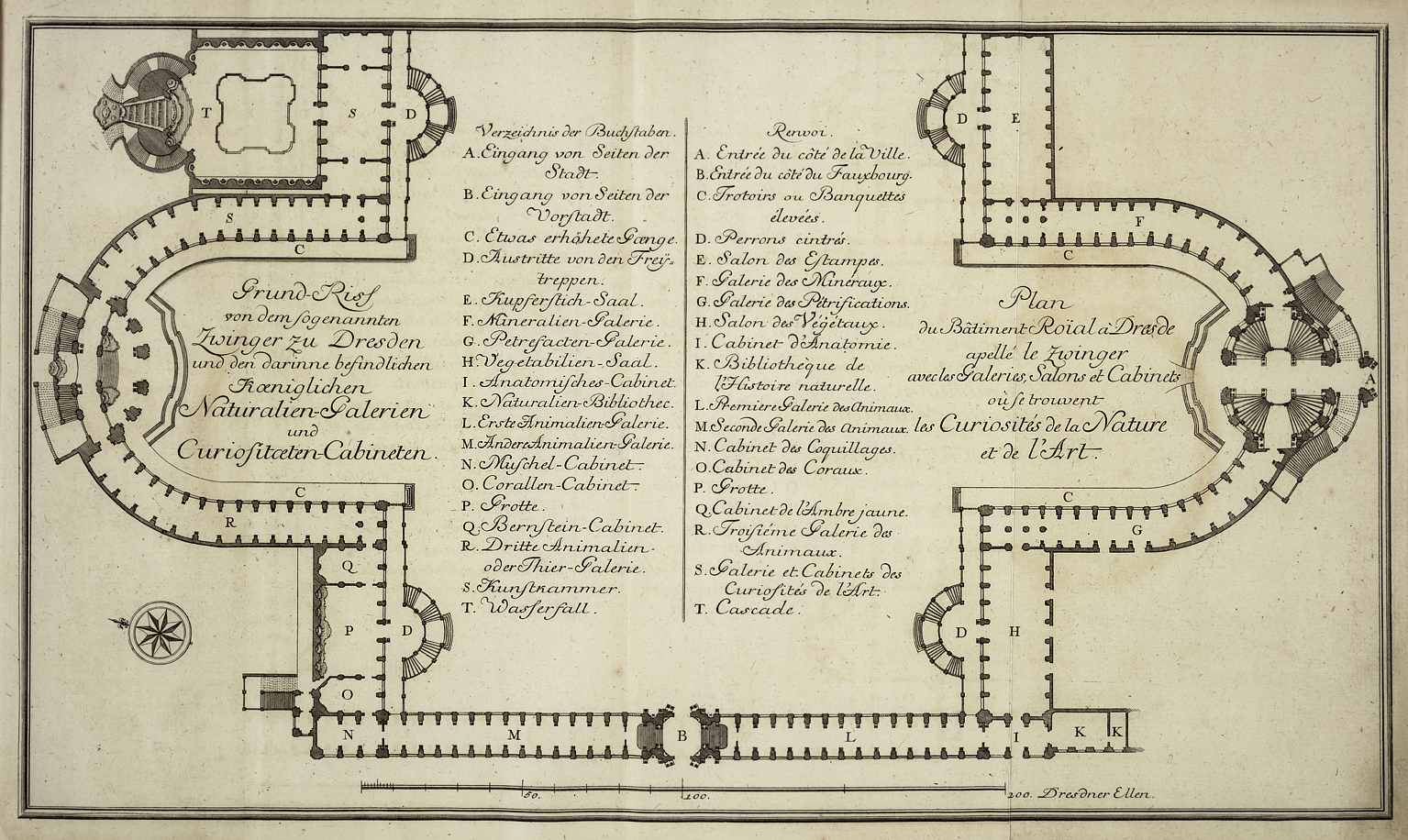
Dieser Grundriss des Zwingers von 1755 listet die im Erdgeschoss untergebrachten Naturalien-Galerien und Curiositaeten-Cabinete auf.

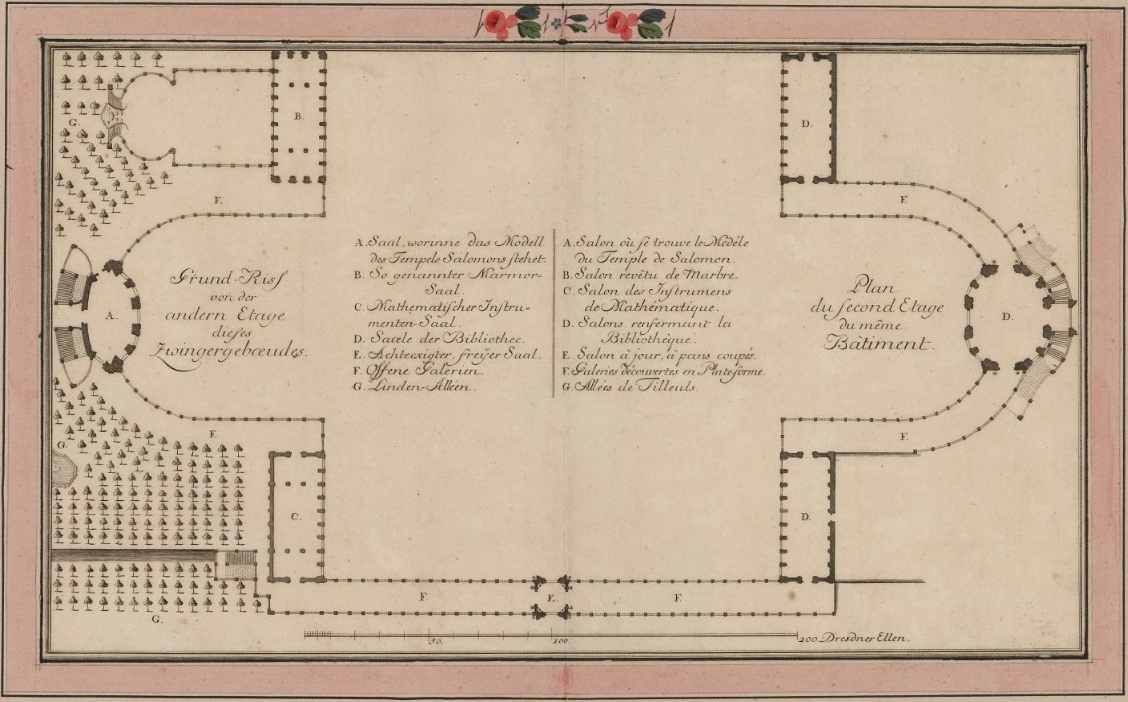
In den Obergeschossen waren damals hauptsächlich Bibliotheken untergebracht.

Zu den frühesten Nutzungsformen gehörte seit 1728 neben den höfischen Festen die Unterbringung der Koeniglichen Naturalien-Galerien und Curiositaeten-Cabinete. Sie erhielten dadurch Selbständigkeit – nicht nur strukturell, wie bereits 1720 erreicht, sondern auch in räumlicher Hinsicht. Der visionären Kraft Augusts des Starken entstammt eine aus dem Jahre 1718 datierte eigenhändige funktionale Konzeptionsskizze zur Gliederung seiner Sammlungsbestände. Ein Jahr später bestellte der Kurfürst Johann Heinrich von Heucher zum General- und Special-Inspektor der Galleries des Sciences. Damit vollzog sich die Abtrennung der naturhistorischen Sammlungsbestände von anderen Kollektionen der Kunstkammer. Auf Anweisung des kurfürstlichen Ministers und Oberkammerherrn Heinrich Friedrich von Friesen vom 19. Mai 1728 zogen die Koeniglichen Naturalien-Galerien und Curiositaeten-Cabinete in die Zwingergebäude. In Fachkreisen fanden diese Entscheidungen große Beachtung, da die weltweit erste Spezialsammlung auf diesem Sektor entstand. Heucher wurde daraufhin 1729 Mitglied der Royal Society in London. Man würdigte auf diese Weise seine als bahnbrechend erkannten Aufbauleistungen. In dem 1755 erschienenen Werk Kurzer Entwurf der königlichen Naturalienkammer zu Dresden ist die frühe Entwicklung des Naturalienkabinetts wie folgt dargestellt und dokumentiert damit den Nutzungsschwerpunkt im Zwingerbau: „Das einzige kann jedoch nicht unberühret bleiben, daß der unterste Raum dieses herrlichen Pallastes, anfänglich, zur Verwahrung der ausnehmend schönen, und mit den stärksten Stämmen prangenden Orangerie, bestimmet gewesen. Nachdem aber der unsterbliche König und Churfürst, Augustus der andere, dem Dresden diese Zierde zu danken hat, einen anderweitigen Platz darzu angewiesen hatten; so ertheilten dieselben 1728. den allergnädigsten Befehl, die sämmtlichen Seltenheiten von Naturalien und übrigen, schon oben genannten, Kostbarkeiten in gemeldetes Zwingergebäude zu bringen.“
Die naturhistorischen Sammlungen belegten in den Zwingerbauten einen erheblichen Raum. Die Bestände waren in den Bogengalerien beiderseits des Wallpavillons, in den beiden Langgalerien am Kronentor sowie im Bereich des heutigen Mathematisch-Physikalischen Salons untergebracht. Dort verblieben sie bis zum Ende des Zweiten Weltkriegs im Jahre 1945. Die Naturaliensammlung galt lange Zeit als die bedeutendste ihrer Art in Deutschland und wurde im 18. Jahrhundert nach Einschätzungen von Fachleuten im Vergleich zu ähnlichen Einrichtungen in England, Frankreich, Holland und Italien als unerreichbar bezeichnet. Zu den hier aufbewahrten und ausgestellten Kollektionen gehörten Versteinerungen tierischer und pflanzlicher Herkunft, Mineralien und Gesteine, Landtiere und Fische, ein Muschel-Cabinet, eine Korallensammlung sowie das Bernstein-Cabinet. In einer der Bogengalerien befand sich anfangs eine Sammlung anatomischer Objekte, die 1733 der Universität Wittenberg übertragen wurde. An ihrer Stelle zogen die zuvor im Schloss aufbewahrten und bisher nicht im Zwinger vertretenen Kollektionen aus der Kunstkammer und das Kupferstichkabinett ein. Neben den naturwissenschaftlichen Sammlungen beherbergte der Zwinger ab 1728 auch das Kupferstichkabinett und die kurfürstliche Bibliothek. Außerdem zog 1746 der Mathematisch-Physikalische Salon ein.

### Zwingerserenaden
Zwischen den beiden Weltkriegen ließ der Mozart-Verein zu Dresden die Tradition des Zwingers als Festspielstätte wieder aufleben. Am 3. Juli 1928 veranstaltete er im Zwingerhof die erste Zwingerserenade, der bis heute viele folgten. Im Jahr 1935 untersagte die Stadtverwaltung dem Mozart-Verein die Zwingerserenaden und übertrug sie auf die Dresdner Philharmonie. Vom Zweiten Weltkrieg unterbrochen, wurde die Tradition der Zwingerserenaden in den 1950er Jahren wieder aufgenommen. Die Serenaden finden bis heute in den Sommermonaten zumeist auf dem Gelände vor dem Wallpavillon statt. Dabei treten Orchester, Chöre, Theater- und Ballettensembles auf.

### Museen
Der Zwinger ist Heimstätte von gegenwärtig drei Museen der Staatlichen Kunstsammlungen Dresden. Bis November 2012 befand sich außerdem die Rüstkammer, eine der kostbarsten Kostüm- und Prunkwaffensammlungen, im Zwinger.
Die Gemäldegalerie Alte Meister zeigt Meisterwerke aus dem 15. bis 18. Jahrhundert und gehört zu den renommiertesten Sammlungen der Welt. Der Sammlungsschwerpunkt liegt bei der italienischen Malerei der Renaissance. Ferner präsentiert die Galerie herausragende Gemälde altniederländischer und altdeutscher Malerei. Ihr berühmtestes Bild ist die Sixtinische Madonna von Raffael.
Der Mathematisch-Physikalische Salon ist ein Museum der Instrumentenkunst und zeigt historische Uhren und wissenschaftliche Instrumente. Dazu gehören Geräte der Optik, Astronomie und Geodäsie, Erd- und Himmelsgloben sowie Instrumente zum Rechnen, Zeichnen und zur Bestimmung physikalischer Grundgrößen. Besonders bedeutend sind ein arabischer Himmelsglobus aus dem 13. Jahrhundert und eine um 1650 entstandene Rechenmaschine von Blaise Pascal. Die Sammlung der Globen und Instrumente wurde bereits 1746 im Obergeschosssaal des Mathematisch-Physikalischen Salons untergebracht.
Die Dresdner Porzellansammlung ist eine der umfangreichsten und wertvollsten keramischen Spezialsammlungen der Welt. Die Porzellansammlung umfasst etwa 20.000 Exponate chinesischen, japanischen und Meißner Porzellans. Von besonderer Bedeutung sind die Bestände frühen Meißner Porzellans sowie ostasiatischer Porzellane des 17. und frühen 18. Jahrhunderts.

## Rezeption

### Kupferstichwerk über den Zwinger
Der Schöpfer des Zwingergartens, Matthäus Daniel Pöppelmann, ließ im Jahre 1729 eine Sammlung von Kupferstichen über das von ihm geschaffene Bauwerk herausgeben. Es besteht aus einem Erläuterungstext mit 22 Kupferstichen zum Zwinger und jeweils einem Stich vom Holländischen Palais und dem Großen Fass auf der Festung Königstein. Im Text geht Pöppelmann auf die Ausgestaltung der Gebäude und ihre Zweckbestimmung ein. Das Werk wurde in der Größe von etwa 68 × 49 Zentimetern als Mappe mit Einzelblättern hergestellt. Darin sind neben den verwirklichten Bauten und Grundrissen auch einige Abbildungen von geplanten Erweiterungen enthalten.
Mit dieser Monografie hat Ermisch zahlreiche Detailfragen bei den Restaurierungen und beim Wiederaufbau nach 1945 klären können; ferner erleichterte auch der grundlegende Einblick in den Pöppelmannschen Stil die Rekonstruktionen. Die Stiche fertigten Christian Friedrich Boetius, Johann Georg Schmidt, Christian Albrecht Wortmann und Lorenzo Zucchi nach Zeichnungen Pöppelmanns an. Nach modernen Erkenntnissen gehen Wissenschaftler davon aus, dass Pöppelmann dieses Werk selbst finanzierte.

### Zwinger als städtisches und nationales Symbol
Mit den umfassenden Sanierungs- und Restaurierungsarbeiten seit 1924 geriet der Zwinger wieder stärker in das öffentliche Bewusstsein. Die bemerkenswerten Fortschritte am Bau wurden sowohl in der regionalen als auch in der überregionalen Selbstdarstellung genutzt. Das wird beispielhaft an einer der Fremdenwerbung dienenden Publikation des Rates der Stadt aus dem Jahre 1930 deutlich. In The Book of the City of Dresden sind in auffälliger Weise Motive (Kronentor, Wallpavillon) des Zwingers in Texte suggestiv eingebunden, obwohl die Textaussagen keinen Bezug zum Bauwerk herstellen. Das von Stadtrat Georg Köppen redaktionell verantwortete und von Oberbürgermeister Bernhard Blüher federführend begleitete Buch erschien anlässlich der II. Internationalen Hygiene-Ausstellung.
Einen weiteren Beitrag zur symbolhaften Identifizierung mit dem Bauwerk leistete die Zwingerlotterie. Sie sollte einen begrenzten Finanzierungsbeitrag zu den umfänglichen Sanierungsmaßnahmen einwerben und die Bevölkerung auf die wichtigen denkmalpflegerischen Ziele permanent aufmerksam zu machen. Als Vorreiter und Initiator in dieser Sache erwies sich der Landesverein Sächsischer Heimatschutz, von dem die Idee in den 1920er Jahren ausging. Nach den Kriegszerstörungen von 1945 wurde die Idee der Zwingerlotterie wieder aufgegriffen. Der Wallpavillon und das Kronentor dienten in dieser Zeit als optische Werbesymbole für den Wiederaufbau und übertrugen dieses Anliegen auf die gesamte Stadt und ihre Region. Heute ist der Zwinger als eines der Hauptwerke des Dresdner Barock weltbekannt und gilt als eines der wichtigsten Wahrzeichen Dresdens und Sachsens. Unter anderem wurde der Zwinger im Jahre 2016 auf der Zwei-Euro-Münze der deutschen Bundesländer-Serie abgebildet, als der sächsische Ministerpräsident die Bundesratspräsidentschaft innehatte.

### Darstellung auf Briefmarken
Eine besondere Würdigung des Zwingers als Bauwerk und der damit verbundenen Leistungen vieler Menschen stellen zahlreiche deutsche Briefmarkendarstellungen dar. Die erste Briefmarke mit einem Zwingermotiv erschien am 1. November 1931 als Zuschlagausgabe für die Deutsche Nothilfe. Diese Reihe besteht aus vier deutschen Architekturmotiven, von denen der Wert 8 + 4 Reichspfennig einen Zwingerpavillon zeigt. Wie sehr auf die Symbolkraft gesetzt wurde, verdeutlichen einige nach 1945 herausgegebene Briefmarken. Besonders zu nennen ist hier eine Ausgabe aus dem Jahre 1946, die dem Aufbau Dresdens gewidmet ist und aus zwei Marken besteht (Nominalwerte: 6 Pfennig, 12 Pfennig). Der 6-Pfennig-Wert (mit einem Zuschlag von 44 Pfennig) zeigt den Wallpavillon und trägt die Aufschrift „WIR BAUEN AUF!“. Einen Tag vor der Wiedervereinigung Deutschlands wurden die letzten sechs Marken der DDR ausgegeben, darunter eine mit dem Motiv des Kronentors.

### Teilkopie in Japan

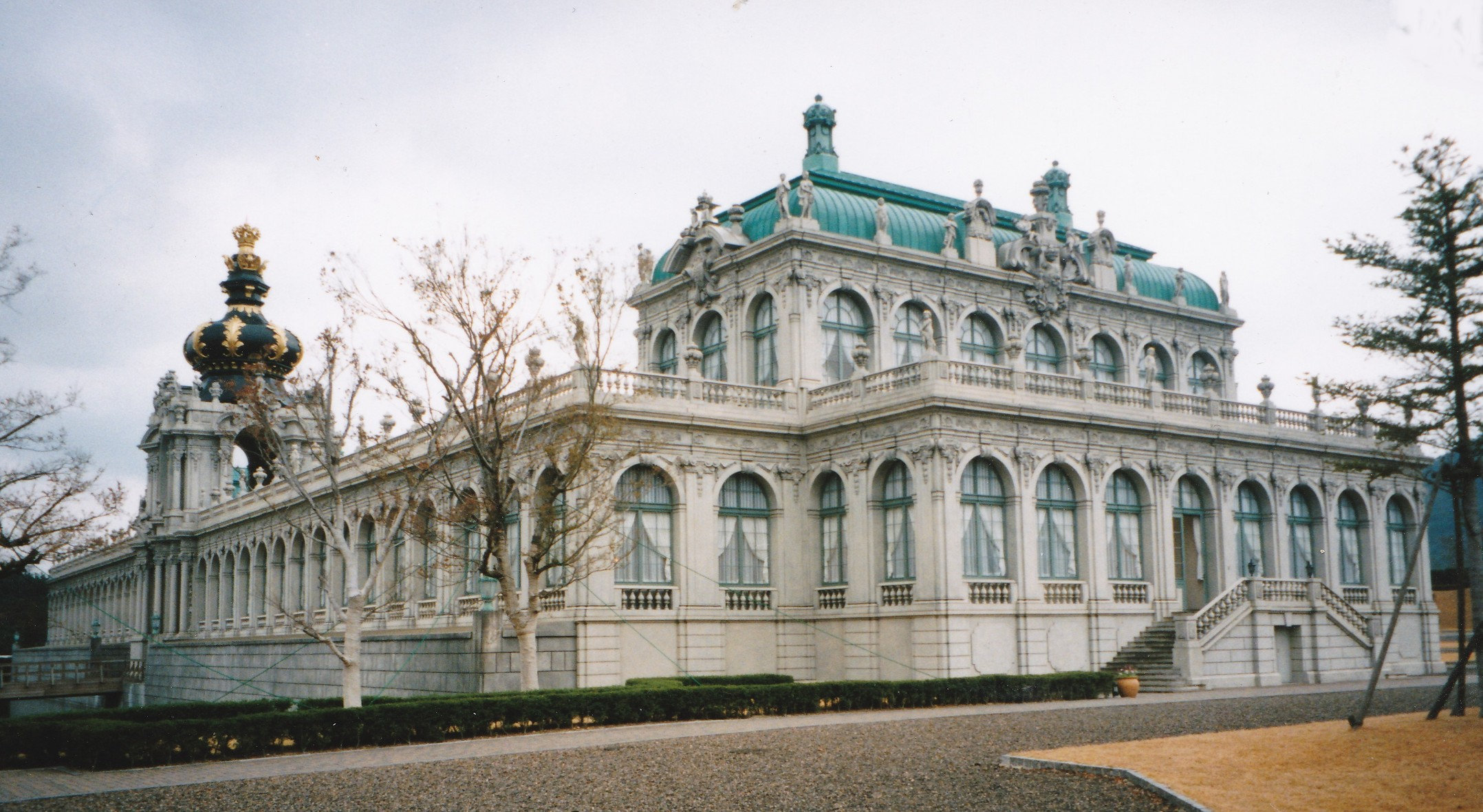
Flügel des Zwingers in Arita

In Arita, einem der bis heute künstlerisches Porzellan produzierenden Zentren Japans, wurde eine etwas verkleinerte Kopie des Kronentors mit Langgalerie sowie der angrenzenden Pavillons gebaut, in der die dortige Schausammlung präsentiert wird.

## Dokumentarfilm
- arte.tv: Der Dresdner Zwinger – Sachsens Pracht und Prunk (90 Min.) Verfügbar bis zum 12. Juni 2025.